# Göteborg

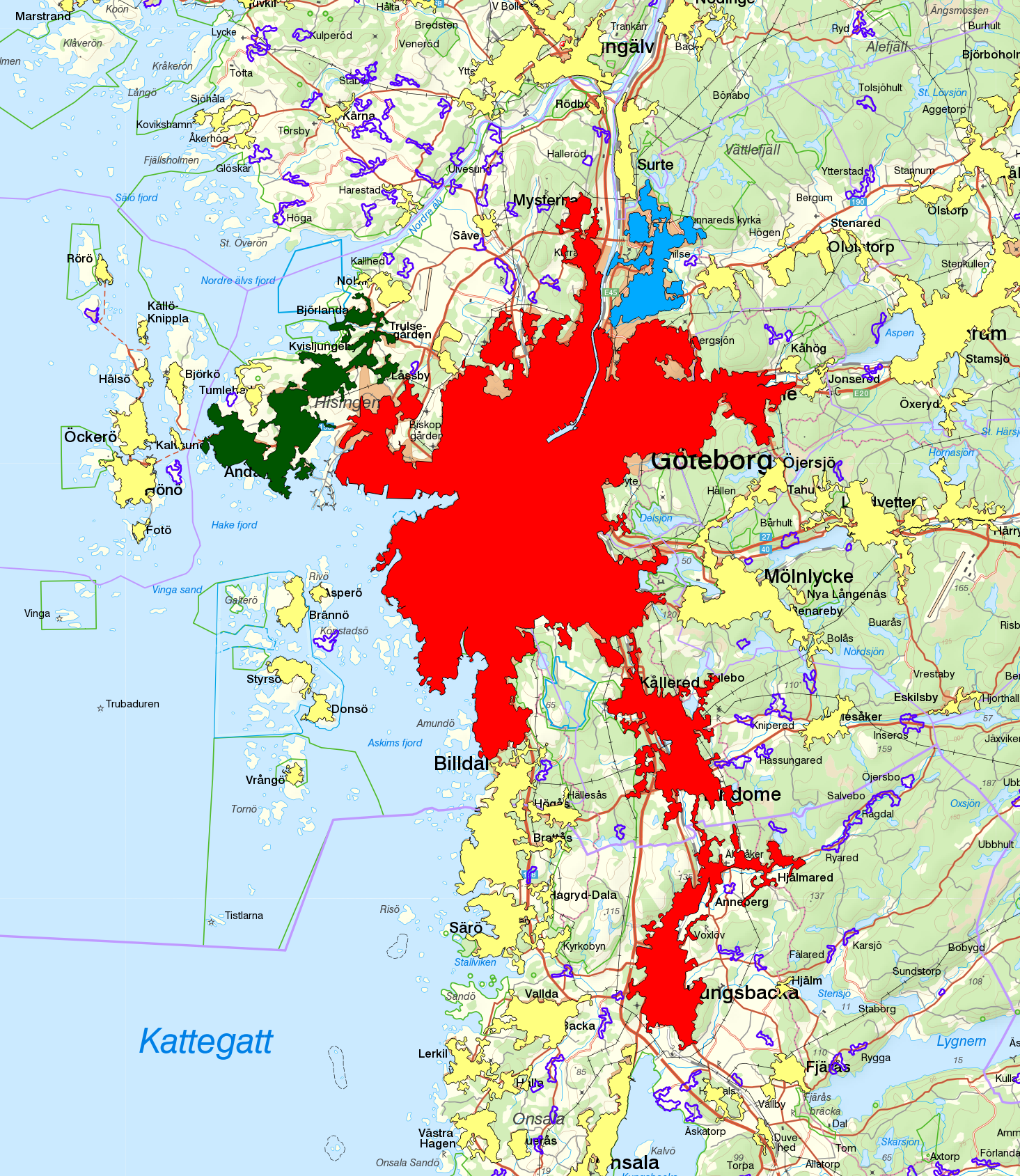
Tätorten Göteborgs avgränsning 2015.

Göteborg ([jœtɛˈbɔrj] ( lyssna)) är Sveriges näst största tätort, efter Stockholm, och Nordens femte största med 674 529 invånare (2023) i tätorten och 1 090 000 invånare (2023) i Storgöteborg. Samhället ligger på västkusten vid Göta älvs mynning. Staden Göteborg anlades på initiativ av kung Gustav II Adolf och fick sina stadsprivilegier 1621. Med anledning av sin stadsplanering, kallades Göteborg av holländarna under många år för Nya Amsterdam. På 1800-talet industrialiserades Göteborg till stor del av inflyttade britter och under denna tid fick Göteborg smeknamnet "Lilla London", som fortfarande används.
Göteborgs bebyggelse har vuxit ihop med omgivande förorter och bildar enligt Statistiska centralbyråns definition tätorten Göteborg. Tätorten ligger till största delen i Göteborgs kommun men även centralorterna i Mölndals och Partille kommuner ingår. Göteborgs kommun är efterföljaren till den gamla administrativa staden Göteborg och omfattar även områden utanför tätorten. Stadens areal är 721,64 kvadratkilometer, varav 271,41 kvadratkilometer är vatten
Några av Skandinaviens större industrikoncerner som AB Volvo, SKF, Volvo Cars och andra välkända teknikföretag som Esab och Hasselblad AB har sitt ursprung och sina huvudkontor i Göteborg. En stor del av den svenska exporten och importen sker via Göteborgs hamn som är Nordens största. Göteborg är residensstad för Västra Götalands län, centralort för Göteborgs kommun och stiftsstad i Göteborgs stift. Göteborg betecknas som en världsstad av Globalization and World Cities Research Network, med rankingen Gamma.

## Namn
Namnet Göteborg började användas för staden i början av 1600-talet. Alternativa stavningar har bland annat varit Giötheborg 1605, Göteborgh och Gothenburg 1607 och Gamble Gotenborg 1619. Själva namnet kommer ursprungligen av att Göteborg var en befäst stad vid Göta älv. I stadens privilegiebrev, första paragrafen och första meningen, står det: För det första, skal denne Stad, heta och kallas Götheborgh,---
På engelska används idag namnet Gothenburg, vilket gör Göteborg unikt som den enda staden i Sverige med ett vedertaget engelskt namn. Bland andra utländska namnformer kan spanskans och portugisiskans Gotemburgo och isländskans Gautaborg nämnas. På danska, norska och färöiska förekommer ibland stavningen Gøteborg. De franska och tyska varianterna Gothembourg och Gotenburg används sällan nu för tiden.
På 1600-talet kallade holländarna under en period Göteborg för Nya Amsterdam på grund av stadsplaneringen. Göteborg kallas ibland fortfarande för "Lilla London" vilket härstammar från 1800-talet då Göteborg industrialiserades med hjälp av, bland andra, inflyttade britter som dessutom deltagit i stadens uppbyggnad från första början.
Även uttrycket "Sveriges framsida" förknippas med Västkusten och Göteborg. Anledningen är det geografiska läget, som medger direktförbindelser till de internationella sjöfartslederna via hamnen. 
I visan "I de ökända kvarteren i det ruskiga Marseille" kallade Karl Gerhard Göteborg för "Skandinaviens Marseille".

## Historia

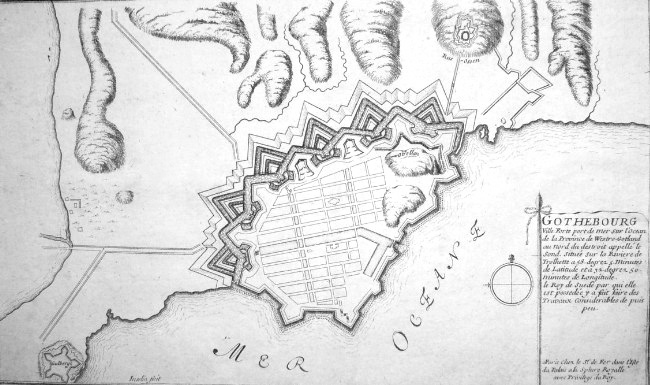
Kopparstick från cirka 1705 av staden Göteborg med söder uppåt.

Det har bott människor i flera tusen år på den plats där Göteborg nu ligger. Under stenåldern fanns redan en bosättning vid Göta älvs utlopp, vid nuvarande Sandarna. Exempelvis finns det elva hällristningslokaler i Göteborg.
Från 1200-talets första hälft var den södra stranden av Göta älvs mynningsområde svenskt, medan Halland längre söderut var danskt och Bohuslän i norr var norskt, vilket skapade en korridor på cirka 15 kilometer ut mot havet. Via hamnar i Göta älv hade Sverige en användbar direktkontakt med havet i väster, främst genom Lödöse fem mil uppströms vid Ljudaåns mynning. På 1300-talet byggdes fästningen Älvsborg vid mynningen för att befästa Sveriges anspråk.

### Föregångarna
År 1473 beslöt det svenska riksrådet att anlägga Götaholm på Säveholmen, där Säveån mynnar i Göta älv. Platsen visade sig dock vara olämplig, så därför ändrades läget till området vid det nuvarande Gamlestaden. Där byggdes staden Nya Lödöse en halvmil från havet, som en mer havsnära ersättare till Lödöse. Namnet Götaholm ersattes först efter hårda påtryckningar från Lödöses handelsmän, som ville behålla det redan etablerade namnet. Redan 1493 omtalades Nya Lödöse som den fjärde köpstaden i riket. En tredje kortvarig föregångare till staden Göteborg var Älvsborgs stad.

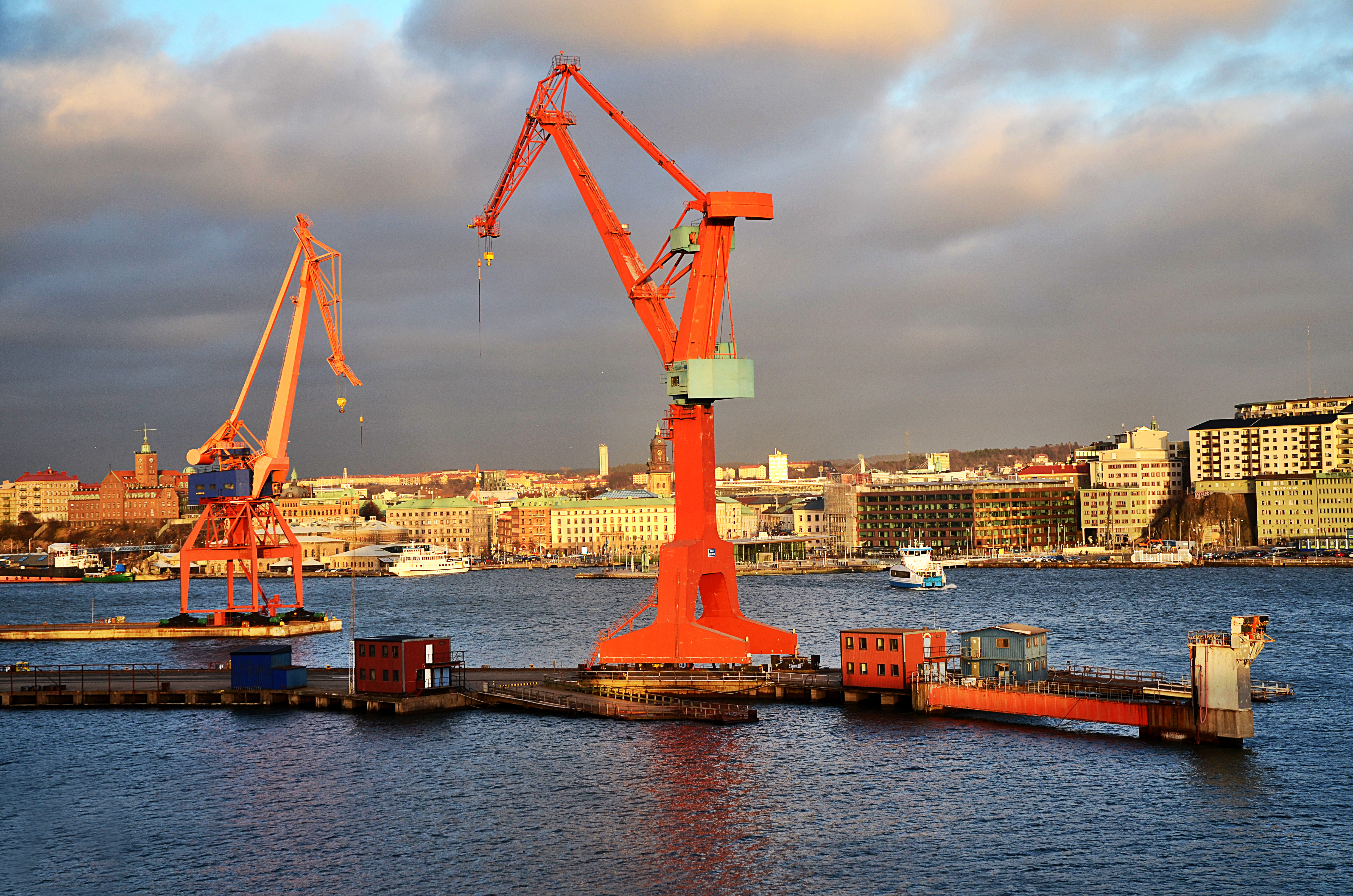
Två av de tre stora kranar som finns på Lindholmen

Platsen för det nuvarande Göteborgs grundläggning, historiskt kallad "Gullbergs ängar" efter klippan Gullberg, figurerar när Birger jarl här slog läger med sin armé, då han år 1253 kom dit för att bland annat underhandla med konung Håkon Håkonsson av Norge om ett gemensamt krig mot Danmark. Då Gustav Vasa i början på 1540-talet försökte få invånarna i Nylöse att flytta till Älvsborg, bad de att istället få flytta till Gullberg.
Den 17 augusti 1572 gav kung Johan III sin byggmästare Ludvig von Hoffwen i uppdrag att genast göra utkast till en plan ("skamplun") för en fyrkantig, befäst stad vid Gullberg, som skulle göras ungefär så stor som Kalmar. På våren 1573 gav kungen befallning, att stadsbyggandet skulle sättas i verket, men inget tycks ha blivit påbörjat. Detta kan ha berott på att han inte uttryckligen förbjudit bosättningarna på Älvsborgs och Nylöse gamla stadsgrunder. Även villkoret för den nya stadens privilegier, att den endast fick bebyggas med stenhus, har troligen verkat avskräckande, eftersom det fanns så få svenskar som kunde mura. Ytterligare en bidragande orsak till att uppförandet av staden inte kom igång, var att Charles de Mornay, ståthållare på Älvsborg, ertappades som delaktig i en sammansvärjning mot Johan III. Mornay avsattes från sitt ståthållarskap och blev avrättad i Stockholm 1 september 1574. Därmed blev det ingen stad med namnet "Gullberg" (eller "Gullborg"?). Däremot sägs i Gustav II Adolfs brev till ståthållaren Nils Stienskiöld den 19 juli 1619 angående planerna för det nya Göteborg, att staden skall "...funderas wedh Utrella på Gullbergs äng." Alltså vid Otterhällan på Gullbergs äng, som då först ansågs sträcka sig ända fram till berget Otterhällan.

### Göteborg grundas

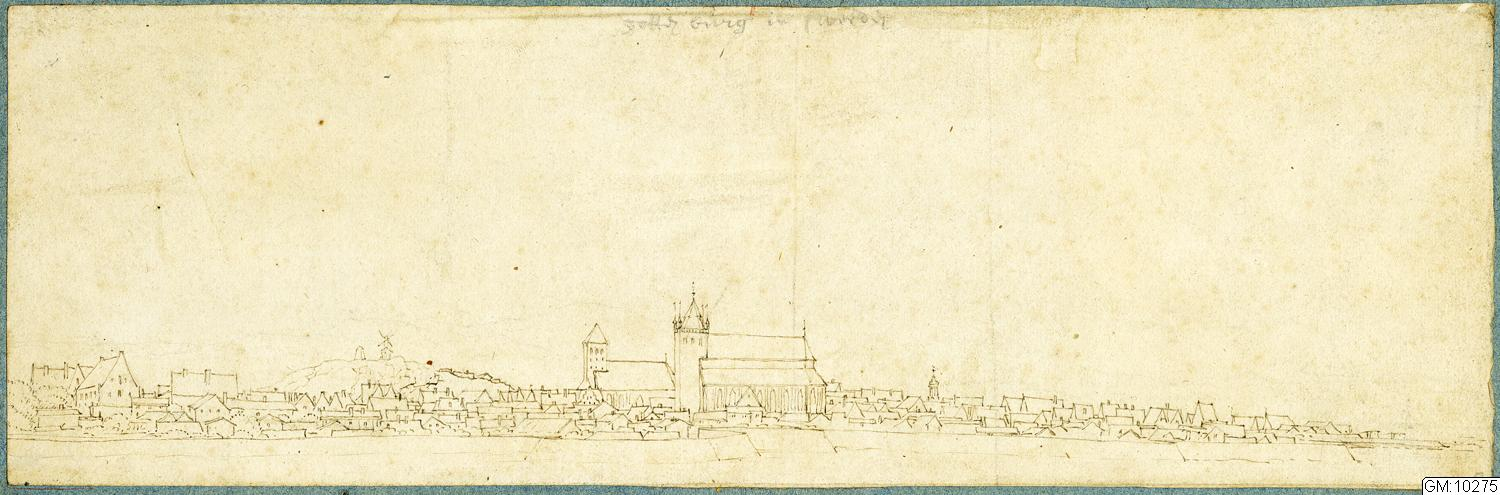
En av de tidigaste avbildningarna av Göteborg, från 1650-talet. Man ser i förgrunden stadsmuren mot söder, troligen Residenset till vänster i bild och till höger ser man Tyska kyrkan och Gustavi domkyrka med Kvarnberget i bakgrunden. Ingår i Göteborgs stadsmuseums samlingar.

Den första staden vid Göta älvs mynning som officiellt fick namnet Göteborg anlades av Karl IX på Hisingen mitt emot gamla Älvsborg. Tillfälliga privilegier utfärdades 1603 och regelrätta privilegier undertecknades 1607. Staden brändes dock så effektivt av danskarna 1611, att man först under 1900-talet funnit byggnadsrester. Se Karl IX:s Göteborg Den nuvarande staden Göteborg, skulle redan från början anses vara en fortsättning på det hisingska Göteborg. I Privilegiebrevets (i 37 punkter, skrivet på både svenska och tyska) inledning, heter det "At efter det Wår Herr --- Fader Carolus IX --- före satt sig att fundera och uppbygga en Ny Stad --- den samma Götheborg kallad, --- Altså hafwe Wi --- warit allena derpå betänkt, huru Wi --- måtte åter samma Stad å nyo upbygga, och därstädes til en Köp-, Sjö- och Handels-Stad förfärdiga låta".
I början av 1600-talet ökade intresset från Sverige att etablera en välbefäst stad nära Göta älvs mynning, vilket ledde till att staden Göteborg grundades år 1621 efter några års byggande på uppdrag av kung Gustav II Adolf. I privilegiebrevet, som gällde mellan 1621 och 1695, så reglerades också hur staden skulle styras.  Tre presidenter, en svensk, en nederländsk och en tysk, skulle rotera i tre månaders perioder på posten, och 12 rådmän skulle också utses, 4 svenska, 3 nederländska, 3 tyska och 2 skotska.
Kunskap om byggteknik hämtades från Nederländerna och holländare utgjorde i början majoriteten av Göteborgs befolkning, med stor erfarenhet av projektering av sankmark. Man fick senare tvångsflytta in svenskar i staden. Se Göteborgs befästningar och Göteborgs kanaler. Då Göteborg grundlades 1621 tillhörde staden Älvsborgs län, och först 1680 bildades Göteborgs och Bohus län. I mitten av 1600-talet revs Älvsborgs fästning och man byggde Nya Älvsborg i hamninloppet, som ett led i försvaret av staden.
År 1746 besökte Carl von Linné Göteborg under sin Västgötaresa, som företogs på uppdrag av Rikets ständer, och han beskrev då sitt möte med staden: 
Götheborg war den täckaste (skönaste) stad ibland alla i Riket... nästan rund, omgifwen och befästad af Wallar och Grafwar; afdeld med regulaira, räta och jemna Gator; genomskuren med åtskilliga Grakter eller grafwer, som på ömse sidor hafwa gator. Sjelfwa grafwerne äro på sidorna perpendiculairt murade med gråsten, så at gatan til en mans högd står öfwer vatnet; Broarne eller Bryggorne äro hwälfde; Löfträn äro planterade på ömse sidor om grafwerna, så at denne Stad mycket liknar de Holländska städer. Husen äro til största delen store och swåra Träbyggningar, af twå wåningar, och nära intil hwarandra stälde, utanpå beslagne med bräder, samt målade med röd eller gul färg, men knutar och fönsterkarmar med hwit eller blå; så at de på någon distance mycket likna stenhus ...

### Staden växer

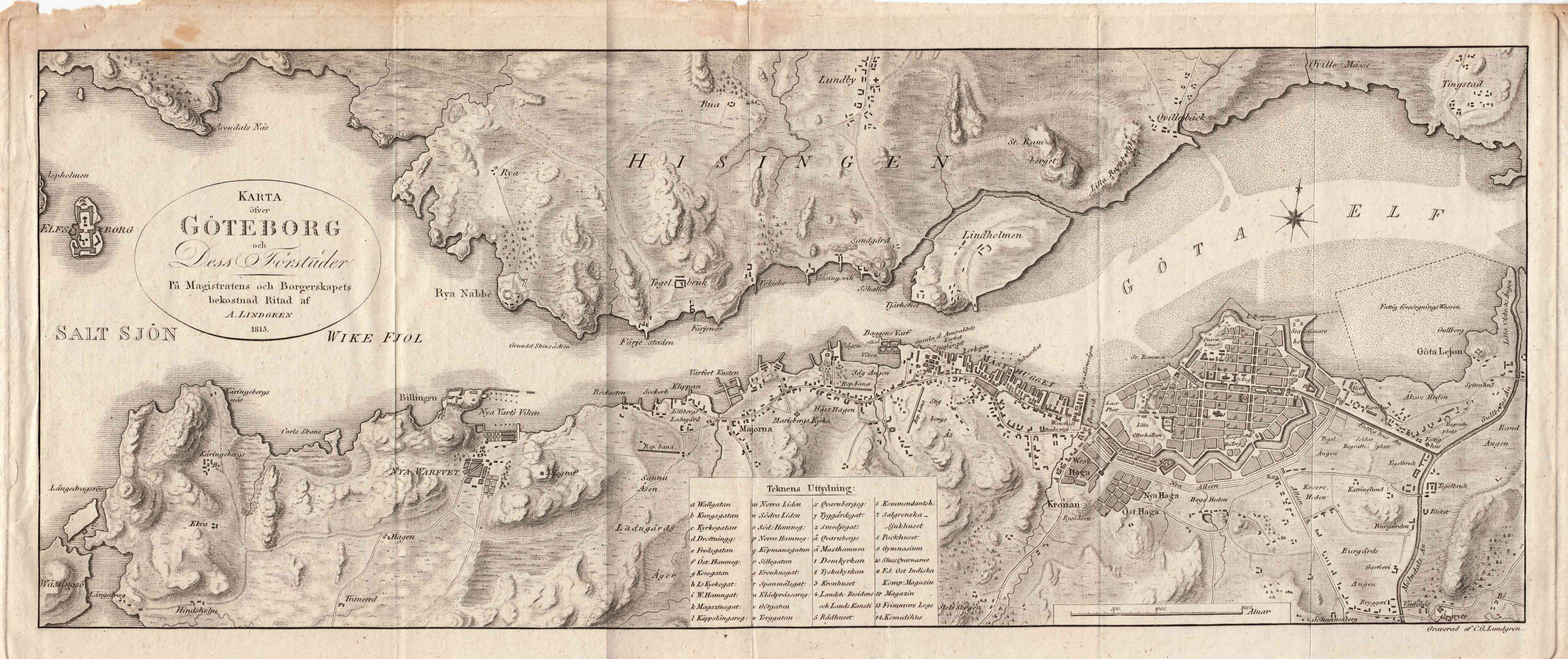
Karta öfver Göteborg och Dess Förstäder. Ritad af A. Lindgren 1815.

Göteborg blomstrade från mitten av 1700-talet fram till början av 1800-talet, bland annat tack vare Ostindiska kompaniet och det gynnsamma läget under Napoleonkrigen. Försvarsmurarna runt staden hindrade expansion och 1807 togs beslut under landshövding Carpelan att riva murarna. Göteborg växte som industri- och handelsstad under slutet av 1800-talet och utvecklades under 1900-talet till en stor varvsstad.
Under den stora emigrationsperioden under senare delen av 1800-talet och början av 1900-talet från Sverige var en av de vanligaste rutterna för att ta sig till Amerika via Göteborg. Postgatan, dåvarande Sillgatan, var den stora samlingsplatsen för alla emigranter som kom till Göteborg. Många fortsatte sedan sin resa med Wilsonlinjens ångare från Göteborg till Hull. Därifrån tog de tåg genom England till Liverpool där de kunde fortsätta resan till New York. En del av hamnområdet heter i dag Amerikakajen men det är efter Amerikalinjen under en senare period.
Under 1800-talets andra hälft tog textilindustrin över som viktig ekonomisk kraft i Göteborg, för att senare övertas av verkstadsindustrin med kommande världsföretag som exempelvis SKF och Volvo. Efter att varven hade lagts ner och den tunga industrin kraftigt minskat har Göteborg i stället blivit allt viktigare ur evenemangssynpunkt, som utbildningsstad och som plats för handel. Stora utländska kedjor väljer att etablera sig i Göteborg på grund av det gynnsamma läget och för att kostnaderna är betydligt lägre än i Mälardalen.
August Strindberg provspelade i november 1872 för den fruktade teaterdirektören Wilhelm Åhman på Stora Teatern i Göteborg. Hans intryck av staden blev så starka att hans alter ego Johan i romanen Tjänstekvinnans son, beskrev Göteborg på ett koncentrerat sätt: "Mörk, korrekt, dyr, högfärdig, sluten låg den instängd mellan sin ringmur av stenknallar och gjorde honom, den livlige uppsvensken, van vid Stockholms leende natur, trist. Det var en kopia av huvudstaden, men en förminskad, och Johan kände sig som överklass gentemot detta i utveckling stående samhälle. Men han märkte dock, att här fanns något som saknades i huvudstaden. Gick han ner till hamnen såg han en flotta som var destinerad till utlandet nästan helt och hållen, och Stora fartyg upprätthöllo förbindelser med kontinenten. Människorna och husen föreföllo icke så exklusivt svenska, tidningarna voro likasom mera vakna på de stora rörelserna ute i världen. Hur nära var det icke härifrån till Köpenhamn, Kristiania, London, Hamburg, Le Havre! Här skulle Stockholm ha legat, här vid en vik av världshavet, under det att nu huvudstaden låg i en krok borta i Östersjön. I sanning, här låg cellen till ett nytt centrum, och nu förstod han, att Stockholm icke längre var Nordens medelpunkt utan att Göteborg höll på att bli det."

Vy från Älvsborgsbron.

### Stadsplanering
När Gustav II Adolf valde platsen för det nya Göteborg, som han långt innan Sverige återfick Älvsborgs fästning hade bestämt sig för att grunda, föll hans ögon på den fuktiga, sanka strandängen mellan bergsknallarna vid Göta älvs mynning. Han såg hur en av hans drabanter klafsade omkring i gyttjan mellan grästuvorna, och frågade därför sina följeslagare, om där inte var alldeles för blött. En av dessa, Johan Pedersson Schult (efter adlandet Johan Adler Salvius), som hade studerat stadsbyggnadskonsten i Holland, lär då ha svarat: "Det tror jag inte alls, Eders Majestät. Man kan påla, och man kan dränera. Jag föreslår, att man avstår från att gräva någon utvidgad hamnbassäng här nere mellan bergen och i stället lägger en bred kanal rakt in över gräset och kanske en tvärkanal, som går ut på andra sidan det lilla berget. Det suger upp vattnet och båtarna ligger minst lika bra. Så kan man bomma för kanalmynningarna också, nattetid och i krig." Planen för Göteborg gjordes av Salvius, efter holländskt mönster med snörräta gator och kanaler.
Göteborg är en stad som ända från sin tillblivelse till största delen planerats efter uppgjorda stadsplaner. Den första upprättades 1620–1621 och var av nederländsk modell och omfattade stadens centrum som byggdes med befästningsverk och kanaler, se Göteborgs kanaler.
Staden indelades från början i fem kvarter: 
- Det första låg i väster och hade sin utfart genom Karls port innanför Holmgårds- eller Hålegårdsbastionen. I detta kvarter låg Lilla Torget precis som nu, och var från början hamnplats och fisktorg.
- I andra kvarteret byggdes den första kyrkan, den så kallade Brädekyrkan, därefter Svenska kyrkan, sedermera Gustavi domkyrka.

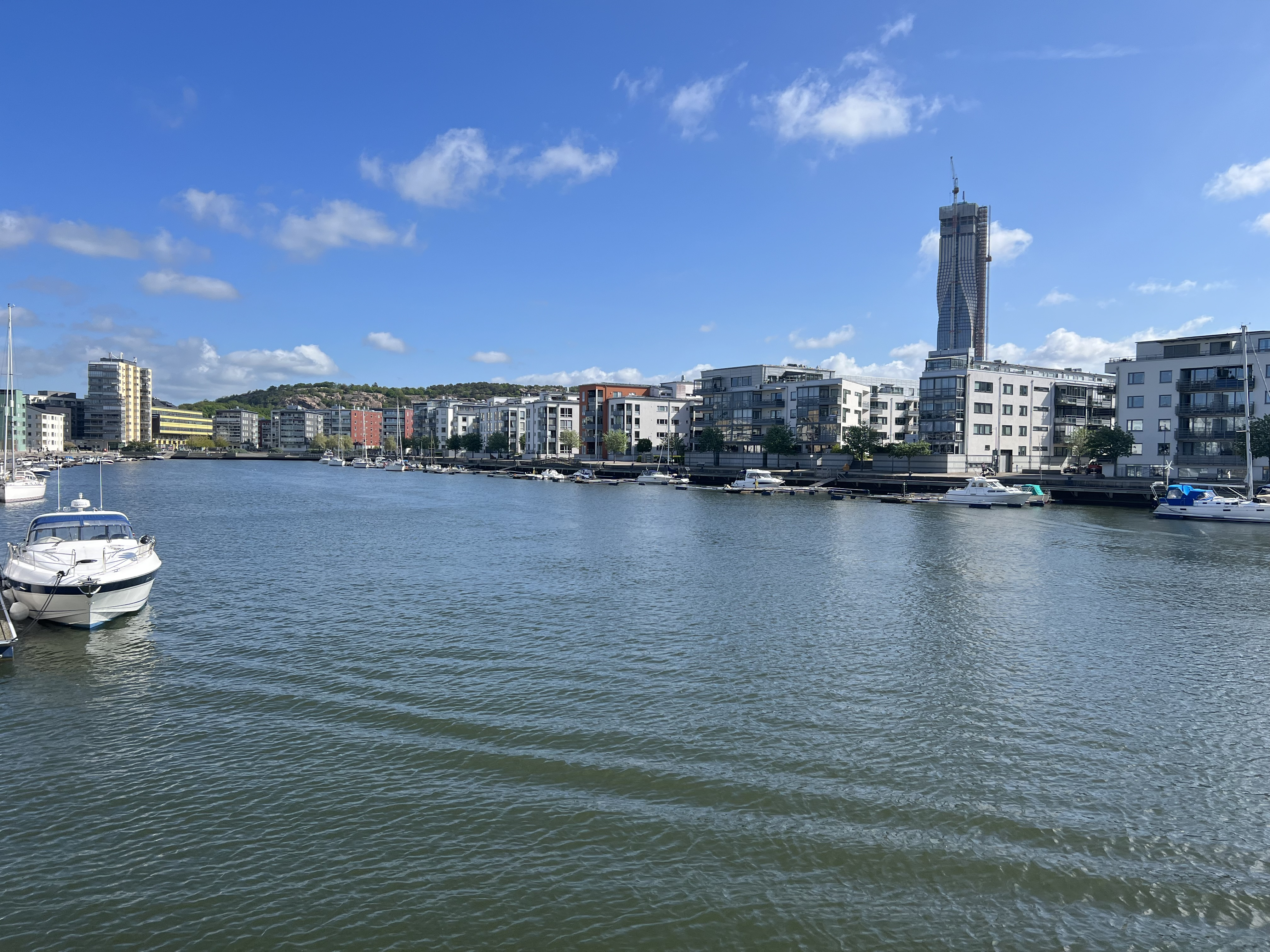
Sannegårdshamnen

- SannegårdshamnenTredje kvarteret låg öster om nuvarande Östra Hamngatan och söder om Stora Hamnkanalen.
- I det fjärde kvarteret låg Drottningporten mot öster.
- Det femte kvarteret innehöll Stora Torget, rådhus, högvakt, Kronhuset och Tyska kyrkan.

Inte förrän början av 1800-talet utvecklades stadsplanen och vallar och försvarsanordningar revs.

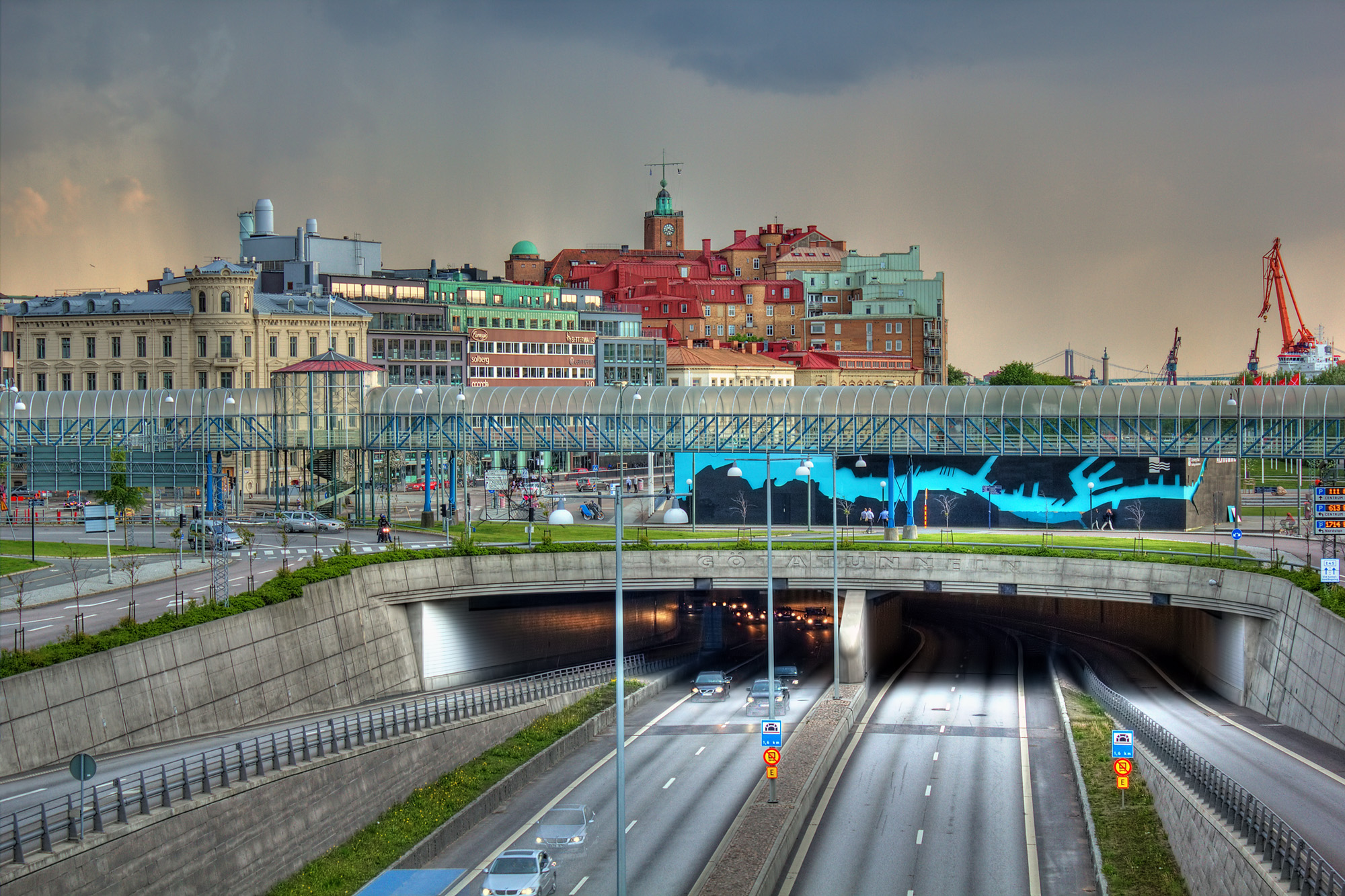
Götatunneln

Efter Götatunnelns färdigställande 2006 har stora ytor mark frilagts på Göteborgs Södra älvstrand. Denna mark har man ännu inte bestämt hur den ska bebyggas, men den ska ingå i Göteborgs "nya" stadskärna. Detta innebär bland annat att Göteborg ska växa med minst 8 000 invånare årligen, och år 2020 ska Storgöteborg omfatta 1,5 miljoner invånare. För att lyckas med detta krävs minst 15 000 nya bostäder och 40 000 nya arbetsplatser inne i centrum. För att få plats med alla dessa bostäder krävs att stadskärnan utökas med områdena Gullbergsvass, Södra Älvstranden, Frihamnen, Ringön, Östra Kvillebäcken och Backaplan. Detta kan dock inte bli verklighet förrän "Vision K2020" är uppfylld. Visionen innebär att år 2020 ska hälften av alla resor i Göteborg göras med kollektivtrafiken. För att detta ska fungera krävs bland annat en ny älvförbindelse, att spårvagnsringleden Kringen slutförs samt att Västlänken byggs. Andra områden utanför stadskärnan som ska exploateras och renoveras är Frölunda torg, Kärra och Gamlestaden.

## Geografi

### Utbredning och placering

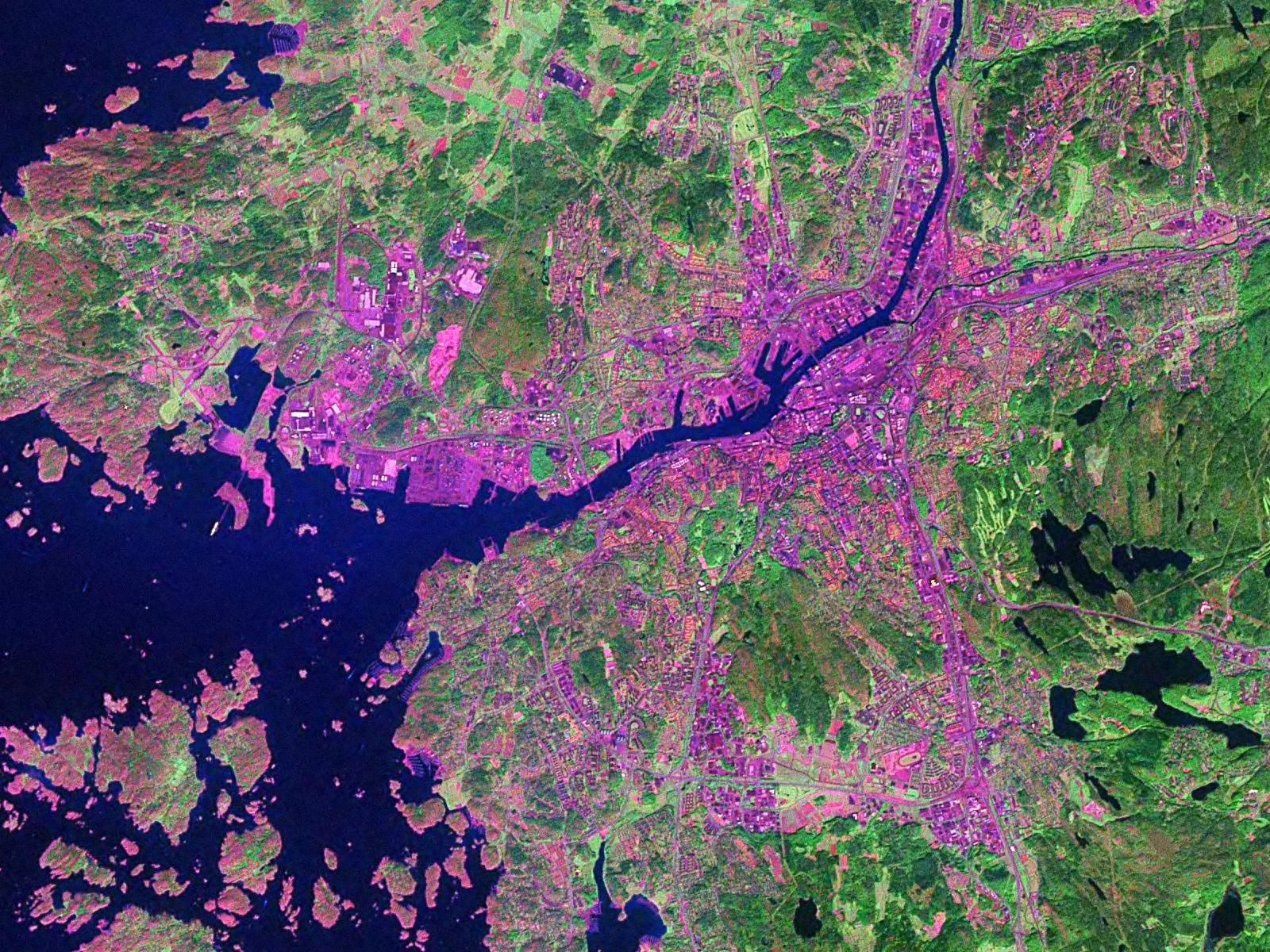
Satellitbild av Göteborg, färglagd i efterhand baserat på information från den ursprungliga satellitbilden. De lila områdena är kala områden såsom berghällar, asfalt och byggnader.

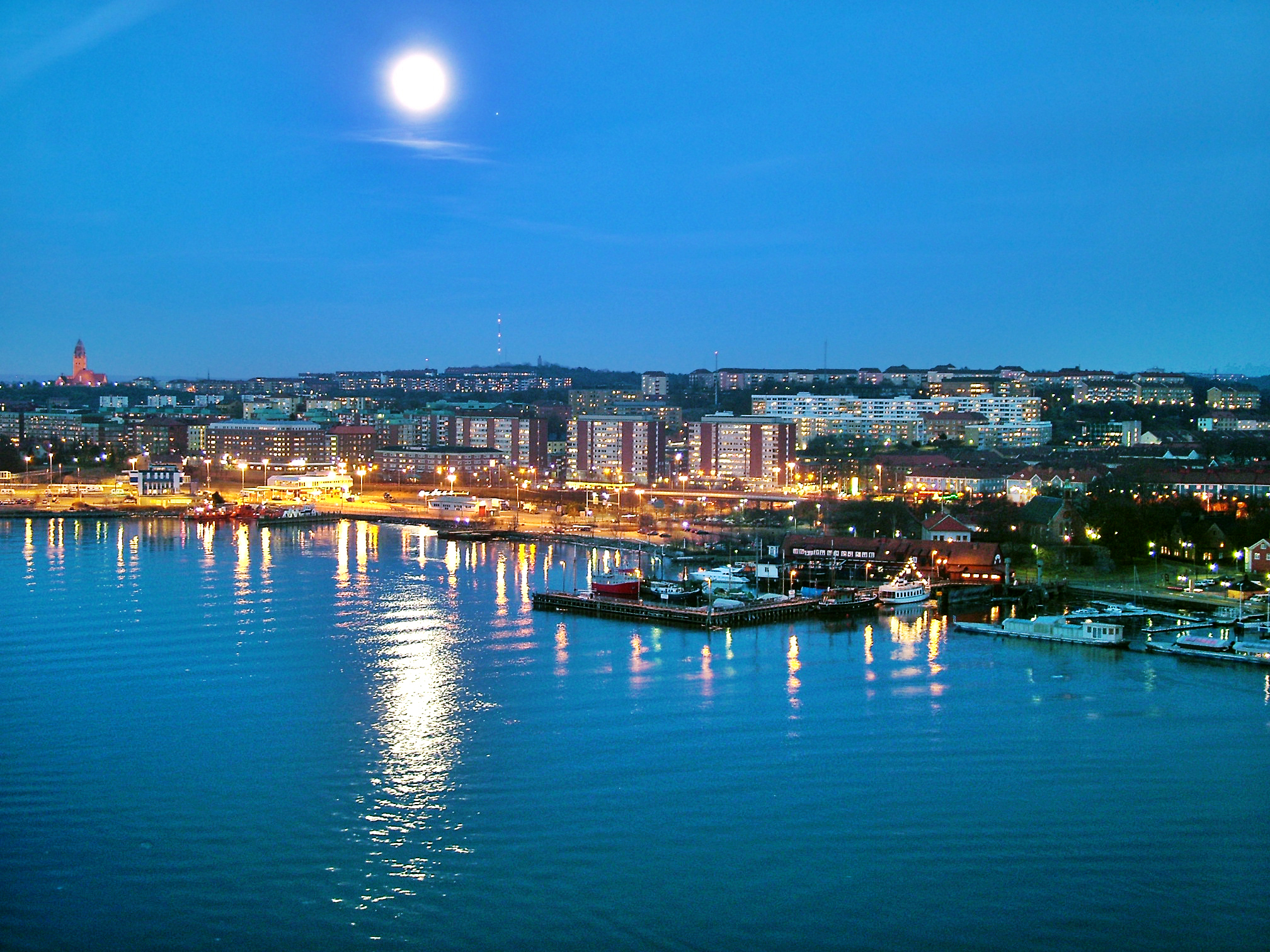
Vy från Älvsborgsbron

Göteborg ligger vid Sveriges västkust, belägen på båda sidorna om Göta älvs mynning i Kattegatt, varifrån bebyggelsen sprider sig längs dalarna inåt landet. Stadens geografiska centrum är beläget i terrängen 700 meter nordväst om Brunnsbotorget på Hisingen, 57°44'N, 11°58'Ö och dess största längd är 47 kilometer, räknat mellan kommungränsen NO Mollsjön i Vättlefjäll till Yttre Tistlarna.
Göteborg norr och nordväst om Göta älv ligger på Hisingen, vilken är Sveriges femte största ö. Större delen av Hisingen ligger i landskapet Bohuslän medan övriga Göteborg, inklusive en mindre del av Hisingen, ligger i Västergötland. Utanför Göteborg i Kattegatt ligger skärgården med ett stort antal småöar, där den södra delen ingår i Göteborgs kommun medan den norra skärgården utgör Öckerö kommun.
Göteborgs utbredning kan definieras på flera sätt; en definition anger att större delen av Göteborgs kommun ingår i tätorten Göteborg. Tätorten enligt SCB:s definition omfattar även centralorterna i Mölndals kommun och Partille kommun. Inom Göteborgs kommun finns flera småorter och tätorter som inte ingår i tätorten Göteborg, framför allt i de nordöstra delarna av kommunen och på Hisingen.
I västra Göteborg omfattar tätorten hela området från centrala Göteborg ut till kusten och längs hela kusten ner till Skintebo i Askim. Närmast söderut ligger Billdal som före 2018 var en egen tätort, men nu ingår i Göteborg. Gränsen för tätorten i öster följer längs Delsjöområdets naturreservat in i Partille kommun. I de nordöstra delarna av Göteborgs kommun går tätorten upp till Bergsjön och Angered. De yttersta områdena är Gunnilse by, Rannebergen och Lövgärdet. Närmaste tätort i öster är Angereds kyrkby och i norr Surte.
Större delen av Hisingens befolkning bor i Göteborgs tätort. Längs Göta älv sträcker sig tätorten förbi Ingebäck i Hisings Kärra, omfattar sedan 2015 den tidigare tätorten Mysterna någon kilometer norrut. På centrala Hisingen går tätorten upp till Tuve och Volvos Tuvefabrik. Närmaste tätorter är Säve tre kilometer norrut och Nolvik två kilometer västerut. På västra Hisingen inkluderas Volvos Torslandafabrik inklusive bilprovningsbanan och några hus runt den, strax norr om den ligger den tidigare tätorten Kvisljungeby, som sedan 2015 ingår i tätorten Torslanda som även inkluderar Lilleby.
Söderut från centrala Göteborg fortsätter tätorten ner och omfattar hela det sammanhängande tätortsområdet runt centrala Mölndal. I söder ingår Balltorp och Rävekärr. Närmaste tätort söderut är Kållered. I östra Mölndal sträcker sig tätorten fram till Kikås söder om Stensjön och fram till Helenedal vid Rådasjön. I Helenedal ligger några hus i Härryda kommun. Närmaste tätort i öster är Mölnlycke. I församlingshänseende innebär det att nästan hela Fässbergs och Stensjöns församlingar ingår i Göteborgs tätort, men inte Kållereds församling.
I Partille kommun ingår centralorten Partille och Sävedalen. Söder om Partille centrum når tätorten fram till Furulund, närmaste tätort söderut är Öjersjö. Österut når tätorten fram till Uddared och Brodalen. Närmaste tätorter österut är Jonsered och Kåhög.

### Landskapet

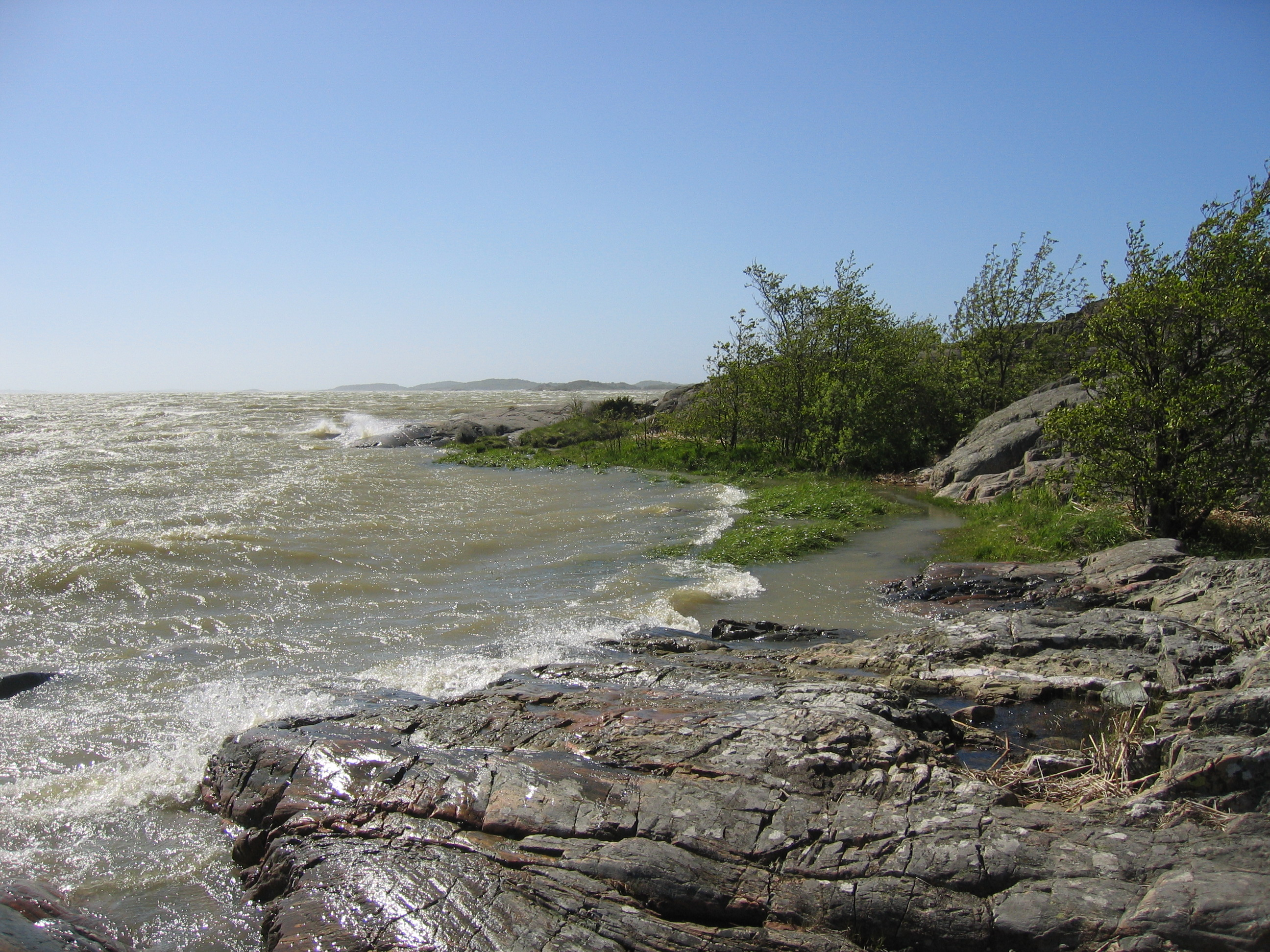
Kustlandskap på Hisingen.

Geografin i hela området runt Göteborg domineras av stora bergåsar med lerslätter i dalgångarna, ett så kallat sprickdalslandskap. Bergen är kala eller med endast ett tunt jordlager. I dalarna flyter älvar och åar från det västgötska inlandet. Sprickdalarna skapades under istiderna och löper antingen i sydväst-nordöstlig riktning eller väst-östlig riktning. Under istiderna grusades berggrunden till morän som utgör den huvudsakliga jordarten i Göteborgsområdet. De äldsta jordarterna i Göteborgstrakten är cirka 100 000 år gamla, och består av bottenliggande lokalmorän i Ellesboavlagringen på norra Hisingen. Jordartsbildningen domineras annars av så kallade randbildningar, vilka avlagrats vid isfronten när denna varit hyggligt stationär under mer eller mindre långvariga perioder (50–200 år).
Efter senaste istiden för omkring 15 000 år sedan, var strandlinjen – eller Högsta kustlinjen – i Göteborgstrakten cirka 100 meter över dagens. I dalarna avlagrades de finare fraktionerna av moränen som lera och finjord. I dalgångarnas mynningar närmare kusten är landskapet flackare med avlagringar från vattendragen och det tillbakadragna havet. Vid kusten är bergen lägre och fortsätter ut i havet som skärgård. Landhöjningen i Göteborg har varit 4 millimeter per år de senaste trettio åren, alltså 12 centimeter 1980–2010.
Göteborgsmoränen syns i landskapet som en 100–600 meter bred ryggbildning. Den sträcker sig från Fjärås socken norrut mot Lindome och Stretered för att sluta på östra Hisingen. Göteborgsmoränen bildades troligen för ca 15 000 år sedan.
Göteborgs högsta punkt, 161,2 m ö.h., ligger i terrängen cirka 1 kilometer söder om Holmesjön i NO och 20 kilometer från Göteborgs centrum.
Den omgivande terrängen domineras av de sju dalgångar som stöter samman i Göteborg: Säveåns och Göta älvs dalgångar, Göteborg–Kungsbackadalen, dalen öster om Mölndal, Lärjeåns dalgång, Slottskogen–Askimsdalen samt Kvillebäcksdalen. Det finns i dag tolv naturreservat i Göteborgsregionen.
De skogar som finns skiljer sig mellan de högt liggande inlandet med barrskog och det lågt liggande kustlandet med lövskog. Växtgeografiskt är inlandet en del av ek-barrskogsregionen, en naturgeografisk beteckning är kuperat skogsland eller boronemoral zon. Inlandet domineras av blandskog. Skansberget, även kallat Risåsen, och Ramberget är två kända och centralt belägna berg i staden.

### Parker och naturområden

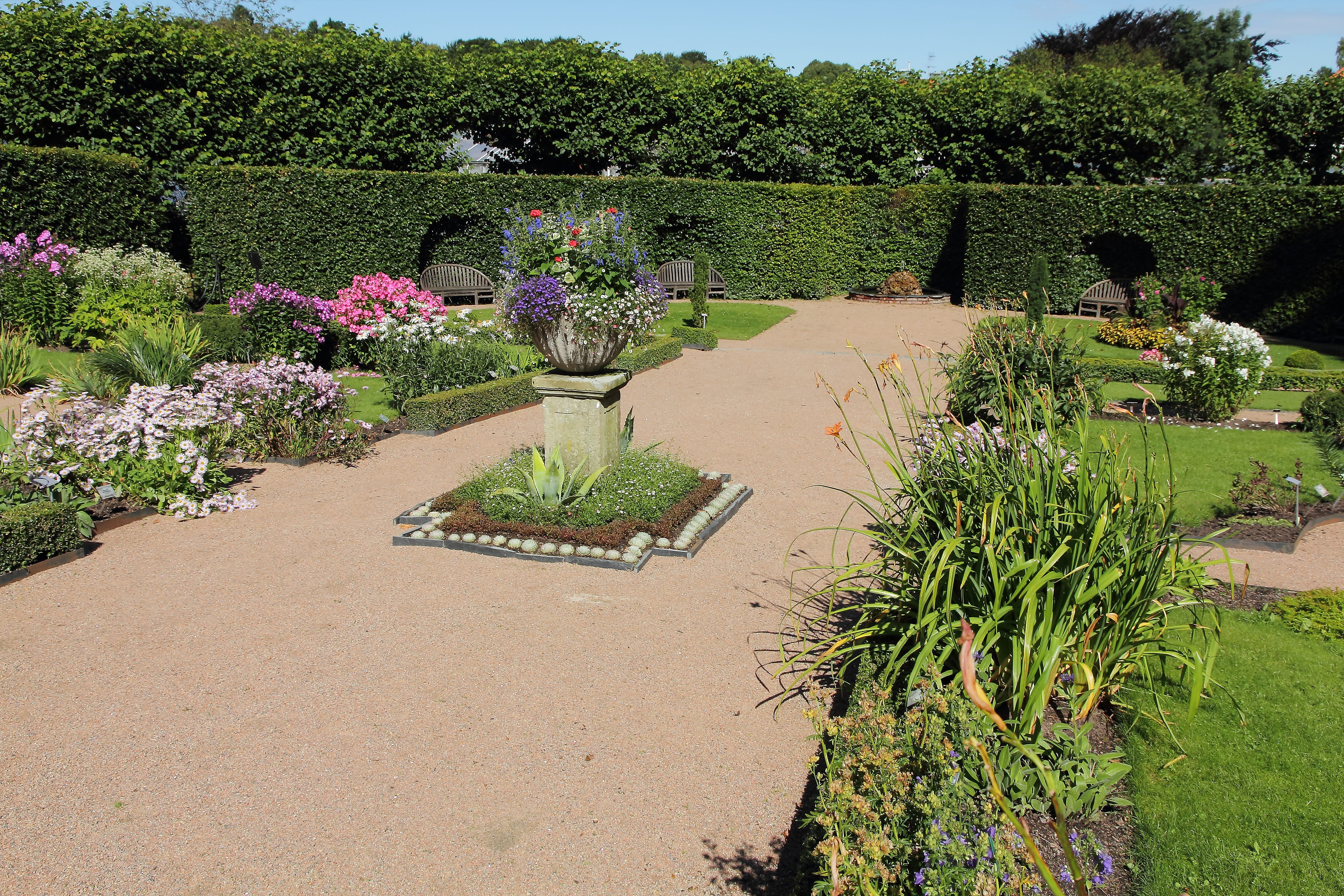
Botaniska trädgården

Stora delar av Göteborg utgörs av grönområden. Staden hade år 2016 cirka 53 000 kartlagda träd  och år 2013 var grönytan per göteborgare cirka 175 kvadratmeter. Parker som är välbesökta av göteborgarna är Hagaparken, Kungsparken och Trädgårdsföreningen. Göteborgs botaniska trädgård eller Botaniska som parken brukar kallas ligger i stadsdelen Änggården och invigdes i samband med jubileumsutställningen 1923. Parken är idag en av de största botaniska trädgårdarna i världen och ytan omfattar 175 hektar. Då ingår också delar av Änggårdsbergens naturreservat, där trädgården bland annat har sitt arboretum som är en vetenskapligt ordnad beståndsplantering av träd. Den egentliga trädgården är 40 hektar stor, varav ungefär halva ytan upptas av sammanhängande planteringar.
Slottsskogen är en 137 hektar stor park och stadsdel strax sydväst om Göteborgs centrum. Parken har fått sitt namn eftersom den anlades i en skog som under flera hundra år hörde till Älvsborgs slott som låg ett par kilometer bort vid Göta älv.

### Luftföroreningar
Göteborg har omfattande problem med luftföroreningar, med bland annat en överdödlighet av cirka 300 personer per år. Göteborg började mäta luftföroreningar redan 1959, såsom enklare provtagningar för sot och svaveldioxid. De första modernare instrumenten, med kontinuerlig analys och lagring av data togs i bruk 1975. En mobil mätvagn började användas 1980. Göteborgsregionens luftvårdsprogram bildades 1990, med två fasta takstationer, vid Järntorget och i Mölndal. År 2002 påbörjades mätningar i gatunivå. Dagens mätstationer mäter kvävedioxid, partiklar, ozon, svaveldioxid, kvävemonoxid och bensen.
Historiska data visar på en minskning av luftföroreningshalter i Göteborg. Mellan åren 2000 och 2018 minskade de fina partiklarna i luften i Göteborg med 65 procent.

### Klimat
Göteborgs läge vid havet ger ett milt klimat året om. Göteborg har ett typiskt kustklimat. Sommaren har en behaglig temperatur, vanligtvis runt 18–25 °C på dagarna. Dagarna är långa, runt 18 timmar, och nätterna är mestadels ljusa. Göteborg har Sveriges längsta sommar – 144 dagar – från 13 maj till 4 oktober.
Hösten innebär både klara friska dagar, och dagar med regn och blåst. Vintern är oftast mild med temperaturer kring noll grader, men kan också bjuda på klara soliga dagar med snö och minusgrader. Dagarna är korta, bara runt sex till sju timmar i december och januari. Tidigt under våren blir dagarna snabbt längre och temperaturen stiger.  
Dygnstemperatur medelvärde: Vintern: –1–1 °C. Våren 3–12 °C. Sommaren 18–25 °C. Hösten 4–13 °C.
Genomsnittstemperatur
| Medeltemperatur (°C) | Jan  | Feb  | Mar | Apr | Maj  | Jun  | Jul  | Aug  | Sep  | Okt  | Nov | Dec  | Åm  |
| -------------------- | ---- | ---- | --- | --- | ---- | ---- | ---- | ---- | ---- | ---- | --- | ---- | --- |
| 1931–1960            | -1,8 | -2,0 | 0,7 | 5,4 | 11,0 | 14,8 | 17,0 | 16,3 | 12,5 | 8,0  | 3,9 | 1,1  | 7,2 |
| 1961–1990            | -0,9 | -0,9 | 2,0 | 6,0 | 11,6 | 15,5 | 16,6 | 16,2 | 12,8 | 9,1  | 4,4 | 1,0  | 7,8 |
| 1996                 | -2,5 | -4,1 | 0,5 | 6,8 | 8,9  | 14,4 | 15,5 | 18,7 | 11,0 | 9,9  | 4,8 | -1,7 | 6,8 |
| 2000                 | 2,3  | 2,9  | 3,4 | 7,9 | 14,0 | 14,4 | 16,1 | 15,9 | 12,6 | 11,3 | 7,6 | 3,5  | 9,4 |
| 2003                 | -1,0 | -1,8 | 2,5 | 6,7 | 11,3 | 16,2 | 18,8 | 17,7 | 14,1 | 6,1  | 5,7 | 3,6  | 8,3 |

Kommentarer: 1. Årsmedeltemperatur förkortas Åm. 2. Data för 1931-1960 uppmätt vid Säve flygplats, senare data uppmätt i Centrum.
Nederbörd
| Genomsnittsnederbörd (mm) | Jan | Feb | Mar | Apr | Maj | Jun | Jul | Aug | Sep | Okt | Nov | Dec |
| ------------------------- | --- | --- | --- | --- | --- | --- | --- | --- | --- | --- | --- | --- |
| 1931-1960                 | 57  | 35  | 29  | 40  | 35  | 57  | 78  | 85  | 78  | 69  | 66  | 63  |
| 1961-1990                 | 62  | 41  | 50  | 42  | 51  | 61  | 77  | 68  | 81  | 84  | 84  | 75  |
|                           |     |     |     |     |     |     |     |     |     |     |     |     |
| 2003                      | 82  | 40  | 35  | 77  | 91  | 80  | 101 | 86  | 32  | 112 | 84  | 89  |

Extremtemperaturer
| Temperaturer (°C) | Jan   | Feb   | Mar   | Apr   | Maj  | Jun  | Jul  | Aug  | Sep  | Okt  | Nov   | Dec   |
| ----------------- | ----- | ----- | ----- | ----- | ---- | ---- | ---- | ---- | ---- | ---- | ----- | ----- |
| Högsta            | 9,8   | 9,9   | 18,9  | 28,3  | 29,8 | 33,6 | 34,1 | 34,1 | 28,5 | 21,0 | 13,4  | 10,6  |
| Lägsta            | -25,9 | -26,4 | -19,0 | -10,0 | -4,3 | 1,3  | 5,9  | 2,3  | -2,7 | -7,2 | -15,7 | -21,9 |
|                   |       |       |       |       |      |      |      |      |      |      |       |       |
| Medel             | -1,0  | -1,8  | 2,5   | 6,7   | 11,3 | 16,2 | 18,8 | 17,7 | 14,1 | 6,1  | 5,7   | 3,6   |

Källa:

## Politik och administration
Administrationen sköts till övervägande del av kommunerna, Västra Götalandsregionen och länsstyrelsen i Västra Götalands län. Den största kommunen är Göteborgs kommun, även kallad Göteborgs stad, vilket är efterföljaren av den historiska staden Göteborg. Kommunen har vuxit för att ge plats åt stadsbebyggelsen, och stora områden i sydväst, nordost och på Hisingen har inkorporerats. Mölndal och Partille har dock förblivit egna kommuner. Historiskt har det område som direkt administrerats av stadens styrelse varierat i betydelse i förhållande till de områden som legat utanför stadens direkta styrelse. I mitten av 1800-talet låg till exempel inte de expansiva hamnarna i Majorna under Göteborgs styrelse men kan nog ändå anses ha varit en del av Göteborg.
Göteborgs stad ingår i den så kallade Göteborgsregionen som är en samarbetsorganisation för tretton kommuner i Västsverige med 1 052 757 invånare (2021). 
Göteborgs stad är en organisation där verksamheten bedrivs både i förvaltnings- och bolagsform. Organisationen styrs av kommunstyrelsen med sina 13 ledamöter och fem ersättare. Kommunstyrelsen lyder under kommunfullmäktige med 81 ledamöter som sammanträder tio gånger om året. Dessa sammanträden är offentliga och där utses ledamöter till stadens nämnder och bolagsstyrelser och de skriver budgeten med dess mål och riktlinjer. Under kommunfullmäktige lyder ett trettiotal facknämnder/förvaltningar och cirka 25 bolag. Dessa bolag, med cirka 8 000 anställda och en samlad omsättning på 29 miljarder kronor, har alla en politisk styrelse och de två största är Göteborgs Kommunala Förvaltning AB och Förvaltnings AB Framtiden. Andra bolag är Göteborgs spårvägar AB, Älvstranden utveckling AB, samt det delägda regionala bolagen Renova, Gryaab och Grefab. Koncernen Göteborg omsätter årligen 34 miljarder kronor. 
De olika förvaltningarna är uppdelade i åtta olika områden: Fastigheter och bostäder, Fritid, Kultur, Miljö, Teknisk försörjning, Trafik, Utbildning och Övriga förvaltningar.

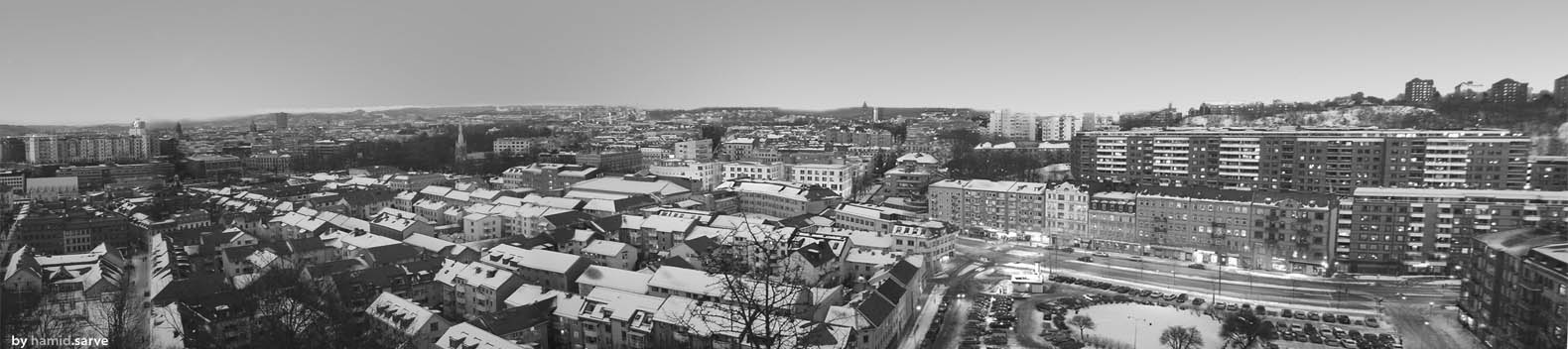
Göteborgsvy över Vasastaden med Haga och Skanstorget i förgrunden.

### Administrativ indelning
Göteborg har som många andra svenska städer sedan lång tid använt församlingar som administrativ indelning. Göteborgs kommun har även använt en indelning i 83 administrativa stadsdelar för att hålla ordning på fastighetsindelningen. Stadsdelsnämndsområdena har från tillblivelsen på 1990-talet, fram till avskaffandet den 31 december 2020, varit den mest betydelsefulla indelningen inom Göteborgs kommun och har börjat användas allmänt. Stadsdelsnämndsområdena var i sin tur indelade i primärområden. Stadsdelarna har idag ingen administrativ betydelse, men har däremot en stark förankring i invånarnas historiska medvetande. Indelningen i stadsdelar ska inte förväxlas med indelningen i stadsdelsnämnder.

### Stadens administrativa indelning
- Stadsdelsnämndsområden, 10 stycken.[53] En politisk- och administrativ indelning, som består av 1–9 primärområden. Stadsdelsnämndsområdena avvecklades den 1 januari 2021 och ersattes med sex facknämnder.[51]

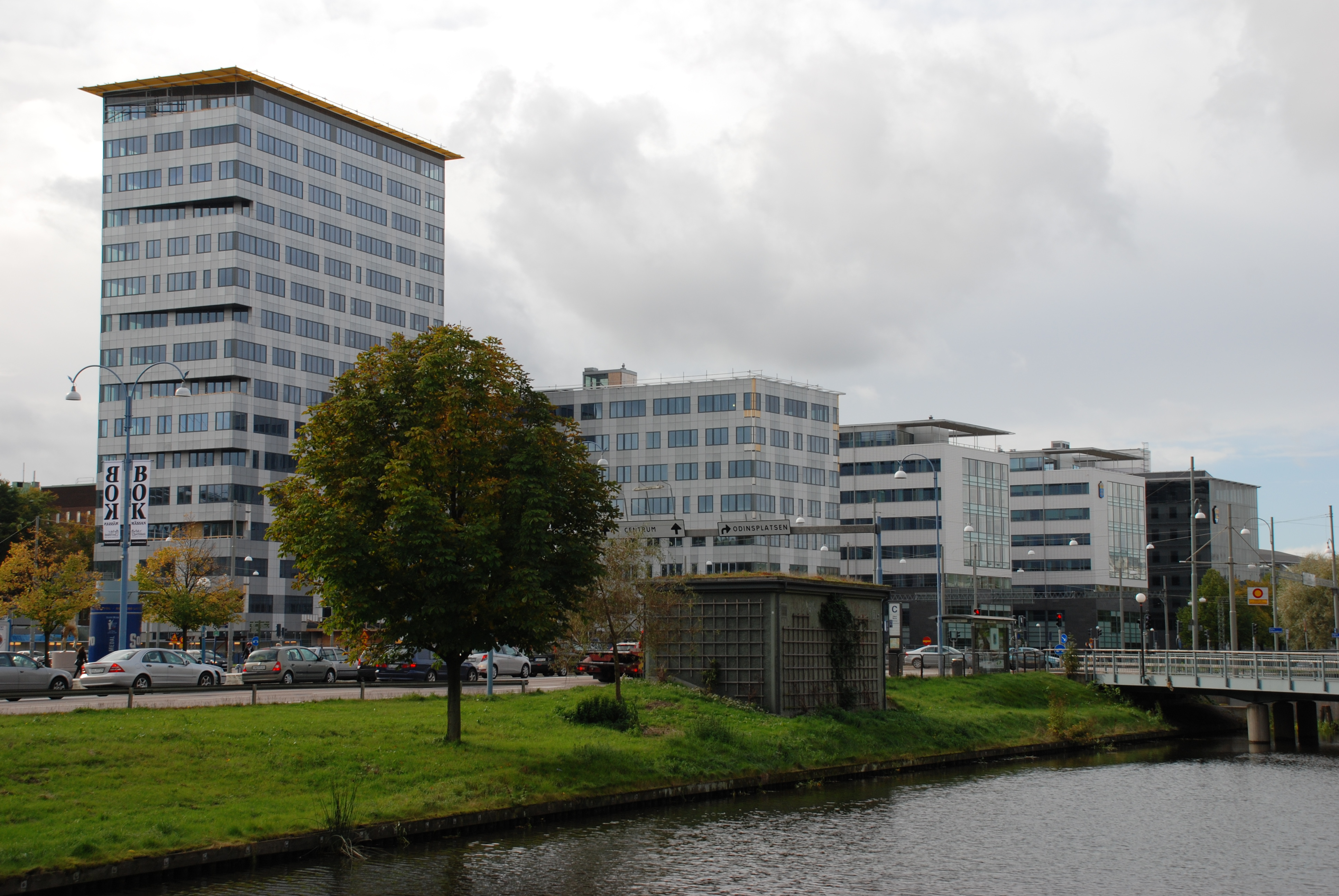
Rättscentrum Göteborg

- Rättscentrum GöteborgPrimärområden, 94 stycken. Detta är en funktionell indelning, bestående av 2–20 basområden.
- Basområden, 929 stycken. En rent statistisk indelning, som innehåller en eller flera fastigheter.
- Trakter, 226 stycken. Stadsplane- och fastighetsindelning, som består av 1–330 block/kvarter.
- Block/kvarter, cirka 6 000 stycken. Dessa infördes 1984 och består av en till flera hundra fastigheter.
- Kvarter, cirka 5 000 stycken. Främst ett kartbegrepp.
- Fastigheter, cirka 70 000 stycken. Den minsta indelningsenheten.
- Församlingar, 36 stycken. En historiskt betingad, kyrklig indelning.
- Valkretsar, 4 stycken. Innehåller valdelområden.
- Delområde (val), 53 stycken. Består av valdistrikt.
- Valdistrikt, 279 stycken. Kopplade till basområden.[54]

### Stadsdelsnämnder och primärområden
Göteborgs kommun var från 1990 indelad i 21 (från 2010 i 20) stadsdelsnämnder. Den 28 januari 2010 beslutade kommunen att antalet stadsdelsnämnder skulle minskas genom sammanslagningar.
Göteborgs kommun hade från den 1 januari 2011 tio stadsdelsnämnder, som ansvarade för förskola, grundskola, särskola, lokal fritidsverksamhet, lokal biblioteksverksamhet, handikapp- och äldreomsorg, barnomsorg och individ- och familjeomsorg inom det egna stadsdelsnämndsområdet. Några av de största stadsdelsnämnderna var Linnéstaden-Majorna med 61 000 invånare och Centrum med 55 000 invånare.
Stadsdelsnämnderna avvecklades den 1 januari 2021 och ersattes med sex facknämnder.

## Ekonomi och infrastruktur

### Näringsliv

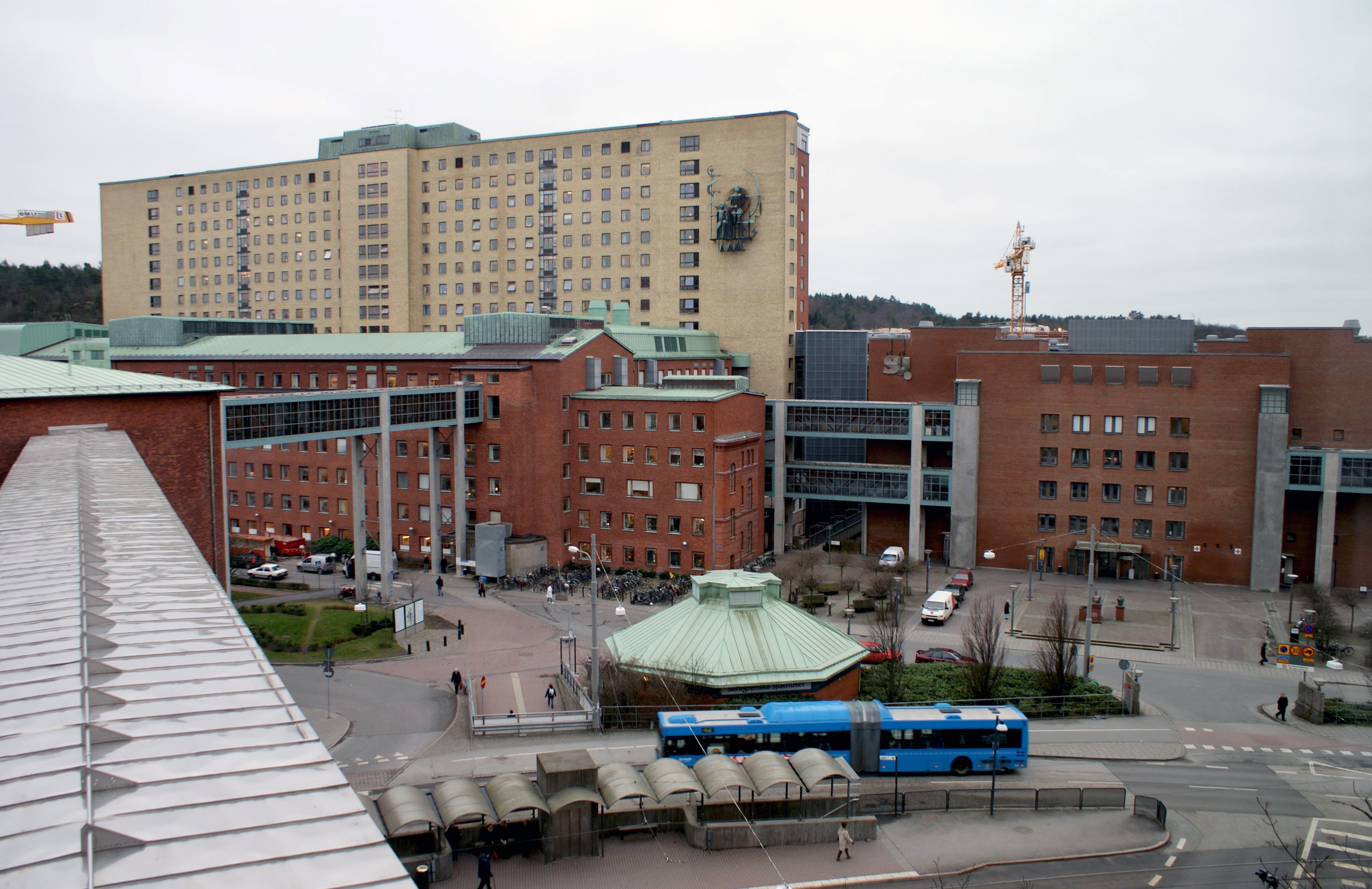
Sahlgrenska universitetssjukhuset

Göteborgs första industriprivilegium, ett kungligt sådant, utfärdades 20 maj 1646, och gällde uppförandet av ett vantmakeri och ett repslageri. Det var ställt på handelsmannen Hans Macklier och majoren Adrian Anckarhielm. Här tillverkades främst tågvirke, men även ylle och kläder. Repslageriets "reparbana", var förlagd i sträckningen av den nuvarande Vallgatan, ungefär från Engelska kyrkan till den dåvarande saluhallen på Gustaf Adolfs torg. Detta räknas som den första industriella anläggningen i Göteborg. Reparbanan stod kvar på samma plats ända in på 1790-talet.

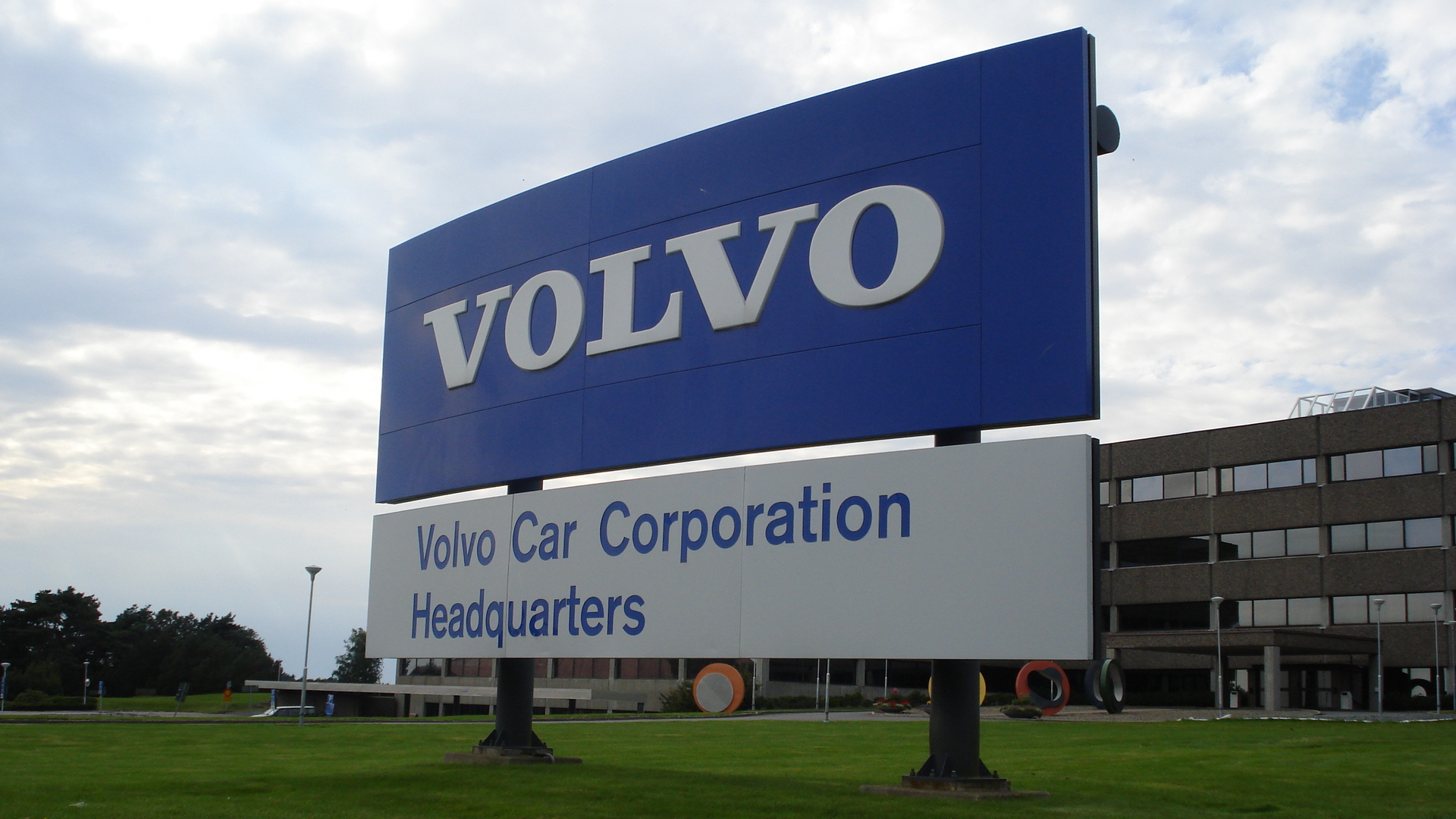
Volvo Cars har huvudkontor och fabrik i Göteborg.

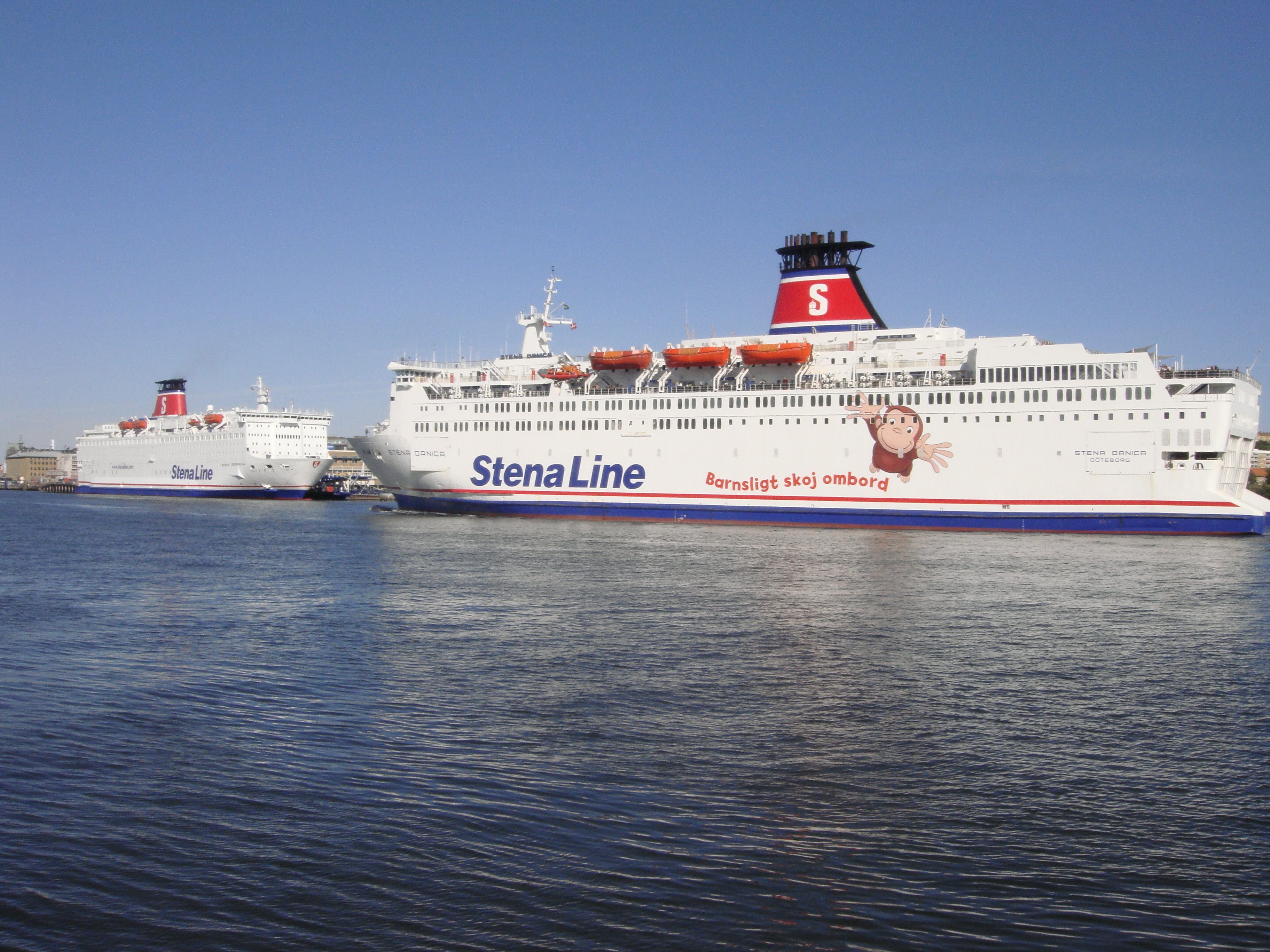
Stena Line

Göteborg är känt för sina många storindustrier, och många olika branscher finns i staden och regionen. Dock var det inte industrierna som står för Göteborgs tillväxt i samma takt som förut, under 2007 ökade sysselsättningen som mest inom tjänstesektorn och 3 100 nya arbetsställen registrerades i Göteborg. Det är branscherna finansiell verksamhet och företagstjänster som ökar mest. En annan snabbt ökande bransch är turismnäringen, som år 2007 omsatte cirka 22 miljarder kronor, vilket var en ökning med 2 procent från föregående år, och hade 16 900 anställda.
En av de snabbast expanderade branscherna i Göteborg är den medicinska industrin. I regionen finns över 300 företag som sysselsätter cirka 6 000 människor. Bland företagen finns Astra Zeneca, Getinge, Mölnlycke och Nobel Biocare. En annan stor arbetsgivare är Sahlgrenska Universitetssjukhuset som är ett av norra Europas största sjukhus. SU har cirka 2 100 vårdplatser och har över 17 000 anställda. Västsverige är världsledande inom flera områden, exempelvis hjärt- och kärlsjukdomar, metabola sjukdomar och cellterapi. Den medicinska sektorn expanderar kraftigt och Göteborg och Stockholm har tillsammans mer än 30 procent av världens samlade stamcellslinjer.
Industrin domineras av de båda Volvo-bolagen; AB Volvo, en av världens ledande tillverkare av lastbilar, bussar, anläggningsmaskiner, marina och industriella drivsystem samt numera börsnoterade Volvo Personvagnar (Volvo Cars) som tillverkar personbilar sedan 1927. Huvudkontoren för båda bolagen ligger på Hisingen, där även flera av bolagens fabriker finns.
SKF, Svenska kullagerfabriken grundades i Göteborg 1907 och deras huvudkontor ligger fortfarande kvar i Gamlestaden. SKF är världens ledande leverantör av produkter, kundanpassade lösningar och tjänster inom området lager och tätningar. Koncernens kompetens omfattar också tekniskt stöd, underhållsservice, tillståndsövervakning och utbildning. Företaget har 3 000 anställda i Sverige, varav merparten i Göteborg.
Stena Line grundades av Sten A Olsson i Göteborg 1962 och firade tidiga framgångar med linjen Göteborg-Fredrikshamn. Efterhand utökade man trafiken till att även omfatta Kiel i Tyskland. 1982 köpte man upp Sessanlinjen i Göteborg och Tysklandsterminalen anlades på Sessans gamla plats. Senare linjer har man förvärvat genom företagsuppköp. Stena Line är nu verksamma i hela Europa; Sverige, Norge, Danmark, Tyskland, Polen, Storbritannien, Irland och Nederländerna. I Stenakoncernen ingår även andra företag, som till exempel Stena Metall, Stena RoRo, Stena Cargo, Stena Bulk, Stena Fastigheter, HH-Ferries och NMM. Rederiet har sin bas i Göteborg och hade 2006 en omsättning på 9,5 miljarder SEK och hade 5 700 anställda.
Det finns många stora klädföretag i Göteborgsområdet. Under 2007/2008 flyttade Intersport och MQ sina huvudkontor till Göteborg från Jönköping respektive Borås. Även Lindex och Kappahl har sina huvudkontor i Göteborg.
Ytterligare göteborgska klädmärken är Nudie Jeans, Velour, Rickard Lindqvist, Stylein och Permanent Vacation för att nämna några.

### Ekonomi
Göteborgarens medelinkomst (sammanräknad förvärvsinkomst för 20 år och äldre) år 2019 var 258 944 kronor. År 2012 hade 16–19-åringar en medelinkomst på 17 800 kronor, 20–64-åringar en medelinkomst på 271 100 kronor och 65+ 230 100 kronor.
Staden Göteborg hade år 2019 en inkomst på 44,8 miljarder kronor, varav 28,8 miljarder utgjordes av skatteintäkter. Utgifterna låg på 43,3 miljarder kronor, varav 22,4 miljarder utgjordes av personalomkostnader och 10,0 miljarder utgjordes av entreprenad och köpt verksamhet. Man gjorde ett resultat på 1,5 miljarder kronor. Såväl intäkterna som utgifterna och resultatet ökade från 2018 års nivå då intäkterna låg på 42,6 miljarder och utgifterna på 41,6 miljarder kronor.
Göteborgs stad bedriver verksamhet i 35 helägda kommunala bolag och är indelade i två koncerner; GKF-koncernen (Göteborgs Kommunala Förvaltnings AB) och Framtidenkoncernen (Förvaltnings AB Framtiden). Inom GKF finner man bland andra bolagen Göteborg Energi AB, Göteborgs Hamn AB, Liseberg AB, Higab, Göteborgs Gatu AB och Göteborgs Stadsteater AB. Framtidskoncernen ansvarar i huvudsak för byggnation & förvaltning av bostäder och ägande av kommersiella lokaler. Det finns sammanlagt 15 bolag inom koncernen.

### Business Region Göteborg
Business Region Göteborg (BRG) är ett helägt, icke vinstinriktat dotterbolag till Göteborgs Stadshus AB, vilket i sin tur är helägt av Göteborgs stad. BRG arbetar för ökad tillväxt och sysselsättning i Göteborgsregionen.

### Handel

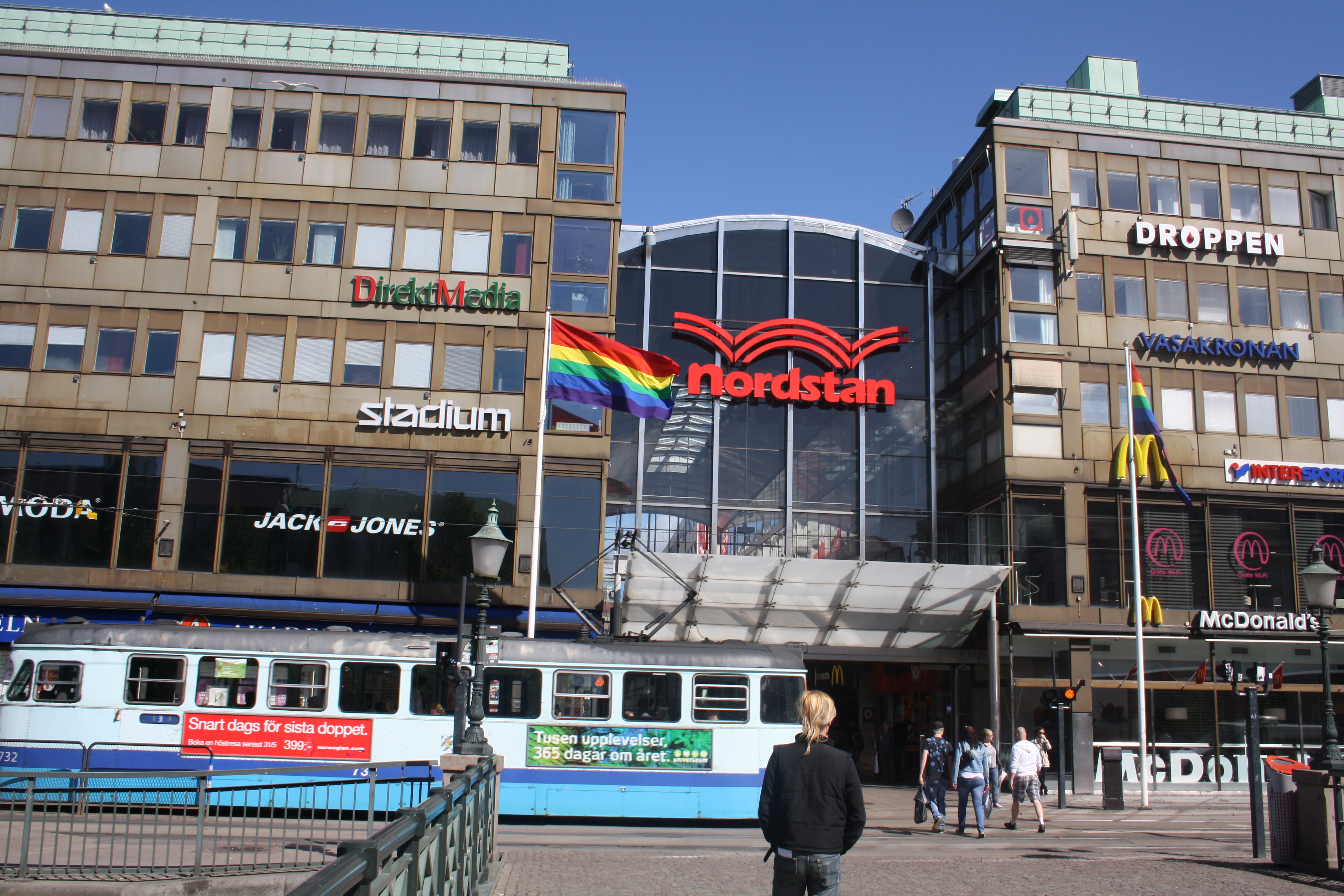
Nordstans huvudentré.

I Göteborg bedrivs omfattande handel, både i de centrala delarna och i kringliggande handelsområden. Här finns ett stort utbud av varuhus, handelsplatser och anläggningar för shopping. Som i många andra städer koncentreras handeln alltmer utanför stadskärnan i stora handelsområden. I Storgöteborg är det Kållered, Bäckebol och Högsbo-Sisjön som räknas till dessa områden. I centrala Göteborg är Nordstan det köpcentrum som toppar listan över de tio största köpcentrumen i landet. Med en årlig omsättning på över 3,5 miljarder kronor och med över 34 miljoner besökare årligen är det en drivande motor inom handeln i Göteborgsregionen. Dessutom är både Kungsgatan och Avenyn stora shoppingstråk med många kaféer och butiker.

### Fiskerinäring
Auktionen i Göteborgs fiskhamn är Sveriges största fiskauktion och startade 1910. Till auktionen kommer såväl söt som salt fisk från hela landet. Det mesta som säljs är rensad hel fisk men vissa fiskarter säljs orensade. Som privatperson går det inte att handla på auktionen.
År 1970 överlämnades Fiskhamnen till Göteborgs Fiskauktionsförening från Göteborgs stad. Fiskhamnen byggdes om i början av 1990-talet för att uppfylla EU-krav för F-certifikat och de nya lokalerna invigdes 1993.
Sillfisket
Sillfisket tog fart 1747, och sillen återkom därefter i stora mängder varje år. Det berättas att sillen år 1750 vandrade in i Göta älv, och ända upp till Hisingsbron vid Tingstad. Inledningsvis var beredskapen dålig för att fånga sillen, man övergav ganska snart nätfiske och började skaffa sig sillvadar. Fångsten ökade då snabbt, så att den årliga exporten, som 1755 utgjorde 442 tunnor, hade stigit till 152 000 tunnor 1764. Till Sverige avsattes samma år 62 000 tunnor. Silltillgången var så omfattande, att man tidigt behövde hitta även andra sätt att använda den. Det var så tillverkningen av tran började, vilket i slutet av 1770-talet fick ett stort uppsving. Även rökt sill exporterades. Utförseln av saltad sill var som högst under början av 1790-talet (åren 1791–1795 exporterades totalt över 800 000 tunnor), men avtog fram till 1807, då den utgjorde 141 000 tunnor. Därefter avtog den närmast helt, för att 1808 uppgå till 2 200 tunnor och 1809 till 1 500, varefter det storskaliga sillfisket upphörde.

### Turism
Varje år drar staden in mer än 21 miljarder kronor till staten som direkt kommer ifrån turister som besöker Göteborg. Festivaler som Way Out West och Kulturkalaset beräknas årligen generera över 200 miljoner kronor i skattepengar, Ullevikonserterna å sin sida drar in 300 miljoner.

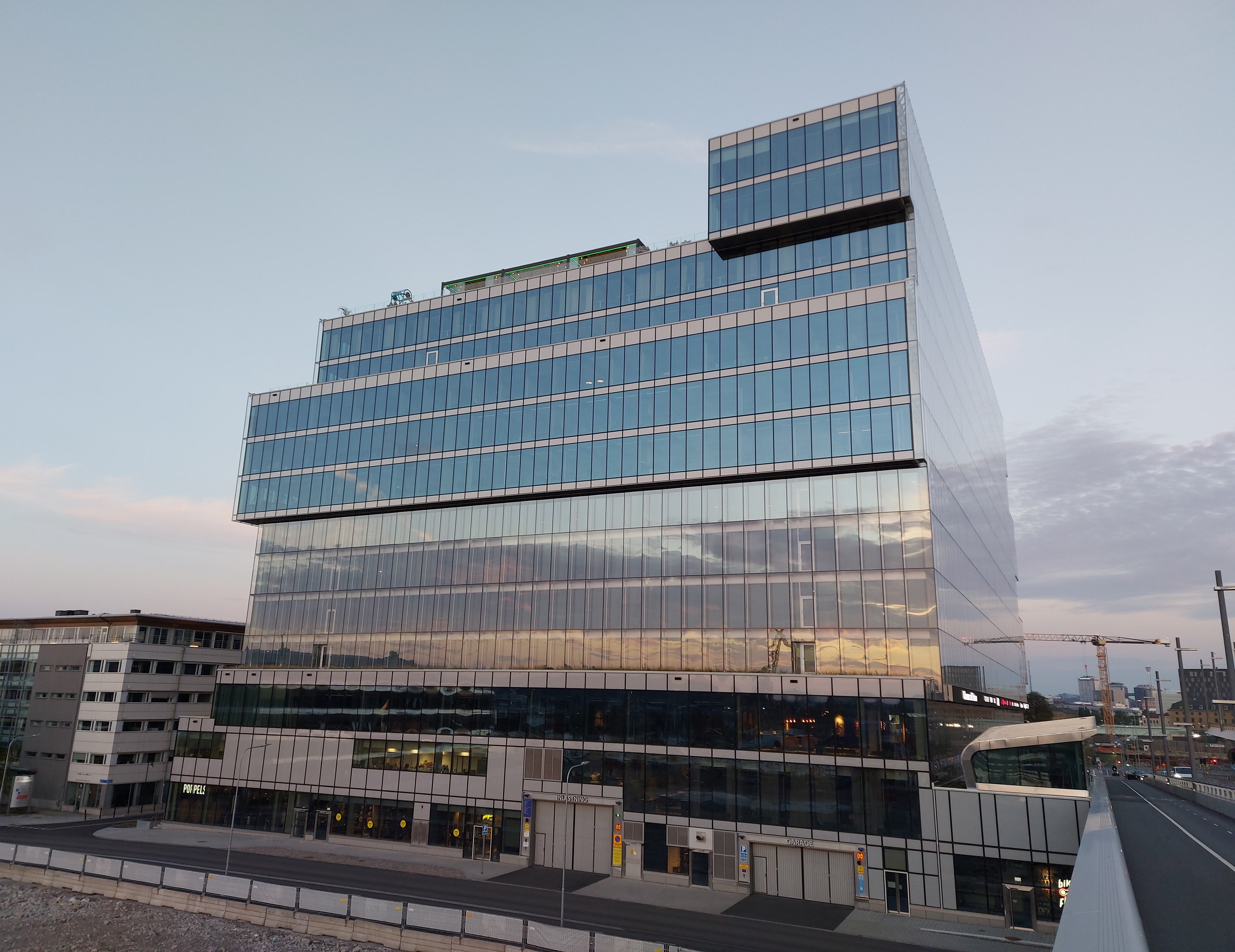
Scandic Göteborg Central
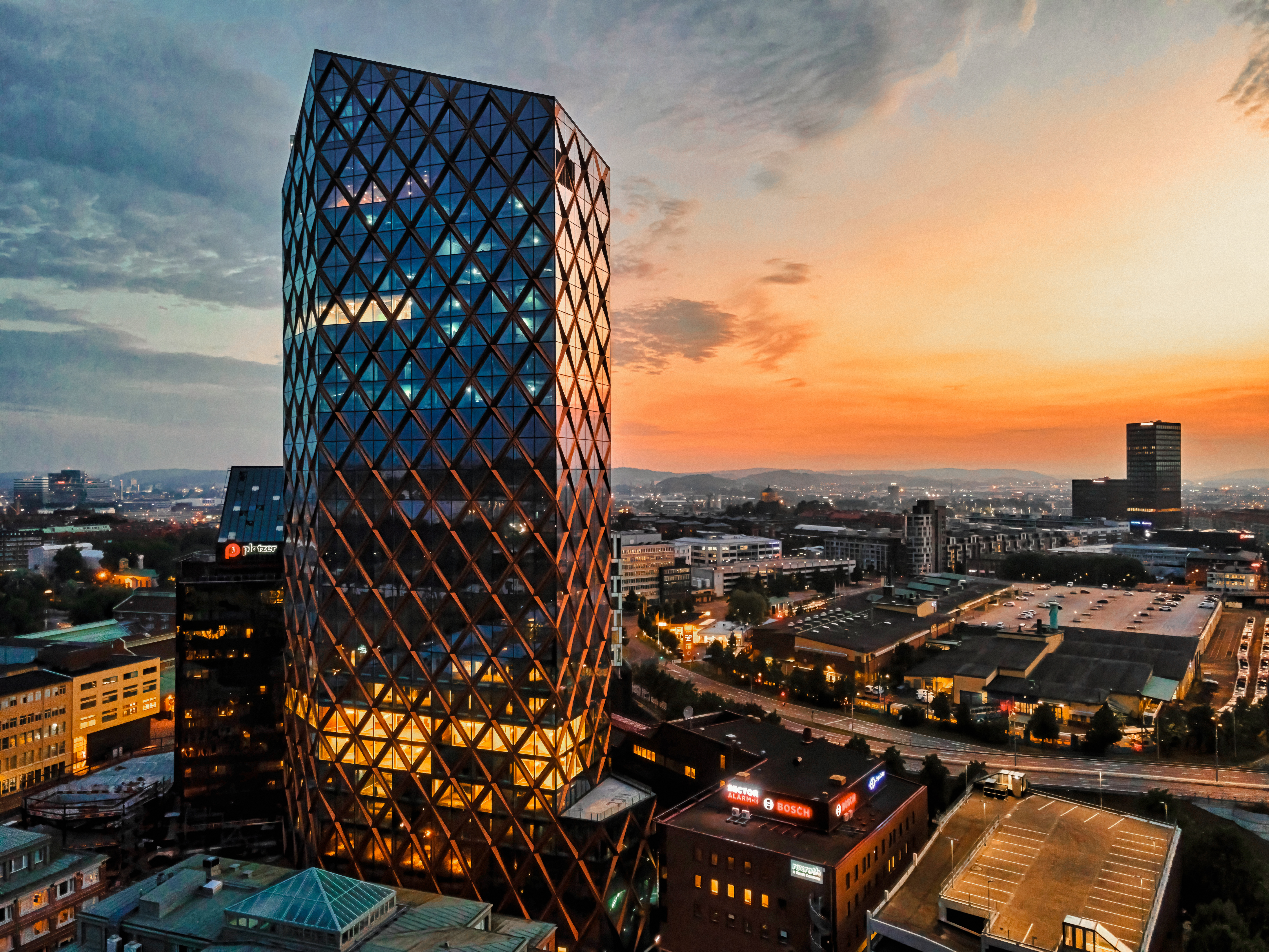
Jacy’z Hotel
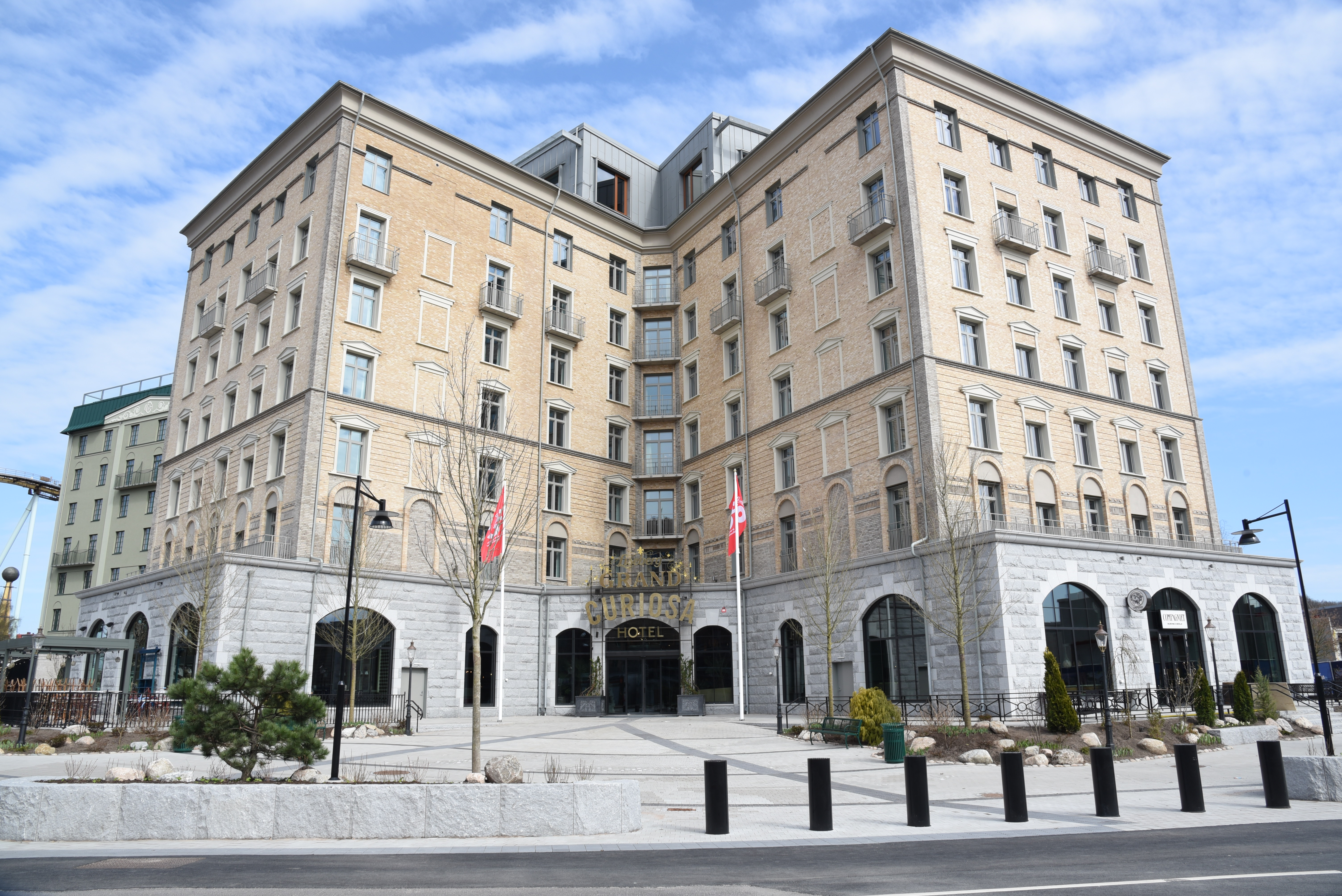
Liseberg Grand Curiosa Hotel
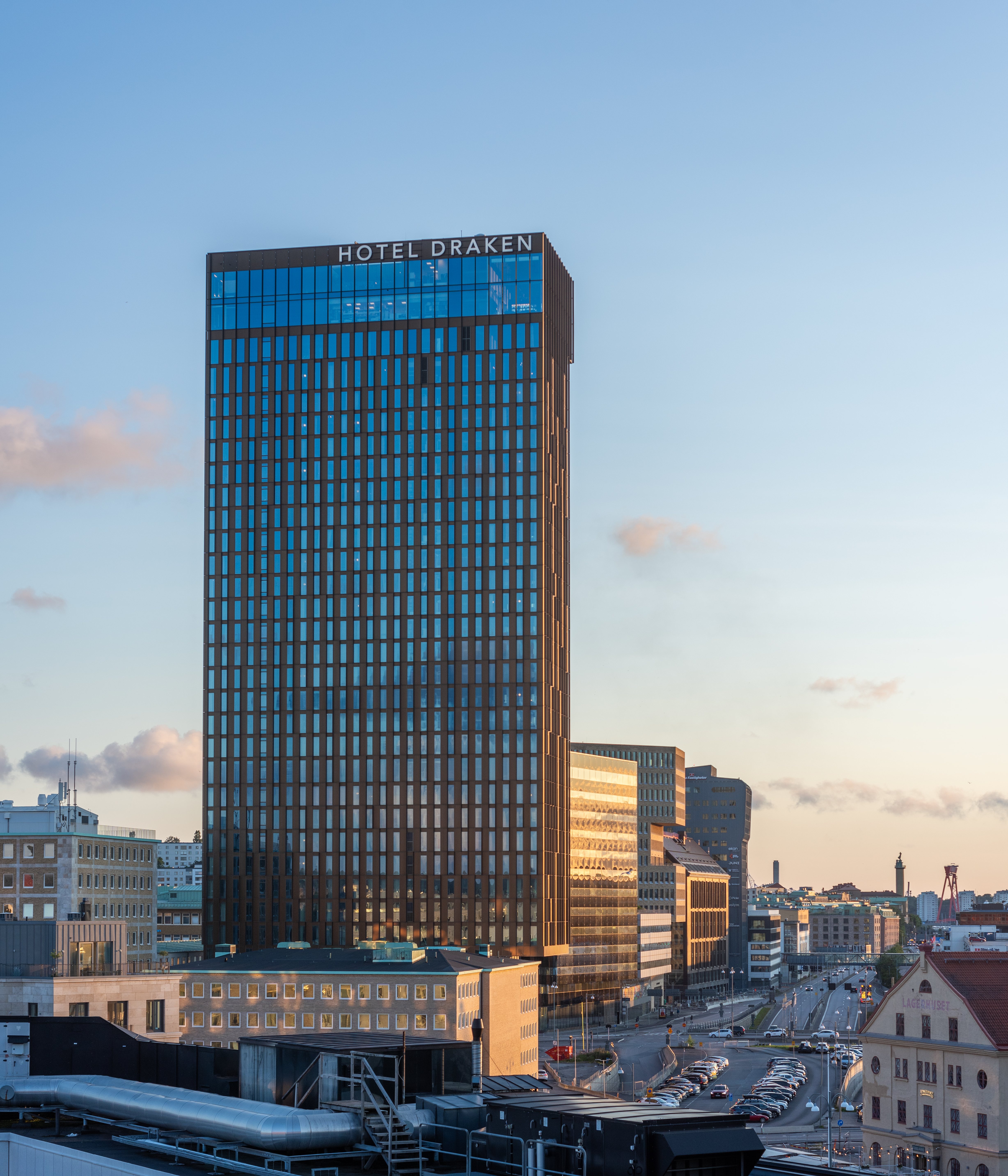
Hotel Draken
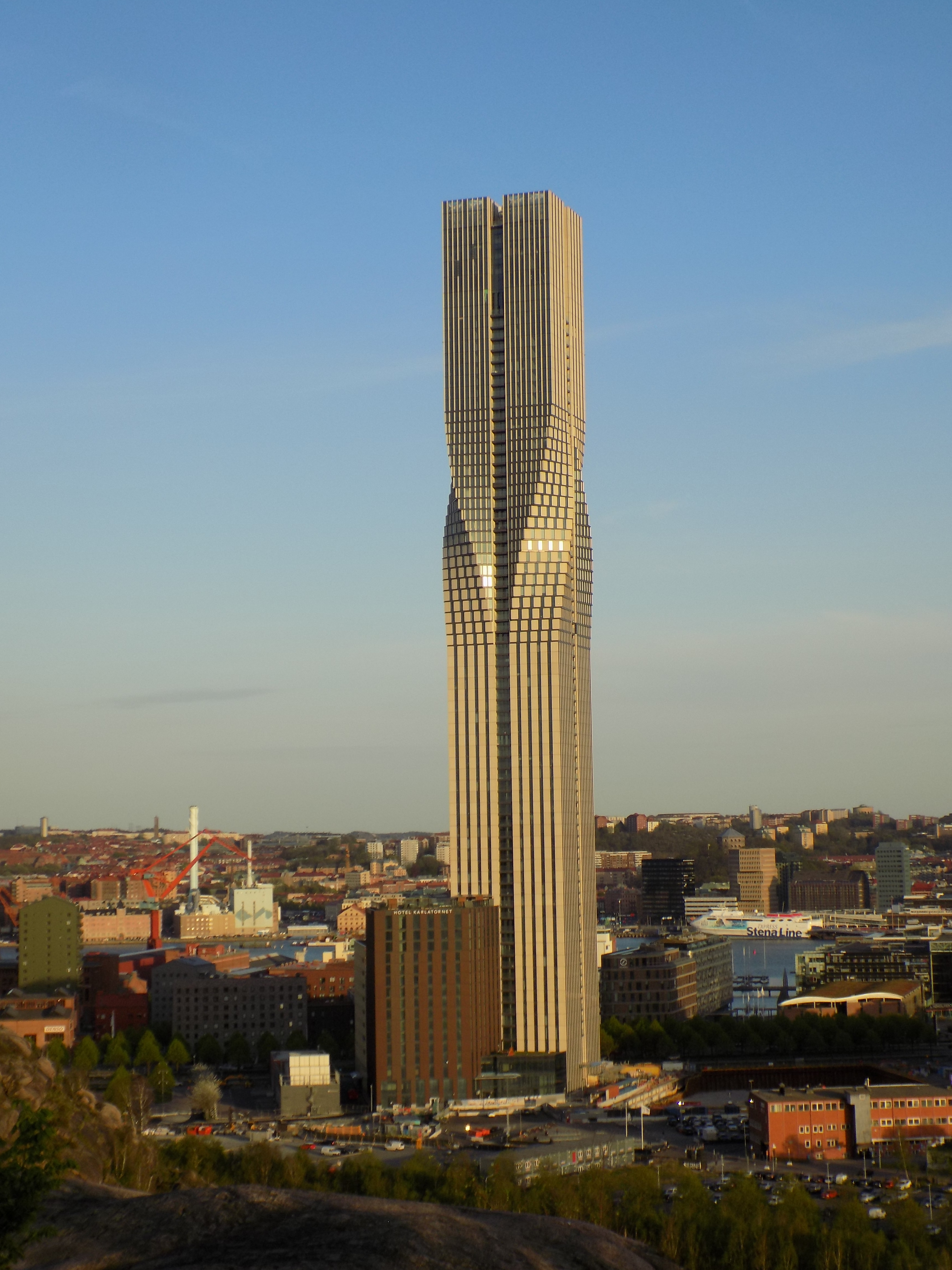
Hotel Karlatornet

Från och med mitten av 1990-talet har turistnäringen ökat stort i Göteborg. På senare år har flera nya hotell byggts såsom Jacy’z Hotel, Hotel Draken och Hotel Karlatornet. År 2024 räknade man med att det fanns 11.500 hotellrum i staden. Göteborgs, och Nordens, största hotell är Hotel Gothia Towers med 1200 rum, varav 11 femstjärniga sviter. Själva hotellet är 4.5-stjärnigt. Under 2012 till 2015 skedde en utbyggnad varpå hotellet numera har 1200 rum vilket gör det till ett av Europas största hotell. Längst upp i Gothia Towers mellersta torn, på 25:e våningen finns ett femstjärnigt hotell vid namn Upper House.

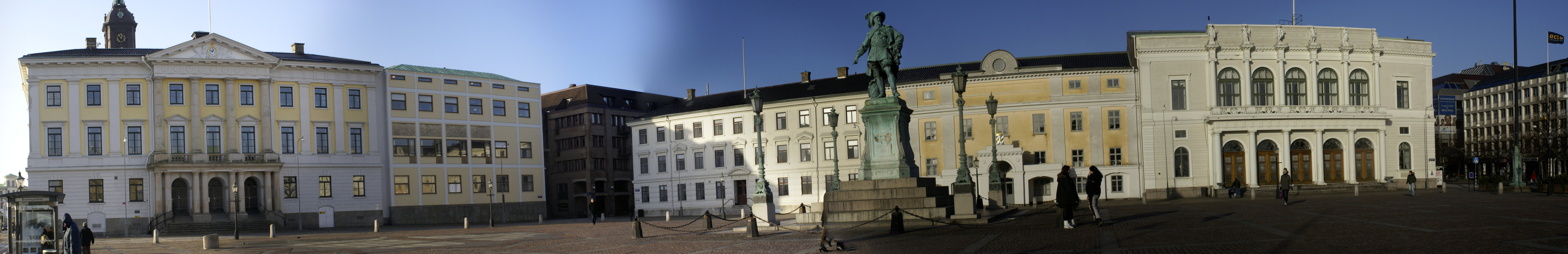
Panoramabild över Gustaf Adolfs torg.

### Infrastruktur

#### Broar och tunnlar

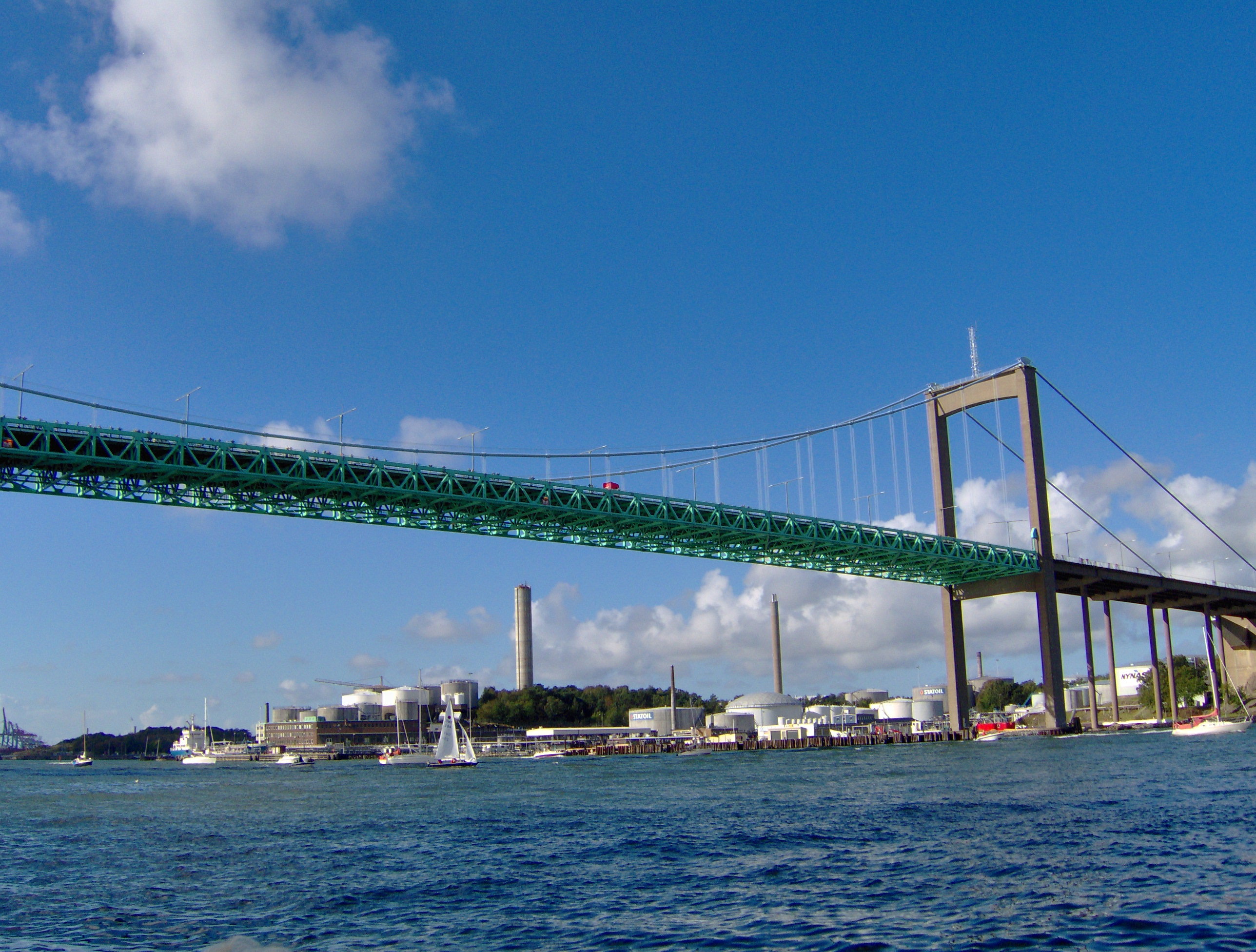
Älvsborgsbron.

I och omkring Göteborg finns fyra broar över Göta älv. Den som förknippas mest med staden är kanske Älvsborgsbron. Det är en 933 meter lång hängbro med 418 meter spännvidd och med sex filer som går över Göta älv i hamninloppet. Bron byggdes på entreprenad av AB Armerad Betong och Fried. Krupp, Rheinhausen till den sammanlagda summan av 40,5 miljoner kronor. Arbetet med bron startade på hösten 1963 och var fullt avslutat i december 1967, efter fem månaders försening. Det passerar cirka 65 000 bilar per dygn på bron. Tidigare gick Götaälvbron över älven, dock längre in i hamnen öster om Lilla Bommen, men denna bro är sedan 2021 ersatt av Hisingsbron som byggts upp intill. Vid invigningen 1939 var Götaälvbron endast fyrfilig men breddades senare med ett körfält på vardera sidan. Angeredsbron invigdes 1978 och går över E6, Göta älv, E45 och Norge/Vänerbanan. Arbetsnamnet på bron var Agnesbergsbron, men då den ingår i den stora Norrleden och är en huvudförbindelse till Angered fick den i stället sitt nuvarande namn. Marieholmsbron är en järnvägsbro som går från Gamlestaden över Säveån, Marieholm, Göta älv till Tingstad på Hisingen. En annan borttagen bro är gamla Hisingsbron som gick mellan Hisingen och Göteborgs centrum. Den invigdes 1874 och revs 1969.

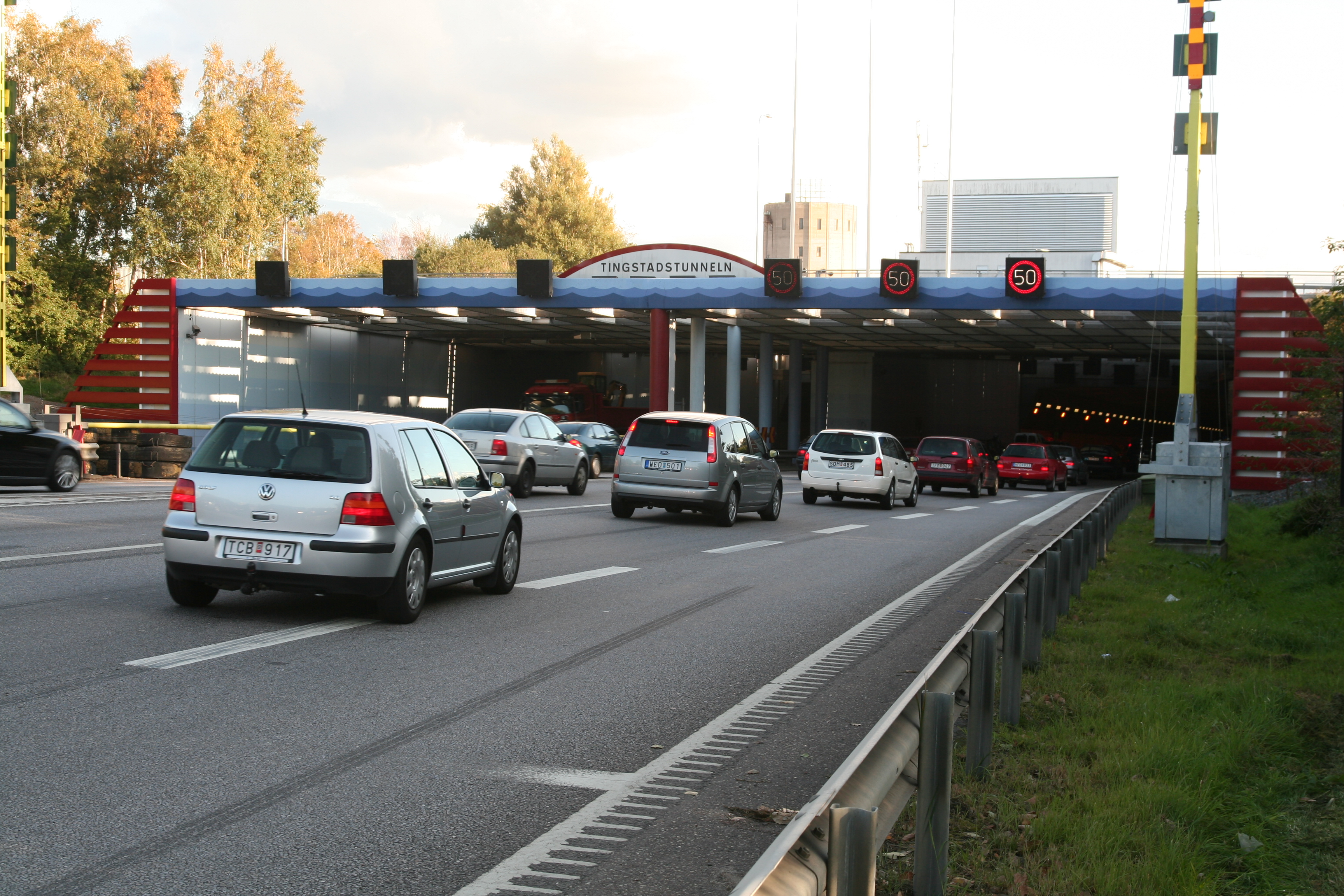
Tingstadstunneln.

Tingstadstunneln är en motorvägstunnel under Göta älv som via E6 förbinder Hisingen med övriga Göteborg och fastlandet. Tunneln, som egentligen är två "rör" med tre filer i varje, är placerad mellan Götaälvbron och Marieholmsbron och går från Marieholm på fastlandssidan till Tingstad på Hisingssidan. Tunneln innehåller även Sveriges lägst belägna motorväg, cirka 15 meter under havsytan. Götatunneln är en vägtunnel under centrala Göteborg. Tunneln byggdes mellan 2000 och 2006 och invigdes 16–18 juni 2006, År 1995 beräknade man att den skulle stå färdig 1999 och kosta 1,8 miljarder kronor, men notan slutade på 3,2 miljarder. Tunneln ersätter den tidigare sträckningen av Götaleden (E45) genom centrala Göteborg, mellan Järntorget och Lilla Bommen längs Göta älv. Sträckan är hårt trafikerad – cirka 65 000 bilar per dygn – med vissa köer som följd, särskilt före tunnelns öppning. Den tidigare sträckningen ovan mark har haft flera nackdelar – vägen går "slalom" mellan husen och trafikflödet har blockerats av flera trafikljus. Hög bullernivå och stora avgasutsläpp har varit ett annat problem. Dessutom har leden blockerat tillgången till södra älvstranden och upptagit attraktiv mark. Det har varit svårt för cyklister och gångtrafikanter att korsa vägen och varje år har ett 50-tal människor skadats.[källa behövs]
Andra tunnlar är Gnistängstunneln som ligger i västra Göteborg, Gårdstenstunneln i Angered och Lundbytunneln på Norra Älvstranden.

#### Infrastrukturprojekt
Göteborg har under 20 års tid haft svårt för att få statliga pengar till viktiga infrastrukturprojekt i Göteborgsområdet. Den 30 mars 2010 höll infrastrukturminister Åsa Torstensson (c) en presskonferens vid Korsvägen i Göteborg där hon presenterade regeringens beslut för infrastruktursatsningar 2010–2021. Åsa Torstensson kommenterade; "Detta är en stor satsning på infrastrukturen i Västsverige [...] Genom ett unikt samarbete mellan staten, regionen och kommunerna kan vi förverkliga Västlänken, Marieholmstunneln och flera andra dyra projekt." Totalt satsar regeringen 482 miljarder kronor, varav 65 miljarder kommer att finansieras genom vägavgifter, EU-medel, kommunala bidrag och trängselskatter, där både Stockholm och Göteborg satsar mycket pengar. Av dessa går 217 miljarder till investeringar, varav 33 miljarder till länen och 184 miljarder till investeringar i den nationella planen. 200 miljarder går till drift- och underhållsåtgärder, varav 136 miljarder till väg och 64 miljarder till järnväg.
Bland de projekt som realiseras under 2010- och 2020-talet finns det Västsvenska paketet, där det totalt satsas 61 miljarder varav 44 miljarder från regeringen och 17 miljarder från Göteborgs kommun, där trängselskatterna betalar merparten. Detta ska bland annat betala Marieholmstunneln, som regeringen redan veckan innan gett klartecken till och den stora kollektivtrafiksatsningen Västlänken och K2020. Andra projekt som nu fått sin finansiering klar är en ny Götaälvbro, en utbyggnad av hamnbanan på Hisingen och en ny järnvägsbro över Göta älv. Vidare en utbyggnad av E20 till motorväg, bland annat genom Alingsås och Alingsås-Vårgårda, fortsatt utbyggnad av E45 Göteborg-Trollhättan till motorväg, sista etapperna i utbyggnaden av E6 i Bohuslän till motorväg, ny tågtunnel under centrala Varberg och flera andra mindre projekt. Västra Götalandsregionen satsar 5,8 miljarder kronor på investeringar i mindre riksvägar, länsvägar och resecentrum för kollektivtrafiken.
Dessa infrastrukturprojekt sker samtidigt som delar av centrala Göteborg upplever en förtätning genom ett antal höghusprojekt i områden som Lindholmen, Masthuggskajen, Gårda och området vid Centralstationen. Se vidare nedan under rubriken Arkitektur.

##### Regeringens närtidssatsning
I anslutning till Partihallsförbindelsen kommer Marieholmstunneln att byggas vilket ökar kapaciteten över älven. Den 11 september 2008 träffades de fyra allianspartiledarna Fredrik Reinfeldt, Maud Olofsson, Jan Björklund och Göran Hägglund i Göteborg för att redogöra för kommande infrastruktursatsningar. Det har inte funnits några konkreta planer gällande byggstart, därför kom Göteborgspolitikerna med ett utspel om vägavgifter för att kunna påskynda bygget. Men, efter presskonferensen visade det sig att byggstart av Marieholmstunneln skulle ske redan 2010 efter en extra infrastruktursatsning från regeringen på 7,6 miljarder kronor. Beräknad byggkostnad är 3,5 miljarder SEK. Förutom Marieholmstunneln kommer även Riksväg 40 att byggas ut till motorväg, och hamnens kommunikationer kommer att förbättras. Maud Olofsson sade att "Göteborg har varit styvmoderligt behandlat och det är en hel del som måste göras.".
För att utveckla kollektivtrafiken vidare, både lokalt och i regionen, har man startat projektet K2020 vilket förordar nya utbyggnader av järnväg, busskörfält och spårväg. Planen är att fram till 2025 nästan fördubbla kollektivtrafikens marknadsandel mellan Göteborg och kranskommuner. För att öka kapaciteten på stadens spårvagnsnät pågår ett utbyggnadsprojekt kallat Kringen. Det består i att bygga nya sträckor för att förbinda nätets olika länkar så att inte alla spårvagnar skall behöva passera de centrala delarna av stan. År 2009 återstod endast sträckan mellan Lilla Torget och Järntorget vilken påbörjades våren 2013 och invigdes och togs i bruk i augusti 2015.

#### Vägar

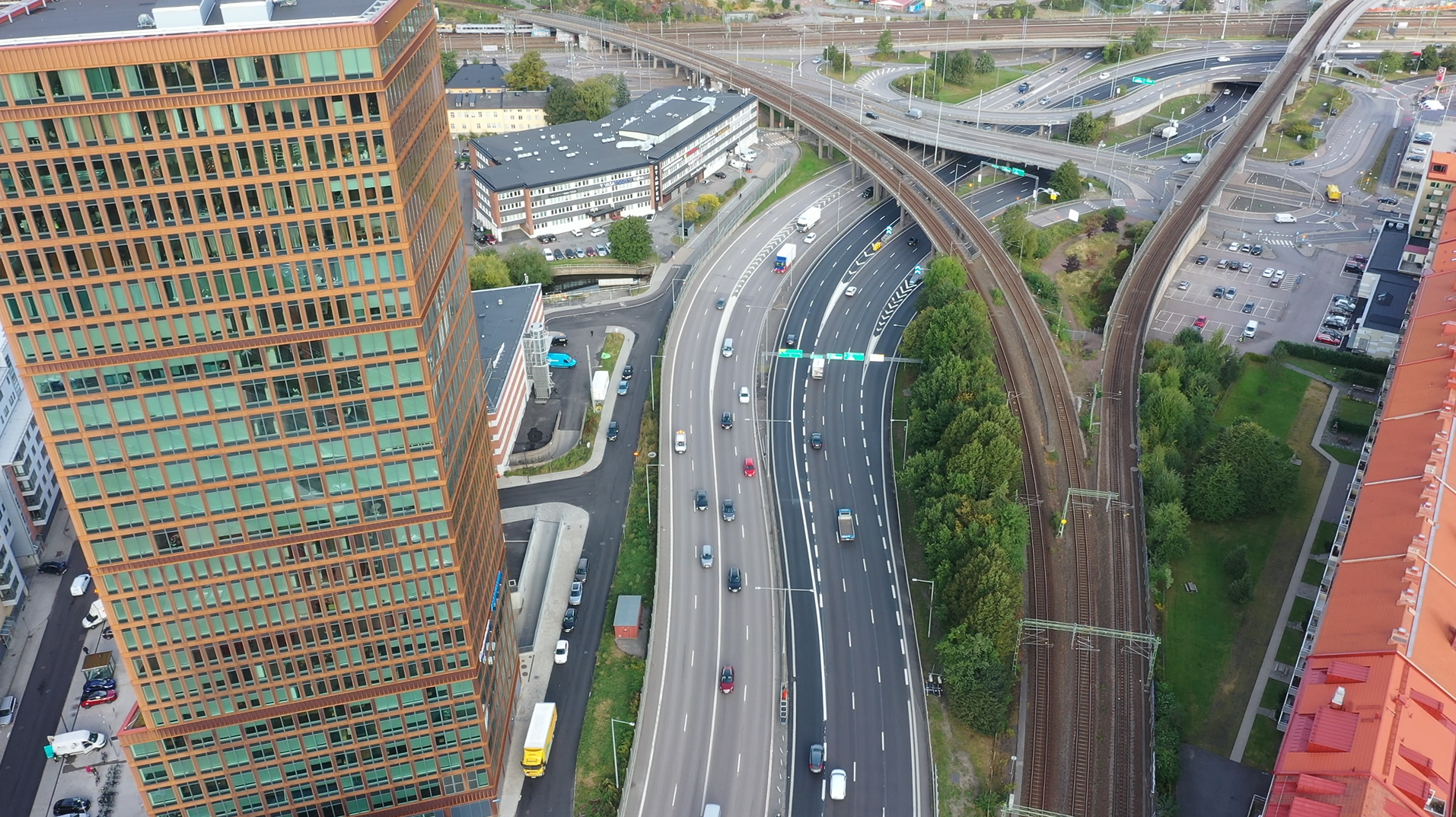
Vy över Olskroksmotet söderifrån, där E6 möter E20.

Göteborg fungerar som nav i det västsvenska vägnätet. Från söder och öster kommer E20 från Köpenhamn respektive Stockholm. Norrifrån E6 från Oslo och vidare söderut till Malmö. E6 tillsammans med E20 utgör den viktiga motorvägen från Oslo till Köpenhamn som går via Göteborg. Andra större vägar som går till/genom Göteborg är E45 och Riksväg 27/40. Överlägset mest trafikerad är Tingstadstunneln där över 120 000 bilar passerar varje dygn, detta trots att tunneln bara är dimensionerad för 90 000 bilar. E6/E20 från Mölndal öster om centrum, vid Liseberg, Korsvägen och i anslutning till riksväg 27/40 mot Landvetter flygplats är även den tungt trafikerad med 80 000 bilar som passerad dagligen. Söderleden från Askim till centrum samt Götaleden (Götatunneln) passeras båda av ca 60 000 fordon dagligen. Andra mycket trafikerade vägsträckor är E6 Klarebergsmotet, Riksväg 27/40 mot Kallebäck och E20 Partillemotet med 50 000 bilar dagligen.

##### Trängselskatt

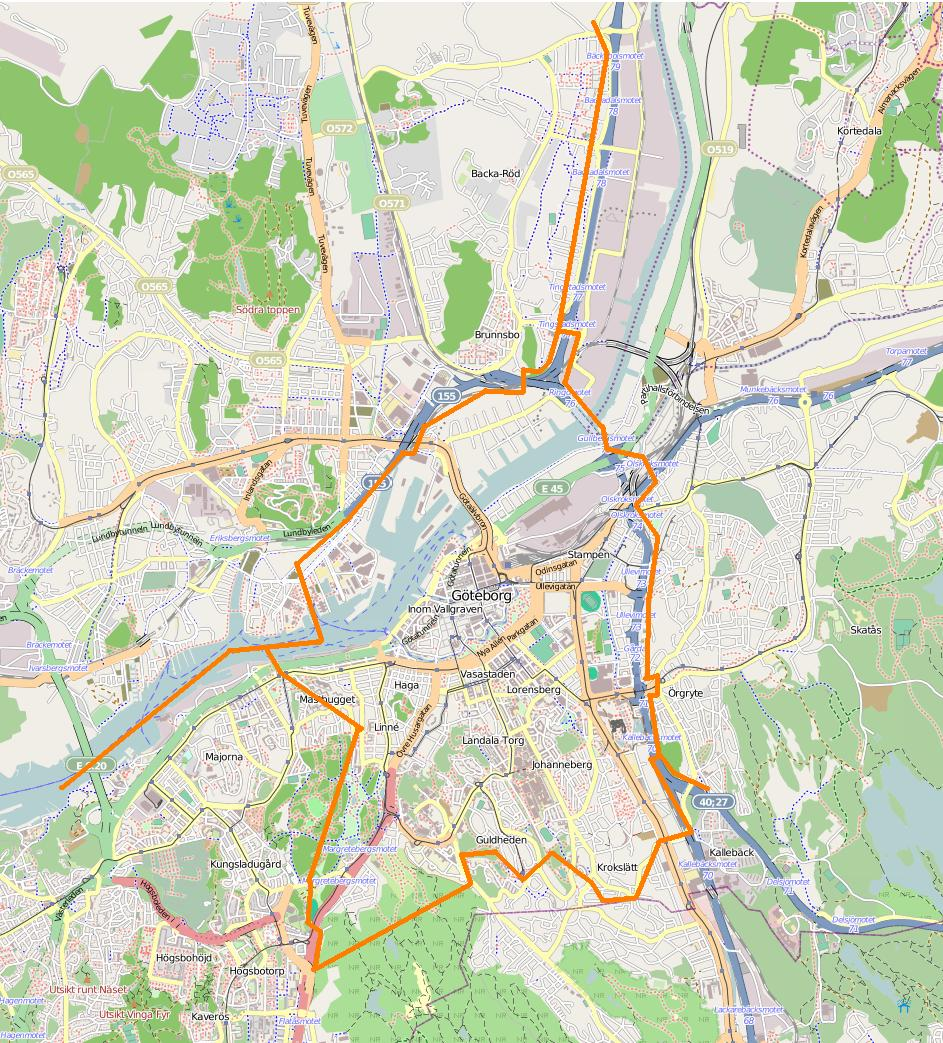
Betalzonen för trängselskatt i Göteborg markerad med orange linje.

Den 1 januari 2013 infördes trängselskatt i Göteborg. Avgiften tas ut för alla bilar som passerar en betalstation mellan 06.00 och 18.29 under vardagar. I praktiken avgiftsbeläggs endast privatägda bilar, då förmånsbilars och företagsbilars skatter är avdragsgilla. Avgift tas inte ut under lördagar, söndagar och dagar före helgdag. Inte heller under juli månad tas det ut någon trängselavgift. Avgiften är 9, 16 eller 22 kronor. (Ursprungligen var den 8, 13 eller 18 kronor.)

#### Cykelbanor
År 2013 fanns det sammanlagt 460 kilometer cykelbana i Göteborg.

#### Kollektivtrafik

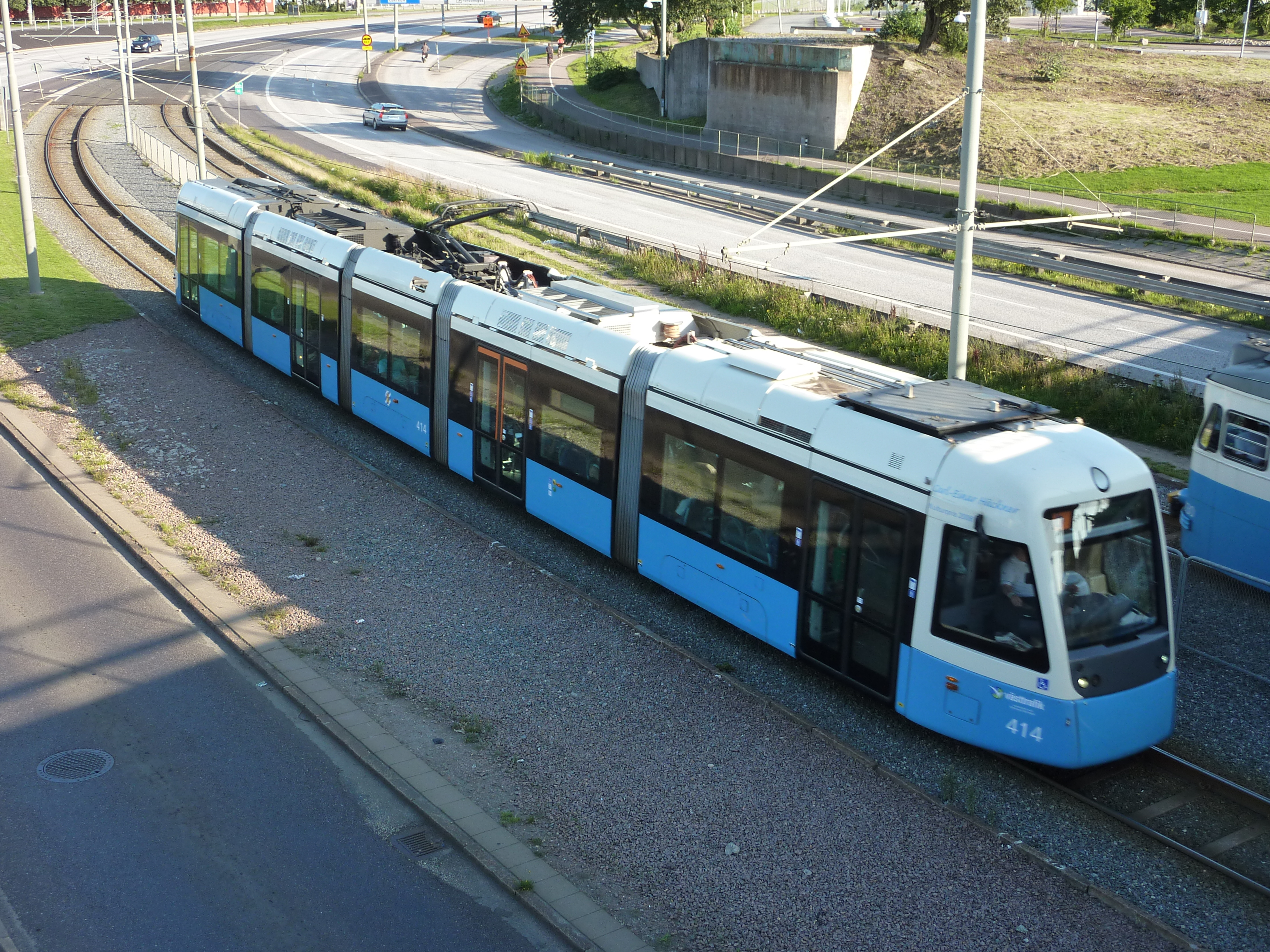

För kollektivtrafiken i Göteborg svarar Västtrafik. Trafiken bedrivs med spårvagn, buss, båt och tåg och utförs av olika entreprenörer. 
Göteborg är i dag en av få städer i Sverige som har kvar sina spårvagnar. I dag trafikeras Göteborg av 12 (numrerade 1–13, med undantag av linjenummer 12, som används av Spårvägssällskapet Ringlinien) spårvagnslinjer. En av de senaste linjeutbyggnaderna, kallad Kringen, invigdes delvis 2003 och utgjorde spårutbyggnaden på Skånegatan, som går mellan Stampgatan via Ullevi och Scandinavium till Korsvägen.
Den 15 augusti 2015 invigdes Badhuslänken från Lilla Torget, Göteborg, via Södra Hamngatan, Stenpiren och Stora Badhusgatan, till Järntorget.
Göteborgsregionen har i dag pendeltågslinjer mot Alingsås, Kungsbacka och Älvängen. Några av Göteborgs pendeltågsstationer är Göteborgs centralstation, Lisebergs station, Gamlestaden station samt Sävenäs, där det även finns en rangerbangård för godstrafik. 
Göteborg trafikeras även av fem linjer i regionaltågsnätet, Västtågen. Linjer med slutstation i Strömstad, Trollhättan/Vänersborg, Borås, Töreboda, Örebro samt Nässjö.
Göteborgs kommun har utarbetat en vision, K2020, som bland annat innebär att år 2020 ska kollektivtrafiken stå för 40 procent av alla resor i Göteborg. För att klara detta har trafiken bland annat utökats med tio procent från 2006 till 2008.
Följande tabell visar hur många som har rest med Västtrafik de senaste 10 åren (pendeltågstrafik ej inräknad).
| År   | Antal resor (miljoner)                    | Ökning jämfört med föregående år                           |
| ---- | ----------------------------------------- | ---------------------------------------------------------- |
| 2004 | 134,4                                     | -                                                          |
| 2005 | 137,3                                     | +2,2 %                                                     |
| 2006 | 138,8                                     | +1 %                                                       |
| 2007 | 145,7                                     | +5 %                                                       |
| 2008 | 171,9                                     | +18 %                                                      |
| 2009 | 220                                       | +28 %                                                      |
| 2010 | 227                                       | +3,2 %                                                     |
| 2011 | 258                                       | +13,7 %                                                    |
| 2012 | 261                                       | +1,2 %                                                     |
| 2013 | 283 (278 enligt 2015 års årsredovisning.) | +8,4 %                                                     |
| 2014 | 278                                       | Ändrad beräkningsmetod 2013 gör att ingen jämförelse görs. |
| 2015 | 282                                       | +1,4 %                                                     |
| 2016 | 303                                       | +7,4 %                                                     |
| 2017 | 322                                       | +6,3 %                                                     |
| 2018 | 339                                       | +5,3 %                                                     |
| 2019 | 355                                       | +4,7 %                                                     |
| 2020 | 246                                       | -30,7 %                                                    |
| 2021 | 234                                       | -4,9 %                                                     |
| 2022 | 301                                       | +28,6 %                                                    |
| 2023 | 323                                       | +7,3 %                                                     |

#### Flygplatser

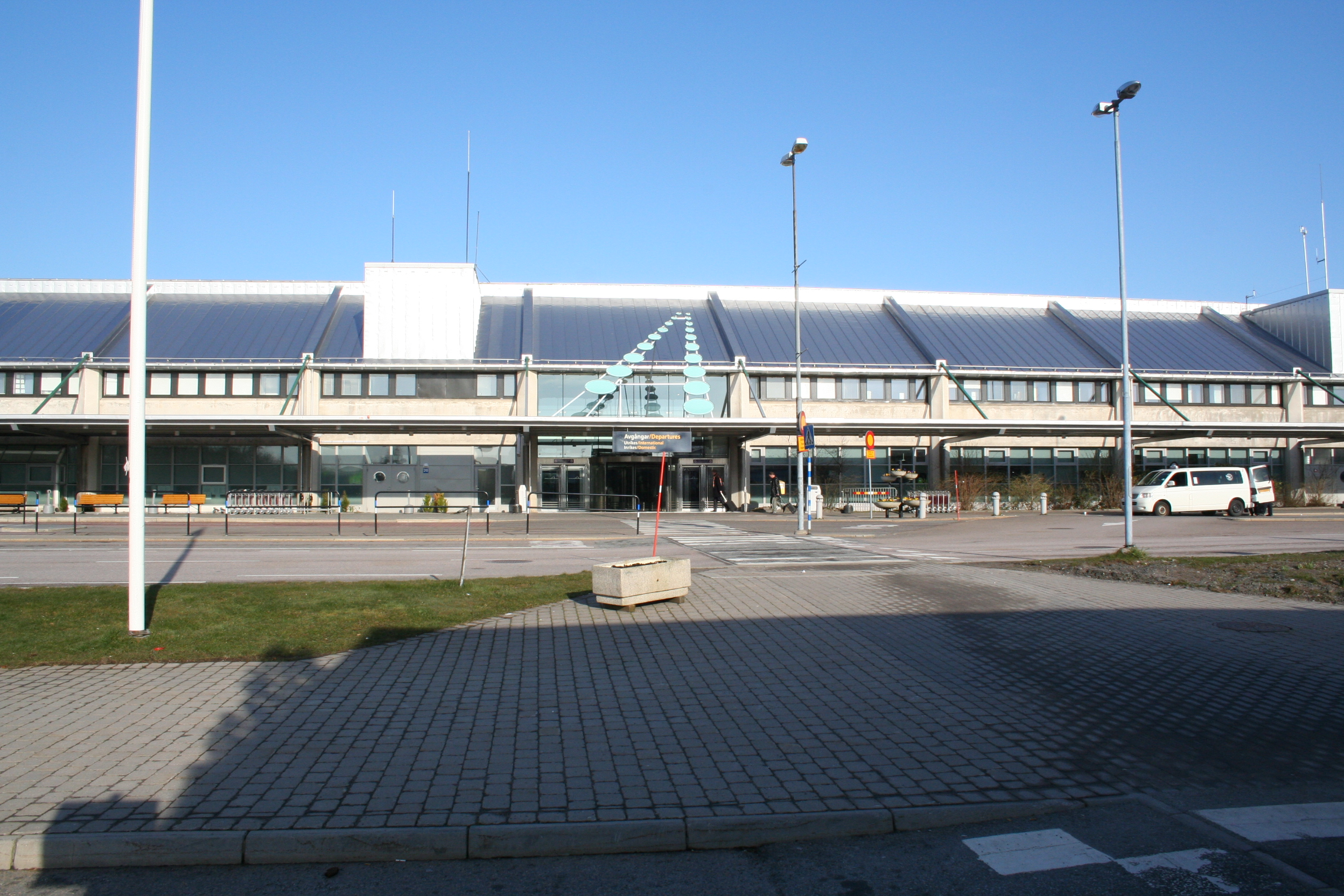

Göteborg försörjs främst av Göteborg-Landvetter flygplats (GOT) några mil öster om staden på riksväg 27/40 mot Borås. Tidigare fanns även Göteborg City Airport (GSE) på Hisingen (före detta Säve flygfält).
Göteborg Landvetter flygplats (GOT) är Sveriges näst största flygplats, belägen i Härryda kommun utanför Göteborg. Flygplatsen var Nordens femte största år 2019. Flygplatsen invigdes 3 oktober 1977. Anledningen till att flygplatsen fick namnet Landvetter trots att den ligger i Härryda socken var att grannsocknen Landvetters namn ansågs vara mera lättuttalat för utlänningar. 2019 hanterade flygplatsen 6 670 933 passagerare.
Göteborg City Airport (Gothenburg City Airport) var Göteborgs andra internationella flygplats. Den ligger 14 kilometer nordväst från centrala Göteborg på Hisingen. Flygplatsen tillhörde tidigare F 9 Säve och hette då Säve flygplats. Bland flygbolagen som trafikerade Säve fanns Ryanair och Wizz Air. Antalet resenärer år 2010 var 715 000. I november 2014 stängdes flygplatsen efter att taxibanans bärighet dömts ut. Trafiken leddes tillfälligt om till Göteborg Landvetter Airport medan förutsättningarna för att bygga om och åter öppna Göteborg City Airport skulle utredas. Den 13 januari 2015 meddelade ägarna Swedavia, Volvo och Göteborgs kommun att Swedavia köper ut de övriga ägarna och att Göteborg City Airport läggs ned. Som orsak angavs att kostnaden för att bygga om taxibanan blir alltför stor. Trafiken som bedrevs på Göteborg City Airport har till största delen flyttat till Göteborg Landvetter Airport.
Torslanda flygfält (också kallad gamla flygfältet eller Torslanda flygplats) anlades 1923 och var Göteborgs flygplats fram till 1977 då den lades ner för att ersättas av Landvetter flygplats. Den låg vid Torslanda, beläget på Hisingens västra sida, cirka 15 km från centrala Göteborg.

#### Sjöfart

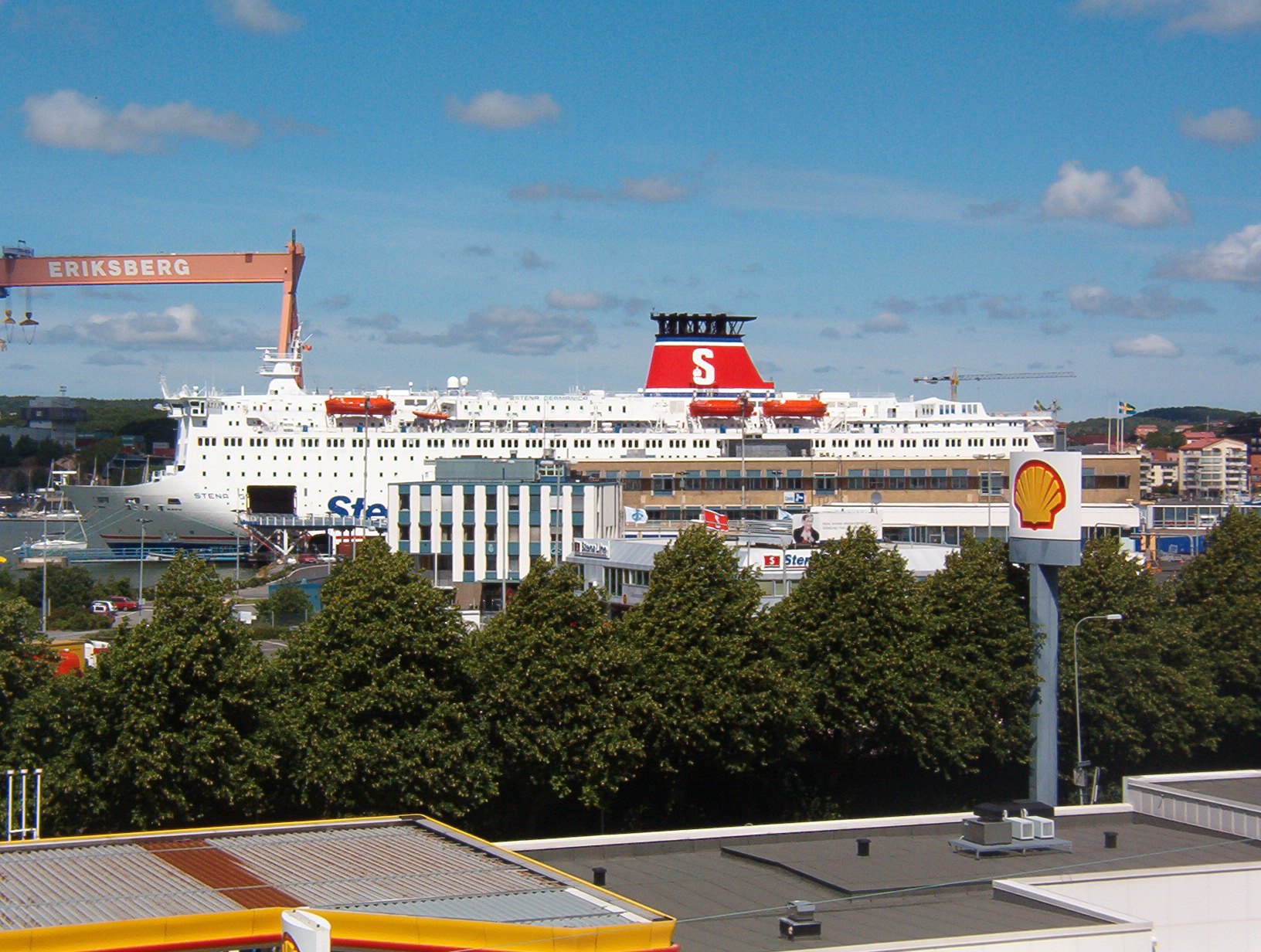
M/S Stena Germanica vid Tysklandsterminalen på Södra Älvstranden i Göteborg. I bakgrunden bockkranen vid Eriksberg på Hisingen.

##### Hamnen
Göteborgs hamn är Nordens största hamn och är en kombinerad flod- och kusthamn. Hamnen ligger längs norra stranden av Göta älvs mynning och längs båda stränderna av flodens lopp genom Göteborg. Totalt är hamnen cirka 22 km lång. Den administrativa hamngränsen går i öster tvärs över Göta älv vid Lärjeåns utlopp i Göta älv och i väster från Torslandavikens sydvästra hörn via Gula Bockskär till Västerberget på fastlandssidan av älvmynningen.
I Göteborgs hamn är det inga större tidvattenskillnader. Mellan högsta högvatten och lägsta lågvatten är skillnaden bara 20 cm. Vattendjupet i farlederna varierar mellan 20,5 meter längst i väster och 6,4 meter i öster. De vintrar då hamnen inte är isfri så bryts isen för att sjöfarten ska ha tillgång till hamnen.
Genom hamnen fraktas främst olja, skogsprodukter och containervaror. Mycket av godset till Göteborgs hamn går med järnvägstransport, godsvagnarna rangeras på Sävenäs rangerbangård och förs vidare på Hamnbanan till hamnarna på Hisingen. På Kvillepiren i Frihamnen fanns tidigare en anslutning för en tågfärja till Fredrikshamn, denna förbindelse lades ned sommaren 2015 på grund av att det planeras bostäder i området.

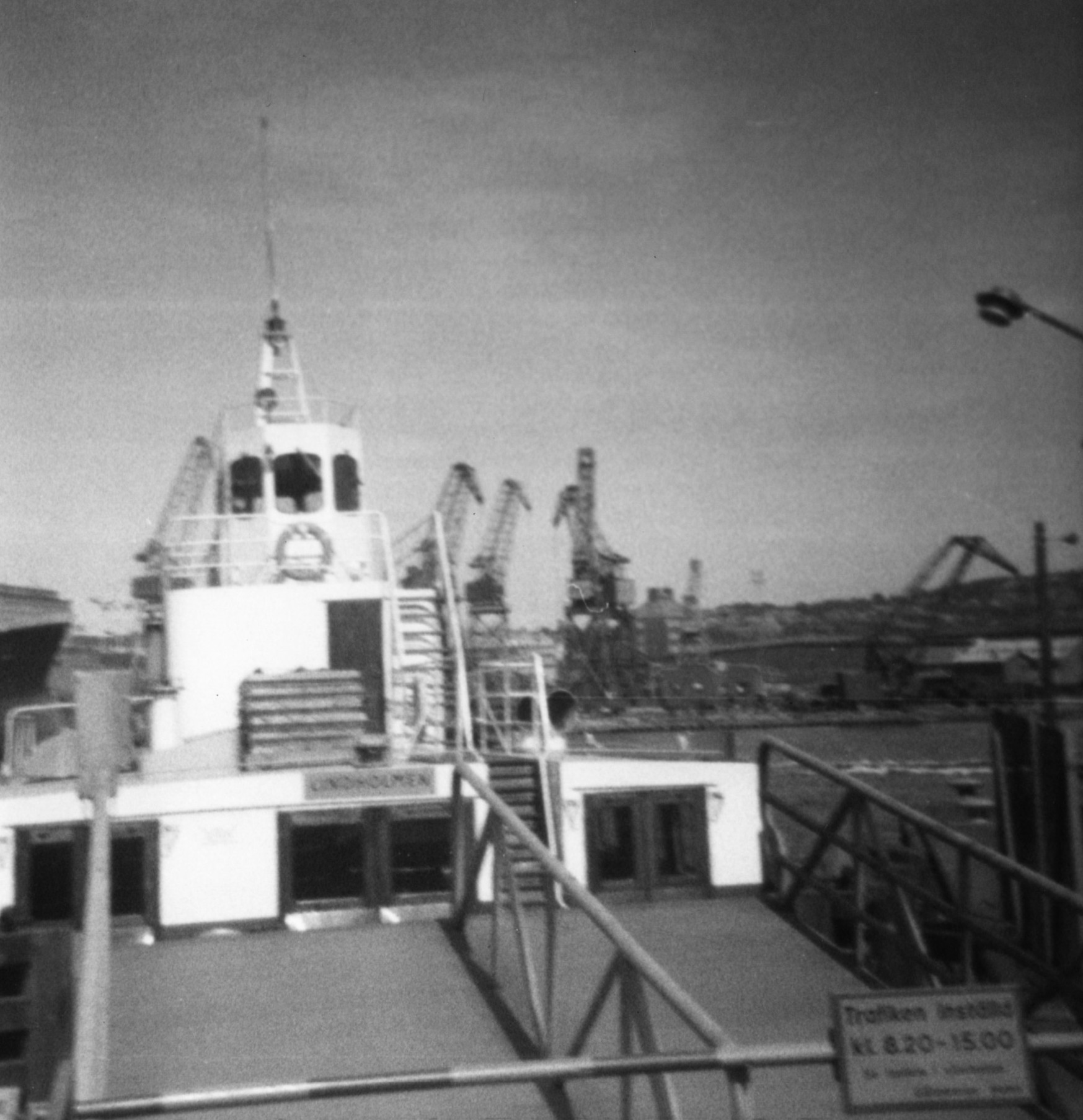
Älvfärjan Dan Broström 1975.

##### Färjor
Fram till 2006 fanns färjeförbindelser från Göteborg till Frederikshavn, Kiel, Kristiansand och Newcastle. Men efter att DFDS Seaways – efter dålig lönsamhet – avvecklat sina färjelinjer från Göteborg återstår nu bara två linjer med Stena Line som enda aktör.

#### Utbildning

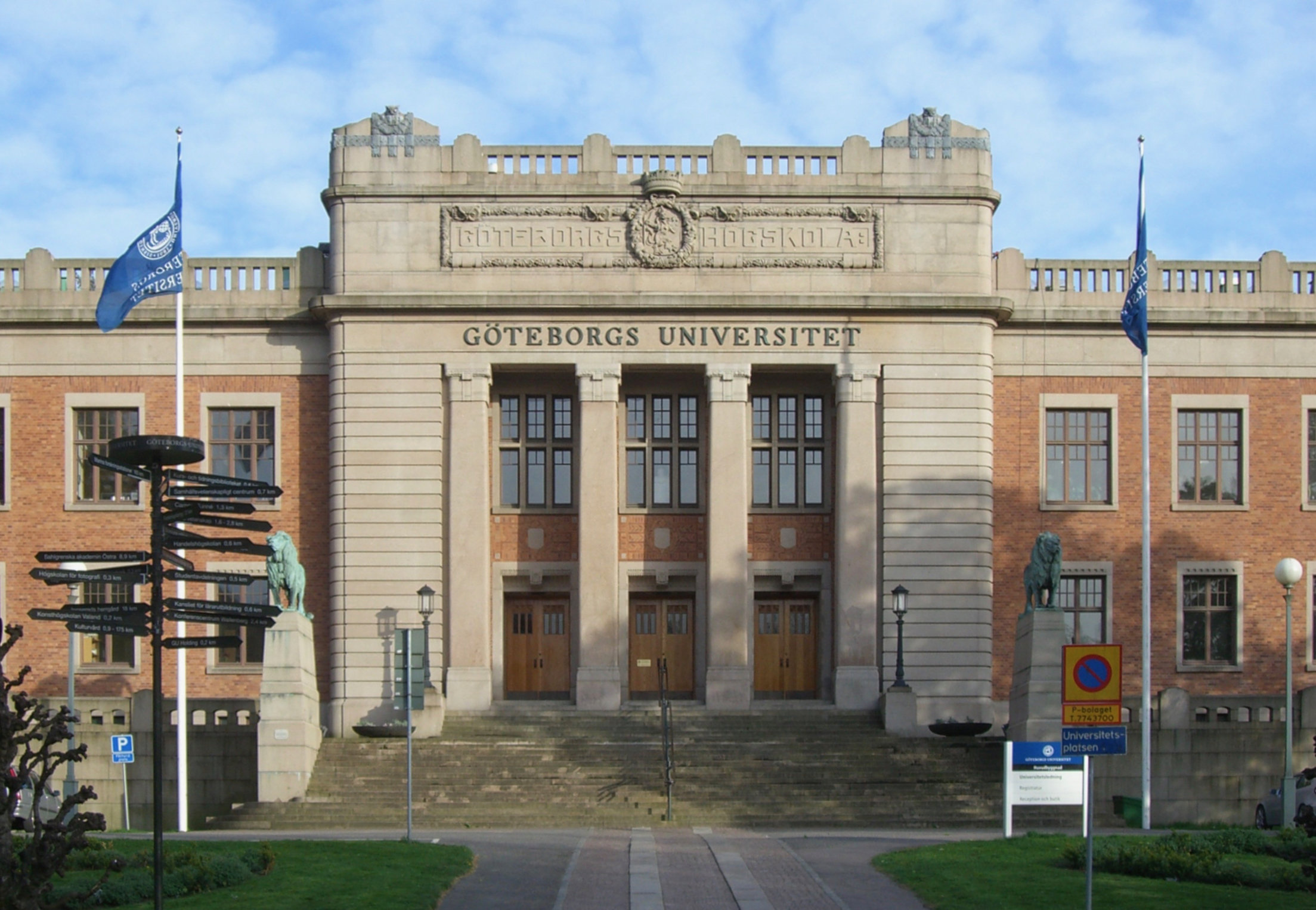
Göteborgs Universitets huvudbyggnad.

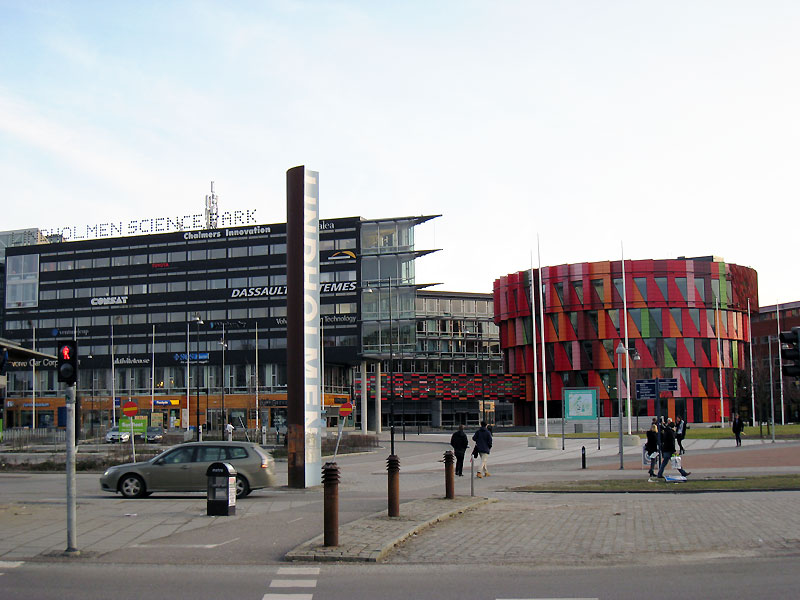
Lindholmen Science Park.

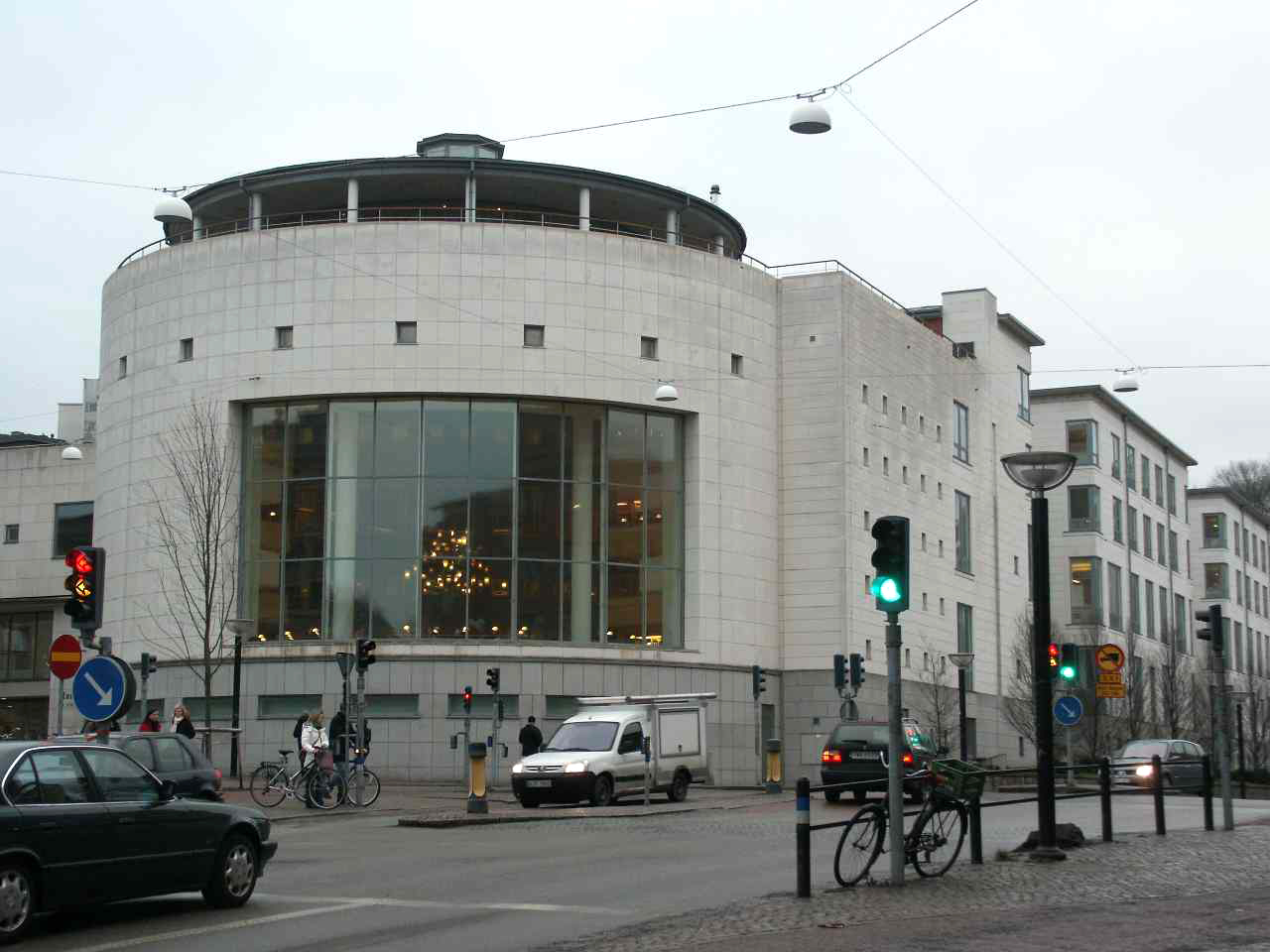
Handelshögskolan vid Göteborgs universitet.

I Göteborg, som är etablerad som en av Sveriges största studentstäder, finns två högskolor, Göteborgs universitet och Chalmers tekniska högskola. Chalmers har två campus, i Johanneberg samt på Lindholmen, och utbildar doktorer, licentiater, civilingenjörer, arkitekter, högskoleingenjörer, teknologie kandidater och nautiker. 2001 startades IT-universitetet i Göteborg som ett samarbete mellan Chalmers och Göteborgs universitet. År 2006 räknade man med att det fanns cirka 61 000 studenter i staden.

##### Första läroanstalten
År 1630 inrättades stadens trivialskola under namnet "Allmän skola till ungdomens undervisning i bokliga konster". Från år 1634 hade den sin lokal i ett trähus på domkyrkoplanen i hörnet av Västra Hamngatan och Kungsgatan (gavel mot Västra Hamngatan). Denna byggnad ersattes av en ny av tegel i två plan, som invigdes den 1 september 1663. Genom ett fundationsbrev av drottning Kristina den 27 mars 1647 utökades denna skola till att även omfatta ett gymnasium och gavs namnet "Götheborgs Kongl. Gymnasium". Vid den stora branden 1721 förstördes både domkyrkan och gymnasiehuset. Båda kunde dock återuppbyggas genom att använda de gamla murarna. Gymnasiet återställdes under medverkan av arkitekten Johan Eberhard Carlberg, biskop Johannes Carlbergs son. Arbetet slutfördes 1727. I flygeln åt Västra Hamngatan hade gymnasiet sina lokaler och Trivialskolan disponerade flygeln åt Kungsgatan.
Gymnasiebyggnaden förföll efterhand, men 10 november 1826 invigdes istället en ny två våningsbyggnad, vid hörnet Västra Hamngatan 15/Vallgatan 10. Arkitekt var J. Hagberg och byggmästare J. L. Dymling. År 1862 flyttades gymnasieverksamheten till Hvitfeldtsplatsen 6, "Gamla Latin". Arkitekt denna gång var H. J. Strömberg. Skolverksamheten, som bytte namn till Latinläroverket 1882, flyttades 1919 till en nyuppförd byggnad, det nuvarande Hvitfeldtska läroverket.

##### Högskolor och universitet

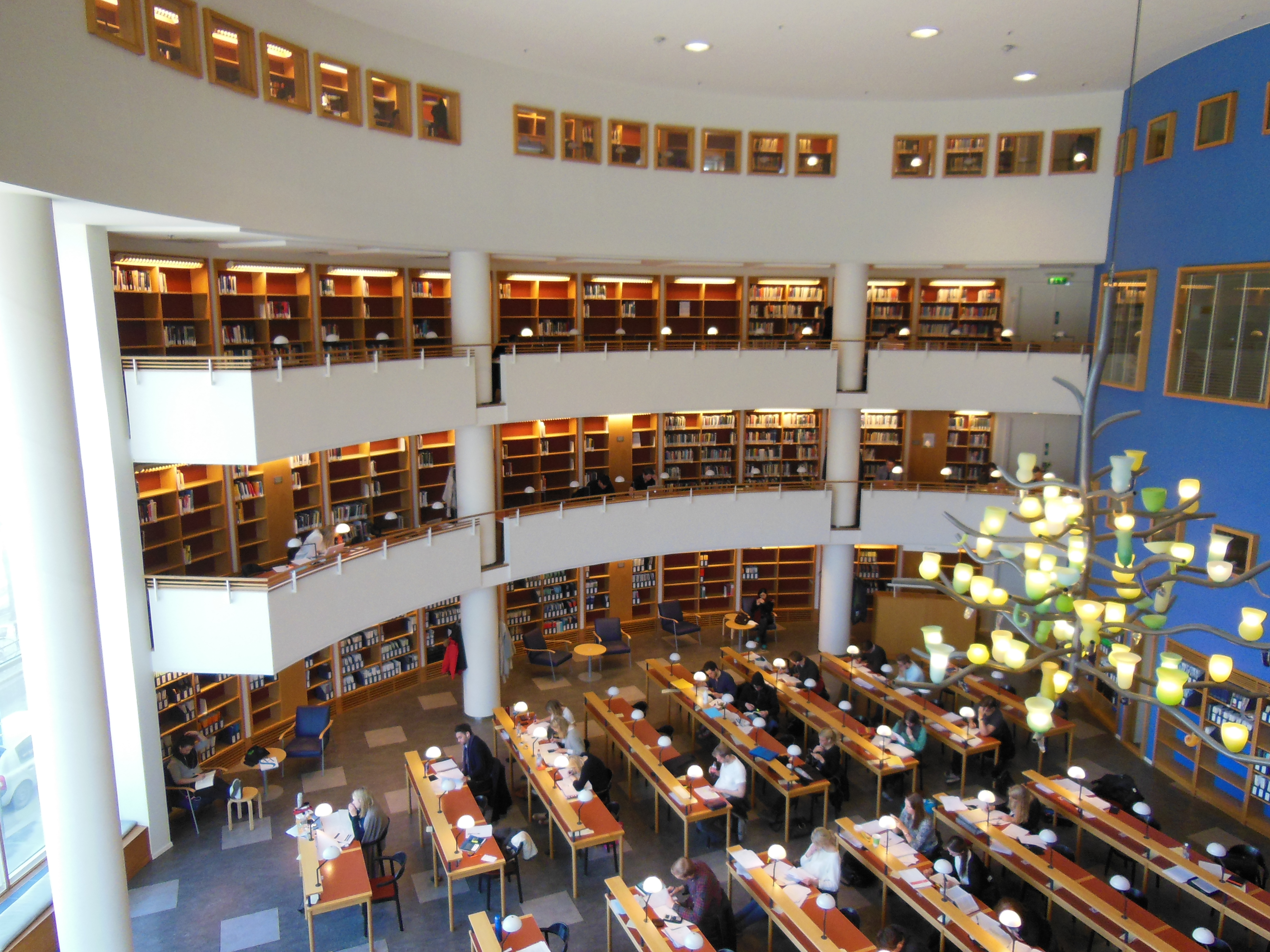
Läsesalen, Handelshögskolan

- Chalmers tekniska högskola (CTH)
- Göteborgs universitet (GU)
- Församlingsfakulteten (FFG)

##### Folkhögskolor
- Angered folkhögskola
- Arbetarrörelsens Folkhögskola i Göteborg
- Färnebo Folkhögskolas Filial
- Göteborgs folkhögskola[110]
- Kvinnofolkhögskolan

## Befolkning

### Befolkningsutveckling
Göteborg är en förhållandevis ung stad, grundad på tidigt 1600-tal, och var länge bara Sveriges tredje stad. Efter erövringen av Skåne och Blekinge ansågs Karlskrona som rikets viktigaste sjöfartsstad. Men med Svenska Ostindiska Companiet och annan sjöfart utanför Östersjöområdet växte staden fort under senare delen av 1700-talet. År 1635 hade Göteborg 1 150 invånare, år 1700 10 000, år 1800 13 000 och år 1900 hade invånarantalet vuxit till 127 000. Vid millennieskiftet år 2000 var invånarantalet 496 000.
Göteborg är sedan länge Sveriges näst största stad, endast Stockholm är större. I december 2008 hade Göteborg 500 154 invånare, av dem är 252 537 kvinnor och 247 617 män. Av göteborgarna är 105 000 födda utomlands, och de kommer främst från Iran, Irak och Finland. Man räknar med att staden kommer att fortsätta växa med 4 500-5 000 personer per år. Från 2008 till 2009 ökade invånarantalet i Storgöteborg med 11 300 personer.
Tätorten Göteborg
| Befolkningsutvecklingen i Göteborg 1900–2020 | Befolkningsutvecklingen i Göteborg 1900–2020 | Befolkningsutvecklingen i Göteborg 1900–2020 | Befolkningsutvecklingen i Göteborg 1900–2020 | Befolkningsutvecklingen i Göteborg 1900–2020 |
| --- | -------------------------------------------- | -------------------------------------------- | -------------------------------------------- | -------------------------------------------- |
| |                                              |                                              |                                              |                                              |
| År |                                              |                                              | Folkmängd                                    | Areal (ha)                                   |
| 1900 | 1900                                         |                                              | 152 172                                      | †                                            |
| 1960 | 1960                                         |                                              | 443 843                                      |                                              |
| 1965 | 1965                                         |                                              | 471 619                                      |                                              |
| 1970 | 1970                                         |                                              | 485 785                                      |                                              |
| 1975 | 1975                                         |                                              | 470 529                                      |                                              |
| 1980 | 1980                                         |                                              | 456 684                                      |                                              |
| 1990 | 1990                                         |                                              | 465 474                                      | 19 662                                       |
| 1995 | 1995                                         |                                              | 480 839                                      | 19 845                                       |
| 2000 | 2000                                         |                                              | 495 822                                      | 19 744                                       |
| 2005 | 2005                                         |                                              | 510 491                                      | 19 816                                       |
| 2010 | 2010                                         |                                              | 549 839                                      | 20 367                                       |
| 2015 | 2015                                         |                                              | 572 799                                      | 21 513                                       |
| 2018 | 2018                                         |                                              | 592 042                                      | 23 386                                       |
| 2020 | 2020                                         |                                              | 607 882                                      | 23 092                                       |
| Anm.: Sammanvuxen med Näset 1965, med Agnesberg och Hjällbo 1970, med Askim, Kärra och Skintebo 1975, med Rannebergen 1980, med Tuve 1990, med Torslanda 2010, med Anneberg, Hjälmared, Kungsbacka, Kållered, Lindome, Mysterna och Tulebo 2015. Helgered och Östergärde industriområde (som återgick 2018), Nordöstra Göteborg samt Torslanda utbrutna 2015. 2018 införlivades Hagryd-Dala, Billdal (tätort) och Gundal och Högås och utbröts Kungsbacka, Björnarås och Östra Balltorp. 2020 uppgick Östra Balltorp och Kålsered i tätorten. 2023 införlivades Kungsbacka, Ysbyhult, Låssby, Björlanda och Torslanda samtidigt som Östra Balltorp bröts ut † Stad med förstäder 1900. |                                              |                                              |                                              |                                              |

### Språk och humor

#### Göteborgskan
Den göteborgska dialekten och slangen är en väl integrerad del av det många anser vara den klassiska göteborgaren. I dag håller dock mycket av dessa uttryck och den göteborgska intonationen på att förändras och försvinna. Det som man i vanliga fall tänker på som den göteborgska dialekten är i dag snarast en sociolekt.
Traditionellt har man delat in dialekterna i Göteborg i en västlig form, mera lik bohuslänska dialekter, och en östlig form, mer lik västgötska dialekter. Skillnaderna mellan de göteborgska dialekterna har blivit mindre märkbara under modern tid. Tidigare uttalades till exempel "pump" som [pomp] i östra Göteborg, och [påmp] i västra Göteborg. Frågan är om det längre går att dra så distinkta gränser mellan områden i Göteborg. Vissa skillnader kan dock kvarstå mer distinkt, som att tendensen till bakre, närmast uvulart [r] finns i västra Göteborg, dock ej i östra, där man snarare dras mot det västgötska [r]:et, i den mån man inte använder det rikssvenska främre [r]:et.
Gemensamt för de allra flesta göteborgare är den västsvenska satsmelodin där betoningen går upp lite på slutet, även om inte alla använder markerade "d", "r", "u", och "i". Den största skillnaden mellan göteborgskan och de övriga västsvenska dialekterna är att göteborgarna inte använder sig av tjocka "l" och runda vokaler (till exempel "u" och "ö" som hörs i värmländska och västgötska).

#### Humor
Göteborgshumor är en form av humor som många förknippar med göteborgare. Göteborgshumorn är en situationsvits med en dråplig kommentar, På senare år har göteborgsvitsen medialiserats till att beskrivas och användas som en ordvits. Till göteborgshumorn räknas också de så kallade "Göteborgarhistorierna" med Kal å Ada i huvudrollerna. I folkmun namnges också mer eller mindre kända byggnader eller företeelser i Göteborg med nya och oftast vitsiga namn.
Några exempel på göteborgare som anses stå för göteborgshumor är Sten-Åke Cederhök, Lars Brandeby, Claes Malmberg, Per Andersson och komikergruppen Galenskaparna och After Shave. Göteborgsvitsens bevarare och stora kännare är Sture Hegerfors på Göteborgs-Posten. På sin humorsida föraktar han ordvitsarna.

## Kultur

### Massmedier

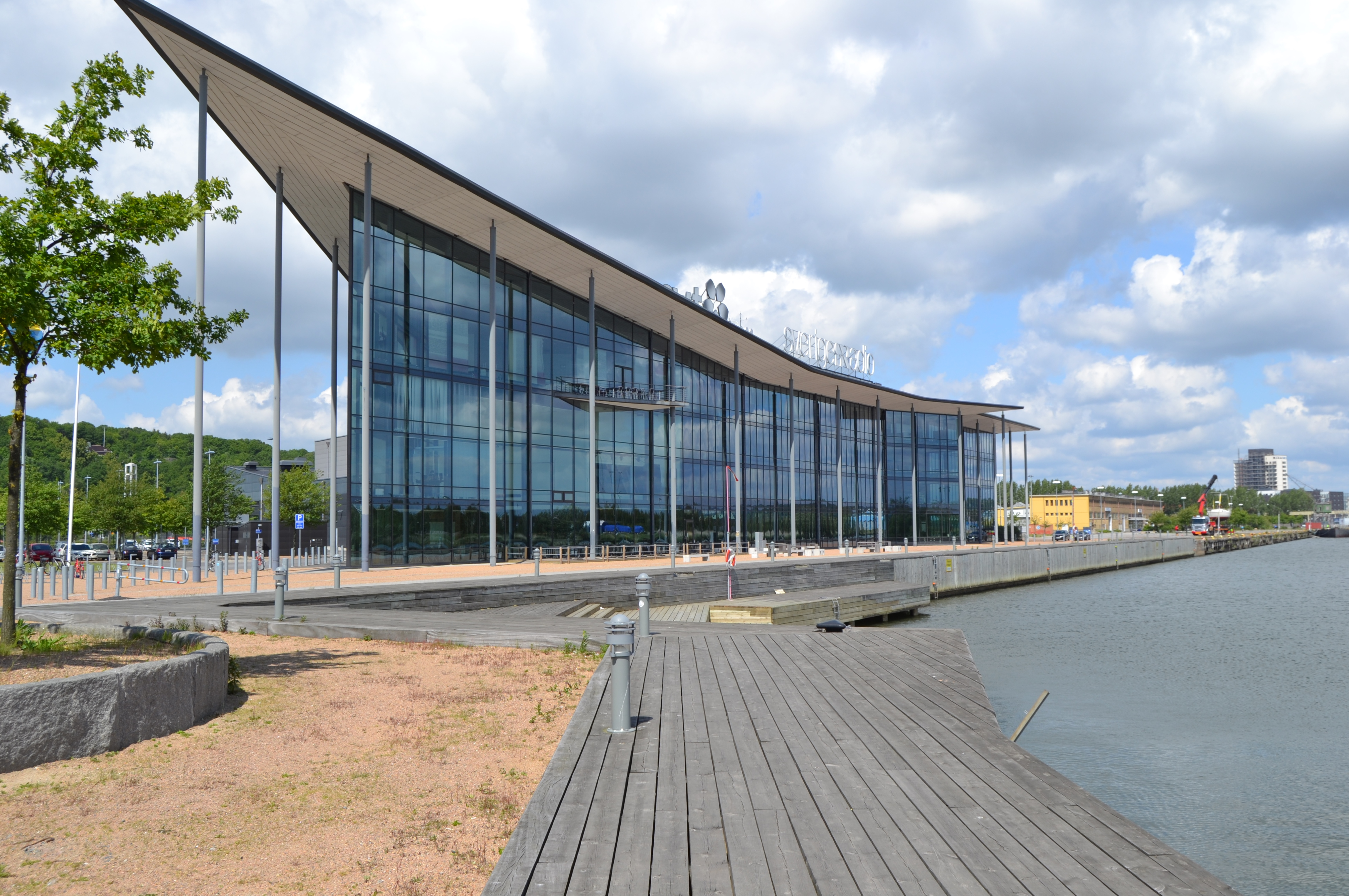
TV-huset.

Göteborgs Handels- och Sjöfartstidning, som gavs ut mellan 1832 och 1973, dominerade Göteborgs tidningsmarknad fram till 1930-talet men tappade efterhand läsare till Göteborgs-Posten. Göteborgs-Posten som i folkmun brukar benämnas GP gavs första gången ut 1858 och hade 2010 en räckvidd på 541 000 läsare vilket gjorde Göteborgs-Posten till Västsveriges största morgontidning. GP är liberal och har sitt kontor och redaktion vid Polhemsplatsen i centrala Göteborg.
År 1902 grundades Göteborgs-Tidningen, som 1967 bytte namn till GT och i dag är uppköpt av Bonnierägda Expressen och i praktiken fungerar som denna tidnings lokalupplaga. År 1998 etablerade sig den globala gratistidningen Metro i Göteborg. 2004 lanserades annonsfria och kritiska Göteborgs Fria Tidning.
Sveriges Television, Sveriges Radio och Utbildningsradion har egna lokaler på Norra Älvstranden i det så kallade Kanalhuset. Huset uppfördes ursprungligen för Hasselblad. Företaget flyttade dock bara efter en kort tid, varefter lokalerna byggdes om och anpassades för medieverksamhet. Utrymmena i Kanalhuset är mindre än i det gamla mediehuset Synvillan i Örgryte, som byggdes på sjuttiotalet. I Kanalhuset spelas bland annat Debatt, Uppdrag granskning, Filmkrönikan och På spåret in. Även TV4 har lokaler i Göteborg, vid Kungstorget. Sedan lokalnyheterna TV4Nyheterna Göteborg lades ner år 2014 har man riksreportrar stationerade här, men har även utrustning för inspelningar som Bingolotto och Lotta på Liseberg.
Göteborg har ett brett utbud av kultur och nöje. Här finns några av landets mest välbesökta museer konsertscener, många teatergrupper och scener, och ett aktivt konst- film- och musikliv. Nöjesfältet Liseberg är beläget i staden, vilket är Nordens största nöjespark. Varje år arrangeras även ett antal stora kulturevenemang som Bokmässan, Göteborgs Filmfestival, musikfestivalen Way Out West, och vartannat år arrangeras dans och teaterfestivalen och Göteborgs Internationella Konstbiennal. Kulturkalaset sker årligen i mitten av augusti, en fest för både göteborgare och besökare, med mängder av konserter, upplevelser och evenemang, med fri entré. Stadsbiblioteket vid Götaplatsen är Göteborgs mest välbesökta kulturinstitution och 2008 hade biblioteket fler än 1,1 miljoner besökare.

#### Film och TV
På annandag jul 1896 skedde, i Valandhuset, den första filmförevisningen i Göteborgs historia. 1902 öppnades Kinematografen i Göteborgs arkader vilket var Sveriges första fasta biograf. I maj 1916 stod Hasselblad Film AB:s filmateljé färdig, som låg högst upp på Otterhällans krön och på sin tid var en av Sveriges största och modernaste filmateljéer. Under åren 1916–1919 spelade man in ett trettiotal filmer, med bland andra Gösta Ekman den äldre. Stjärnregissören hette Georg af Klercker. Göteborgs största biograf är i dag Filmstaden Bergakungen, som öppnade i november 2006. Utöver denna finns ett tiotal biografer runt om i staden.
Viktiga institutioner för film i Göteborg är Filmhögskolan och Göteborg Film Festival som startade redan 1979. Festivalen har utvecklats till Nordens största publika filmfestival. Varje år, i månadsskiftet januari-februari visas cirka 450 filmer för 200 000 besökare.
Sveriges Television och Sveriges Radio har lokalkontor i Göteborg, för produktioner av nyhets- och andra program. Bland film- och TV-produktioner som utspelas i Göteborg finns Hammarkullen, Simon och ekarna, Åsa-Nisse som polis samt filmerna om Johan Falk.

### Bildkonst

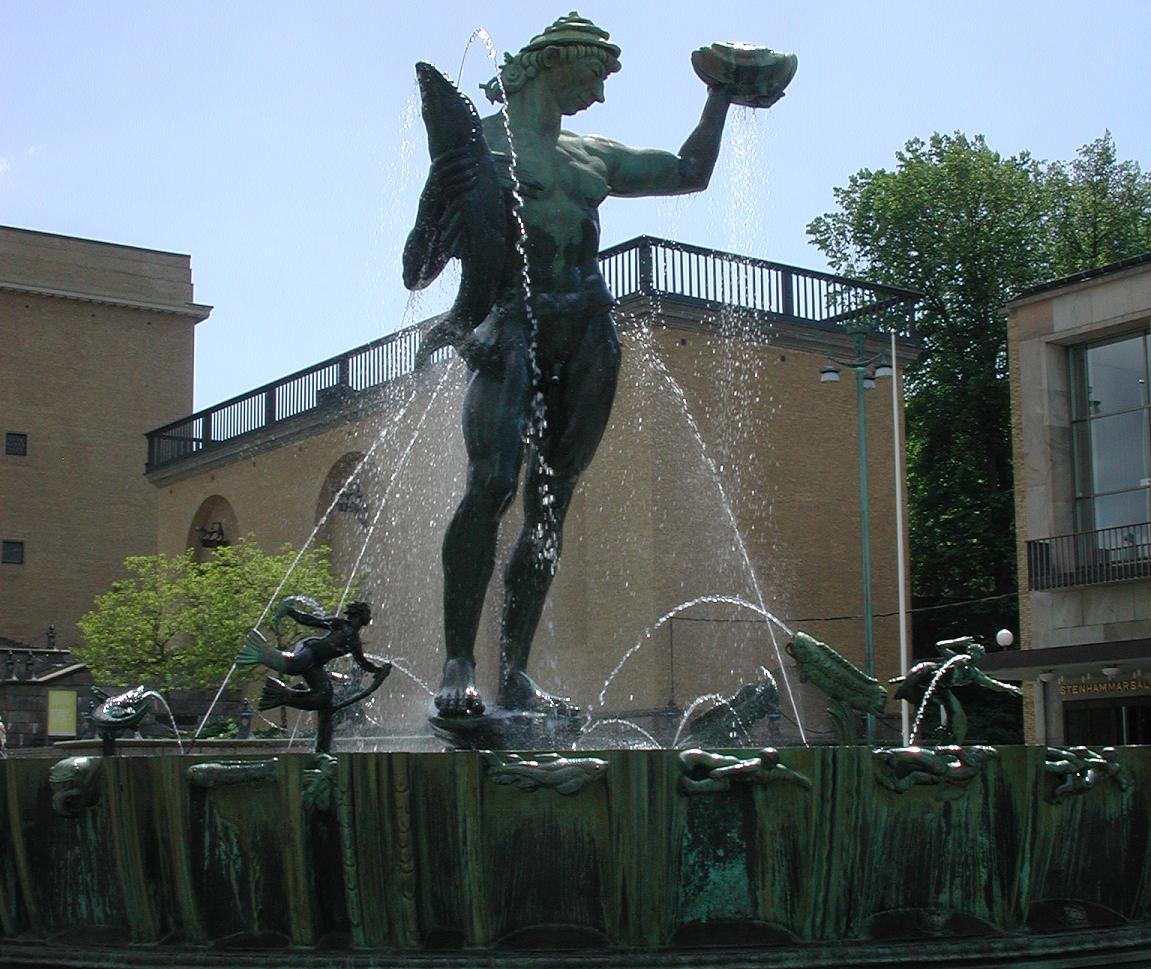
Poseidon med brunnskar.

Se även Lista över konstgallerier i Göteborg.
Se även Lista över offentlig konst i Göteborg.
Göteborgs konstmuseum är Sveriges främsta museum för nordisk 1880- och 1890-talskonst. Av nordiska konstnärer finns målningar av Edvard Munch, Ernst Josephson, Carl Larsson, Peder Severin Krøyer och Anders Zorn, men museet har även verk av van Gogh, Monet, Rembrandt och Picasso. Större institutioner som fokuserar på samtidskonst är Göteborgs konsthall och Röda Sten Konsthall. Göteborg har även Sveriges enda större internationella konstbiennal som startade 2001.
I Göteborg finns ett stort antal offentliga konstverk, där Poseidon och Kopparmärra kanske är de mest omtalade. Utöver dessa klassicistiska verk finns även modernistiska verk av internationella storheter som exempelvis Vilande figur i två delar III av Henry Moore och De tre vingarna av Alexander Calder. Se även Lista över offentlig konst i Göteborg.
Göteborgs universitet har Nordens största konstnärliga fakultet vilken består av de tre institutionerna Akademin Valand (som är en sammanslagning av Filmhögskolan, Högskolan för fotografi, Konsthögskolan Valand och Litterär gestaltning), Högskolan för design och konsthantverk och Högskolan för scen och musik.
Sveriges enda större design- och konsthantverksmuseum, det internationellt erkända Röhsska museet finns i Göteborg. Museet har en stor samling av form- och designföremål, asiatisk konst och hantverk. Granne med museet ligger HDK-Valand, högskolan för konst och design. På Vallgatan kan man besöka Konsthantverkshuset.

### Litteratur

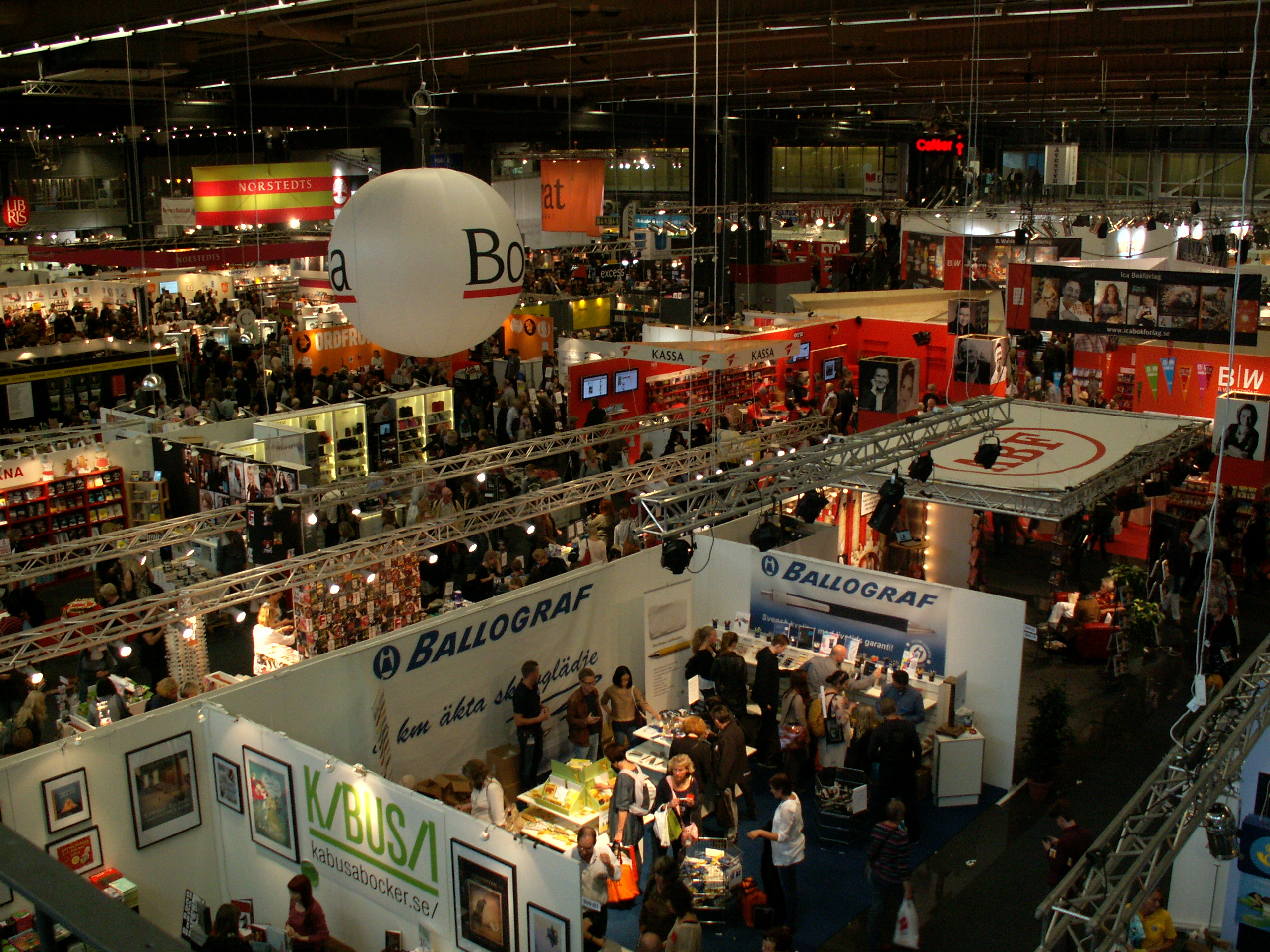
Bokmässan i Svenska Mässan.

### Museer
I Göteborg finns många museer att besöka. Vid korsvägen ligger Världskulturmuseet som bortsett från Moderna museet i Malmö är Sveriges enda statliga museum utanför Stockholm. Världskulturmuseet som i sina olika gallerier visar växlande, tematiska utställningar som speglar begreppet världskultur. Närmsta granne är Universeum, ett vetenskapscentrum och museum med allt från hajar och regnskog till spännande experiment. Andra välbesökta museer i Göteborg är Konstmuseet, Naturhistoriska museet, Röhsska Museet, Stadsmuseet, Göteborgs Maritima Centrum, och Sjöfartsmuseet.

### Teater och opera
Se även: Lista över teatrar och teatergrupper i Göteborg

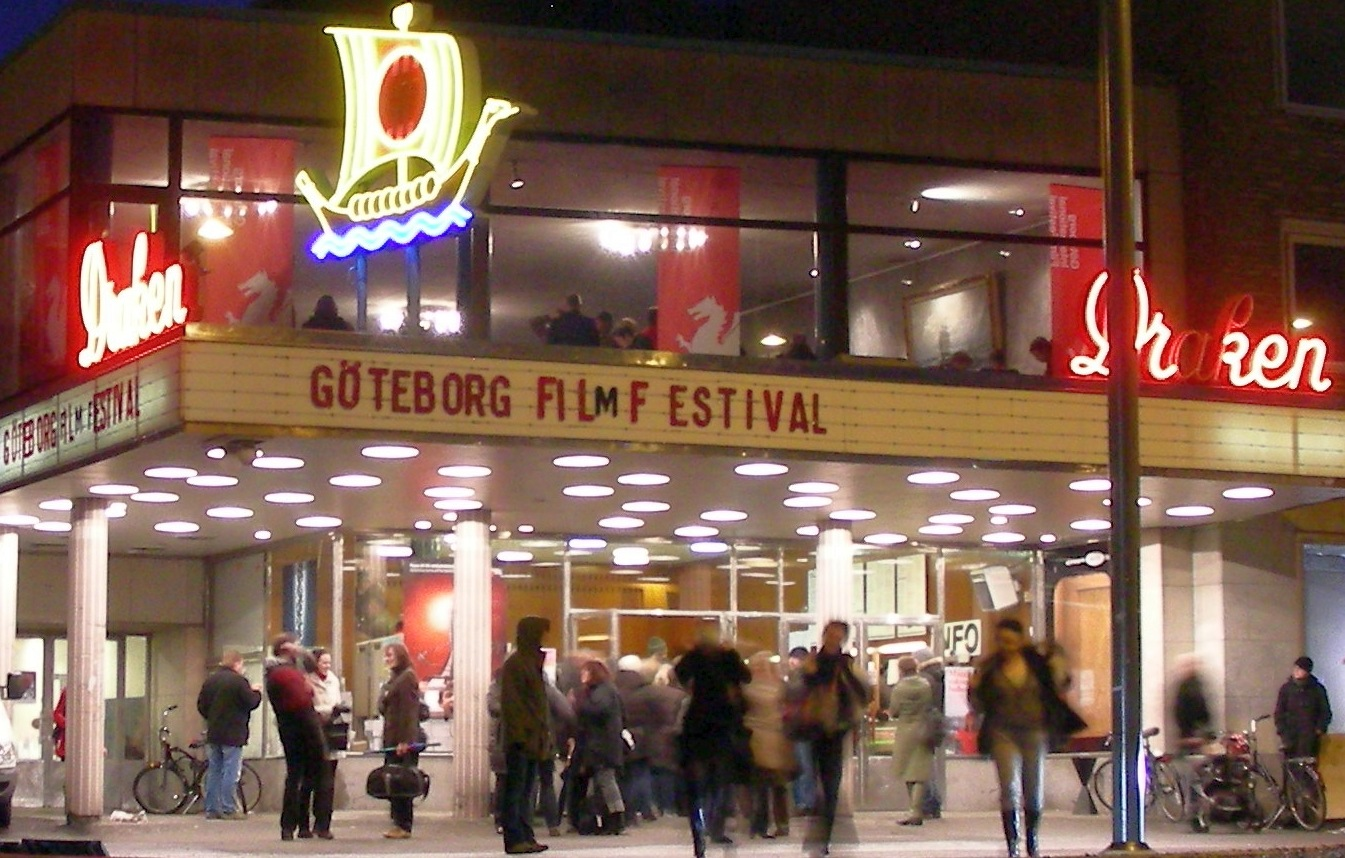
Biografen Draken under Göteborg International Film Festival.

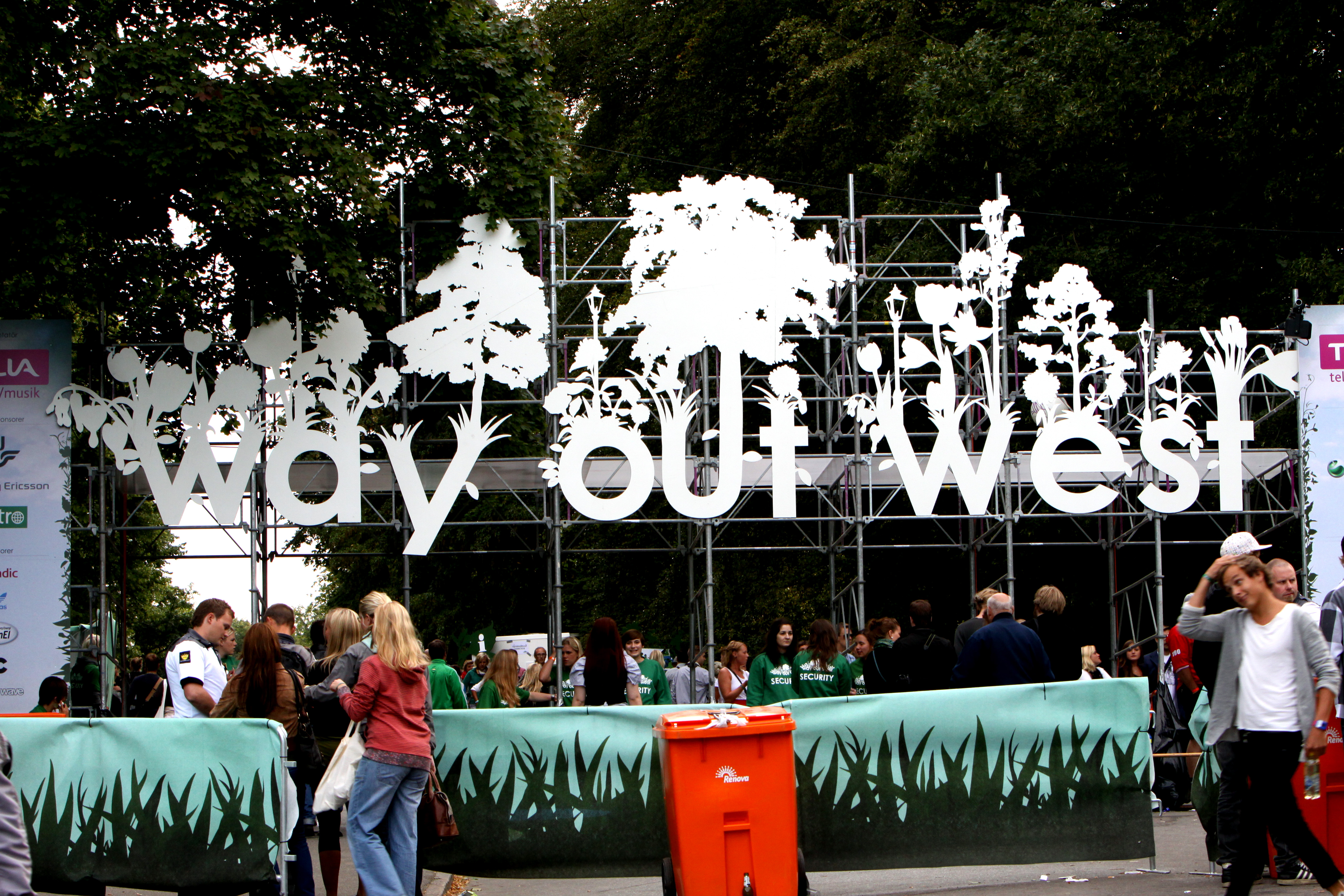
Ingången till festivalen Way Out West i Slottskogen.

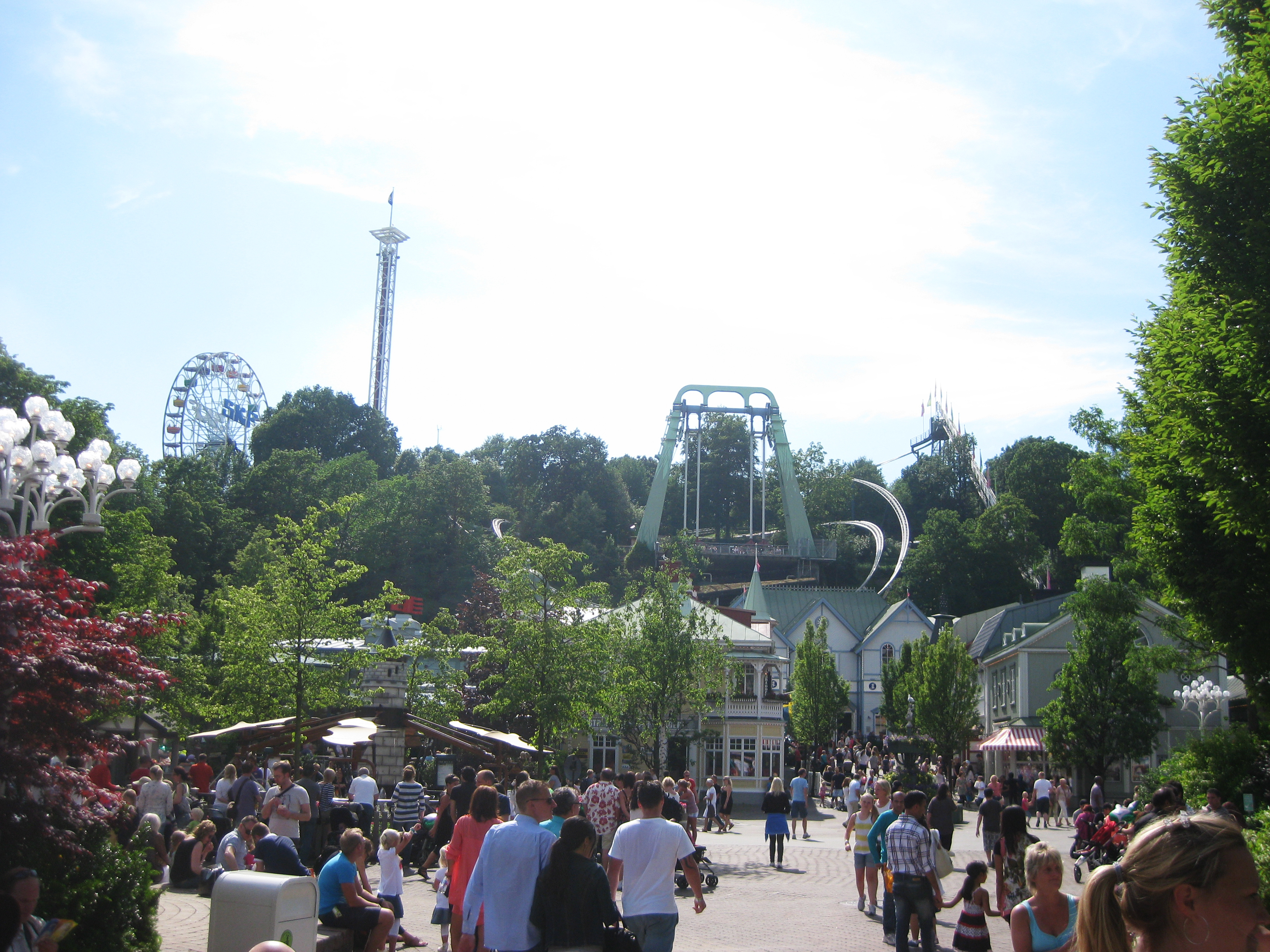
Liseberg.

De första teatersällskapen kom till Göteborg mot slutet av 1600-talet och spelade i exempelvis lador och magasin. Göteborgs första offentliga teater Comediehuset byggdes 1779. År 1816 byggdes den första Stora Teatern på Södra Hamngatan. År 1856 hade denna byggnad tjänat ut och man lät bygga Göteborgs Nya Theater, som på 1880-talet bytte namn till Stora Teatern, eller Storan som den numera kallas.
Stora Teatern används som gästspelsscen för scenkonst, där "nytt möter gammalt och det stora formatet möter det lilla." Andra viktiga teatrar i Göteborgs historia är exempelvis Lorensbergsteatern, Stadsteatern och Göteborgsoperan. Kring Järntorget finns de mindre teatrarna Folkteatern, Hagateatern och Masthuggsteatern, där fria teatergrupper håller till.
Sedan 1994 har Göteborgsoperans etablering inneburit ett uppsving för både staden och hela regionen Västra Götaland när det gäller opera, musikal, konsert och modern dans. Under ett år har Göteborgsoperan med sin annexscen i Skövde cirka 250 000 besökare. Inriktningen på barn och ungdom är därvid särskilt intressant. Egenfinansieringen är ovanligt hög – inte mindre än 27 procent.

### Musik
Under 1960-talet fick musikgruppen The Spotnicks från Göteborg stora framgångar, även internationellt. Andra uppmärksammade göteborgsband under denna tid var Tages och The Shakers. År 1966 öppnade pop- och rockklubben Cue Club, vilken fick en central roll i stadens dåtida musikliv. Under 1970-talet var Göteborg ett starkt fäste för proggrörelsen, som först var verksam i allaktivitetshuset Hagahuset och efter dess stängning, på Sprängkullen. Här fanns också huvudredaktionen för tidningen Musikens makt och skivbolaget Nacksving. Särskilt uppmärksammade band från Göteborg var Nationalteatern, Nynningen och Motvind.
Under punk- och postpunkvågen, under slutet av 1970-talet och början av 1980-talet, var föreningen Garageligan tongivande som skapade spelningar för mindre band och arrangerade Slottsskogsfestivalen under ett flertal år. Under indiepopen blev band som Easy och Broder Daniel nationellt kända. Senare har band som The Soundtrack of Our Lives och Håkan Hellström blivit något av göteborgska ikoner.
På 2000-talet finns det många aktiva musikscener i Göteborg. Göteborgs Konserthus är ett av den nordiska funktionalismens stora monument och berömt för sin fina akustik. Här finns Göteborgs Symfoniker som bildades 1905 och utsågs till Sveriges nationalorkester 1997. Orkestern ger årligen ett 90-tal konserter. På den klassiska nattklubben Nefertiti möts den nya experimentella musikscenen och jazzen som har haft Nefertiti som ett självklart centrum sedan 1978. Internationellt förknippas Göteborg även med musikstilen Melodisk death metal som växte fram i Skandinavien under 1990-talet, med viss koncentration i Göteborg. Band som brukar nämnas i sammanhanget är exempelvis At the Gates, Dark Tranquillity, och In Flames.
I Slottsskogen arrangeras sedan 2007 varje år musikfestivalen Way Out West som blivit en av Sveriges största festivaler.

### Sport

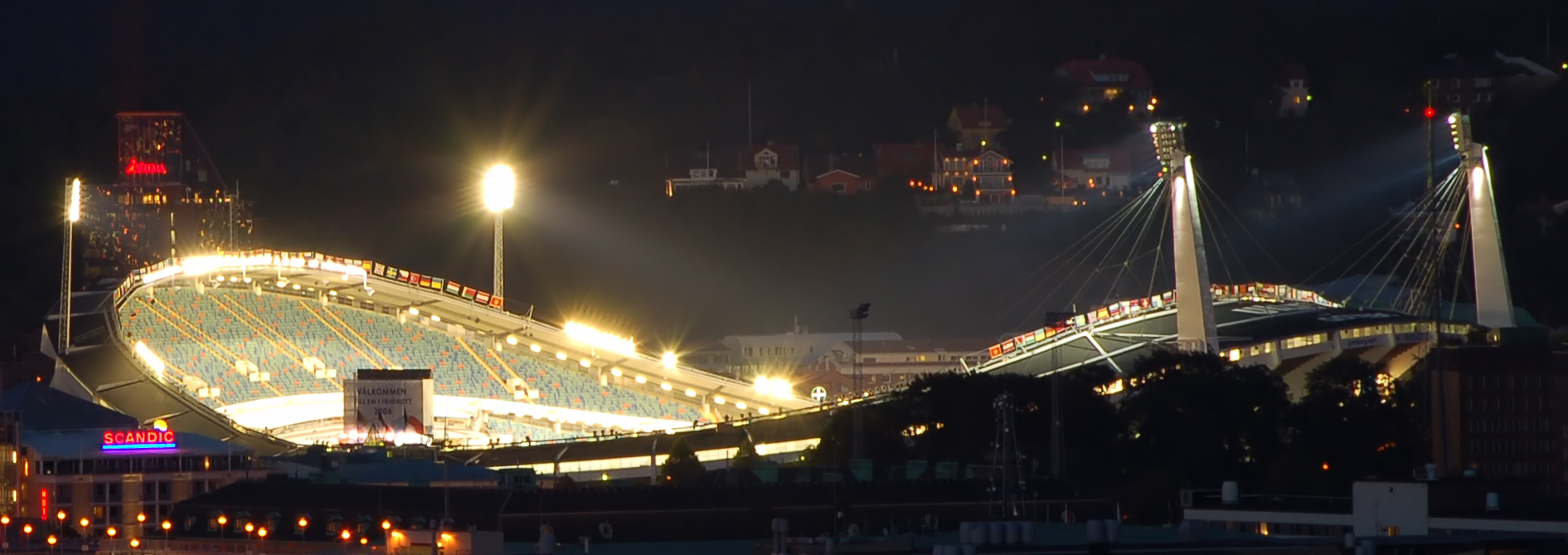
Ullevi år 2006.

Sport i Göteborg har genom åren till stor del förknippats med fotboll och allianslagen Gais, Örgryte IS och framförallt IFK Göteborg som har näst flest SM-guld i Sverige med sina 18 stycken. Allianslagens huvudarena är sedan 2009 Gamla Ullevi med en publikkapacitet på 19 000 åskådare. På senare år har även BK Häcken etablerats som elitförening i fotboll. Laget spelar sina hemmamatcher på Bravida Arena. Betydelsefulla lag i andra sporter är ishockeylaget Frölunda HC som spelar i Scandinavium och handbollslaget Redbergslids IK som spelar i Lisebergshallen. Ullevi är stadens största arena och används för större evenemang inom exempelvis fotboll, friidrott och speedway.
I Göteborg anordnas återkommande flera stora evenemang såsom Gothia Cup, världens största fotbollsturnering för ungdomar i åldrarna 11 till 19 år. Även inom handboll arrangerar staden en framstående turnering, i form av Partille Cup, världens största årliga turnering i handboll. Andra evenemang som återkommer årligen i Göteborg är Göteborg Horse Show, en internationell hästtävling som hålls i Scandinavium och Göteborgsvarvet, en halvmaraton som hålls varje år i maj. Inför varvet 2016 var över 64 000 löpare anmälda, vilket gör tävlingen till världens största i sitt slag. Göteborg Basketball Festival, Nordstadssvängen och Volvo Ocean Race är också återkommande tävlingar.
Göteborgs kommun utsågs till Sveriges bästa idrottsstad 2012, 2013 och 2016.

### Mat i Göteborg
Kafékultur
Under 1990-talet uppkom en kaféboom, med en stor tillväxt av antalet kaféer i centrala staden och år 2006 fanns det 193 kaféer i staden. Detta har inneburit en stor överkapacitet och medfört att Göteborg är Sveriges kafétätaste stad. Kaféerna är främst centrerade kring Vasagatan, Haga Nygata, Linnégatan och Inom Vallgraven.
Restauranger

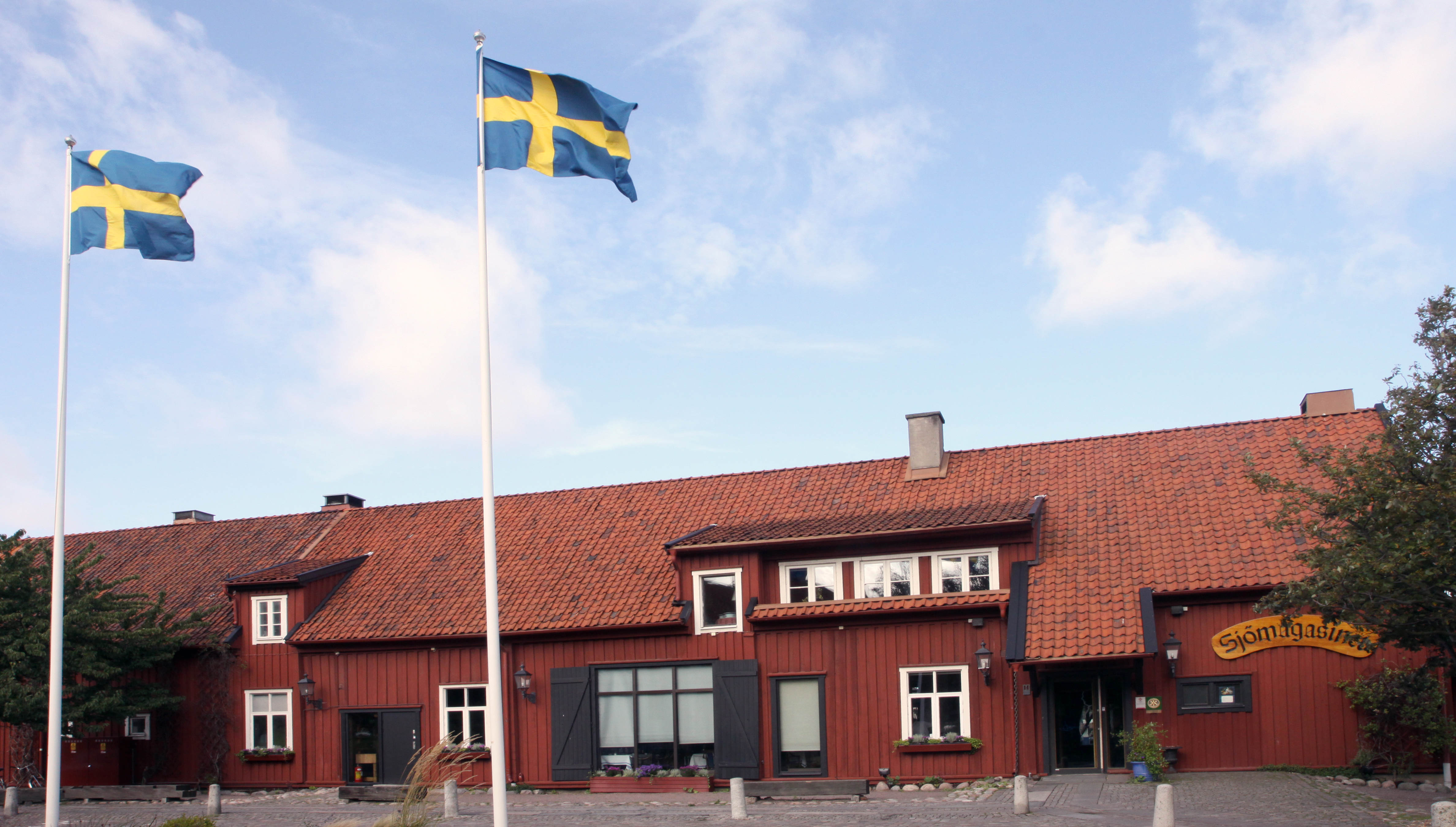
Restaurang Sjömagasinet vid Klippan.

Göteborg har gjort sig känt på den internationella restaurangscenen genom flera stjärnkrogar. 
Göteborg har sju restauranger med stjärna från Guide Michelin Rouge: Thörnströms Kök, Restaurang 28+, Sjömagasinet, Bhoga, SK Mat & Människor, Koka och Upper House. Inte mindre än sju kockar från Göteborg har utsetts till Årets kock de senaste tio åren. I Göteborg finns även gamla klassiska restauranger som Valand/Lilla London, Gamle Port, El toro bravo och Trädgårn. År 2006 räknade man med att det fanns 671 restauranger i staden..
Göteborgska specialiteter
Den göteborgska matkulturen är specialiserad på mat från havets skafferi, och det kulinariska erbjudandet består bland annat av hummer, ostron, havskräftor, räkor, musslor, krabbor, torsk, makrill och sill i världsklass.
En riktig göteborgsk specialitet är ätandet av Gustav Adolfsbakelse på Gustav Adolfsdagen den 6 november, vilket är vanligt i och omkring Göteborg.
En Halv- respektive Hel Special är en för Göteborg och Västra Sverige lokal snabbmatsrätt som finns hos de flesta gatukök. En Halv Special är ett korvbröd med en kokt eller grillad korv i. Ovanpå detta läggs sedan potatismos som därefter garneras med lämpligt tillbehör, vanligen ketchup i valfri mängd eller bostongurka, rostad lök, gurkmajonnäs, räk- eller västkustsallad. En Hel Special innebär två korvar i korvbrödet, för övrigt samma som en Halv dito. Anrättningen avnjuts lämpligen med en kall Pucko för att bli klassisk.
"Varm korf" för 10 öre per styck, började säljas för första gången i Göteborg vid Kopparmärra den 10 februari 1905.

### Övriga etablissemang och evenemang

#### Liseberg

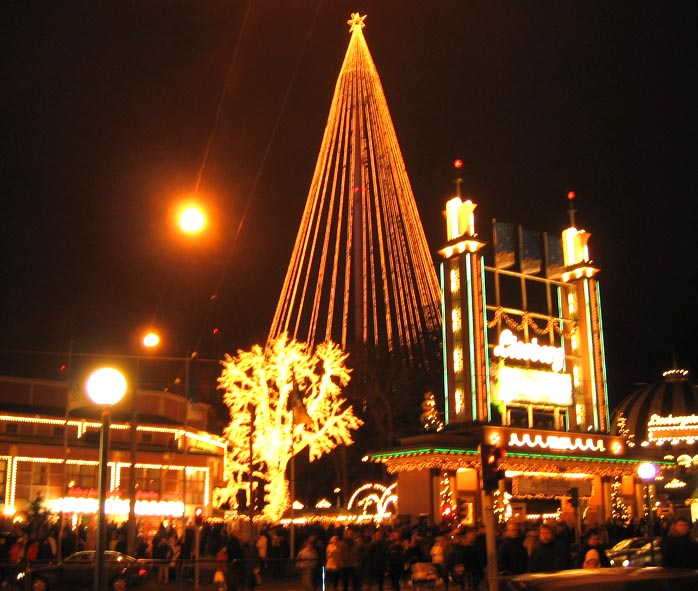
Jul på Liseberg

Liseberg är Nordens största nöjespark, belägen i vid Korsvägen i Göteborg. Parken drivs som ett aktiebolag och är helägt av Göteborgs kommun. Den invigdes inför Jubileumsutställningen i Göteborg 8 maj 1923. Sommarsäsongen sträcker sig från slutet av april till mitten av oktober och Jul på Liseberg är öppet från mitten av november fram till jul. Liseberg är Sveriges största turistmål och har 3 miljoner besökare årligen.

#### Evenemang
Göteborg har under 1990-talet satsat på att öka antalet besökare till Göteborg genom att bli en så kallad evenemangsstad. De stora evenemangen ordnas av kommun och näringsliv tillsammans genom samarbetsorganisationen Göteborg & Co. Några nyligen gjorda satsningar är: Göteborg som julstad (med bland annat Jul på Liseberg) och Göteborg som hamn för de stora kryssningsfartygen. I Svenska Mässan anordnas många stora mässor, konvent och konferenser. Kommunen eftersträvar även att ordna många stora idrottsevenemang. En satsning som haft stor utdelning var när VM i friidrott anordnades 1995. I samband med detta började man även på allvar med den stora folkliga festen Göteborgskalaset. På egen hand har de stora årliga, internationella ungdomscuperna vuxit upp och blivit något av ett kännemärke för Göteborg.

### Arkitektur och byggnadsverk

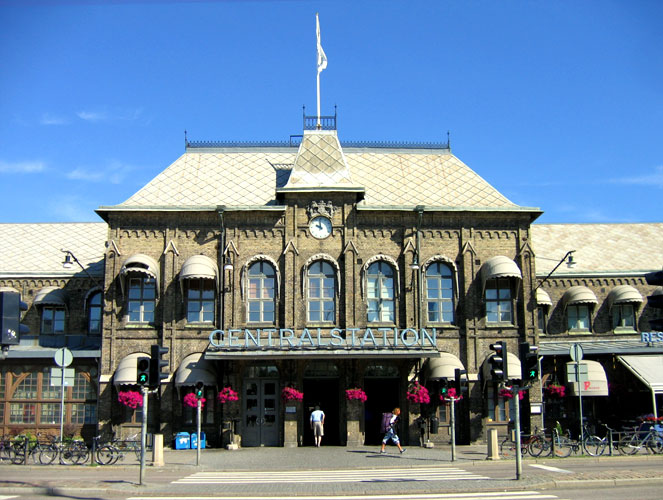
Göteborgs Centralstation.

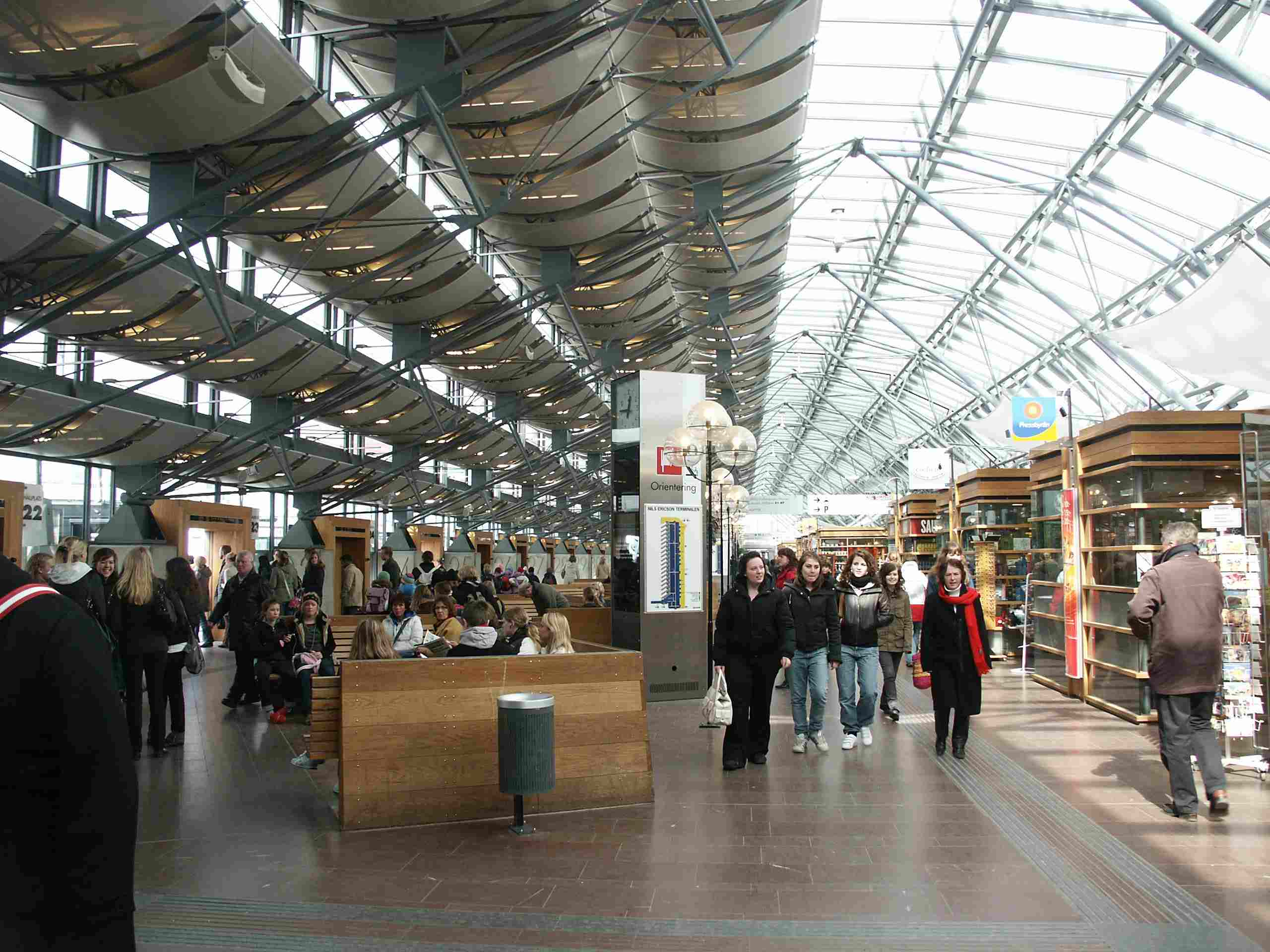
Nils Ericson-terminalen.

I Göteborg finns i stort en relativt ung bebyggelse. Bränder har ödelagt Göteborgs byggnader i olika omgångar, och av stadens första byggnader finns i dag bara Kronhuset och Residenset kvar. Efter den sista stora branden byggdes bara stenhus inom Vallgraven, och de kvarter som uppfördes var av måttlig höjd, vilket fortfarande avspeglar sig i Göteborgs stadskärna. En annan effekt av dessa bränder och de lagar som omgärdat byggandet i Göteborg är de i dag så typiska landshövdingehusen som främst finns i de västra delarna av Göteborg, Bagaregården, Gamlestaden, på Lindholmen och i Lundby på Hisingen.
Under 1960- och 1970-talet genomfördes ett stort rivningsprojekt och nybyggnationsprojekt i Göteborg som stadens politiker kallade "Europas största saneringsprojekt". Detta gjorde att stadsdelar som Masthugget, Landala, Annedal och Haga helt ändrade karaktär. I samband med Västlänken och andra infrastruktursatsningar efter millennieskiftet sker en ny omdaning av stora delar av centrala Göteborg, där stadsdelar som Lindholmen, Masthuggskajen, Gårda och området vid Centralstationen får helt nya höghusområden av i det närmaste skyskrapekaraktär. Här finns bland annat Karlatornet, Kineum, Citygate och Clarion Hotel Draken, alla betydligt över 100 meter höga.

#### Karakteristiska byggnader
Centralstationen ligger i hjärtat av Göteborg, bredvid Nordstan och Drottningtorget. Byggnaden har byggts om ett antal gånger sedan invigningen den 4 oktober 1858. I den ursprungliga stationen, ritad av arkitekten Adolf Wilhelm Edelsvärd, fanns en banhall som tågen stannade i. På 1920-talet byggdes den om till en vänthall. Tidigare fanns det även ett lokstall vid stationen, detta är numera borta och lokstationen ligger istället i Sävenäs. I samband med ombyggnaden 2003 uppfördes Centralhuset. Dessa två tillsammans med Nils Ericsonterminalen kallas detta Resecentrum Göteborg.

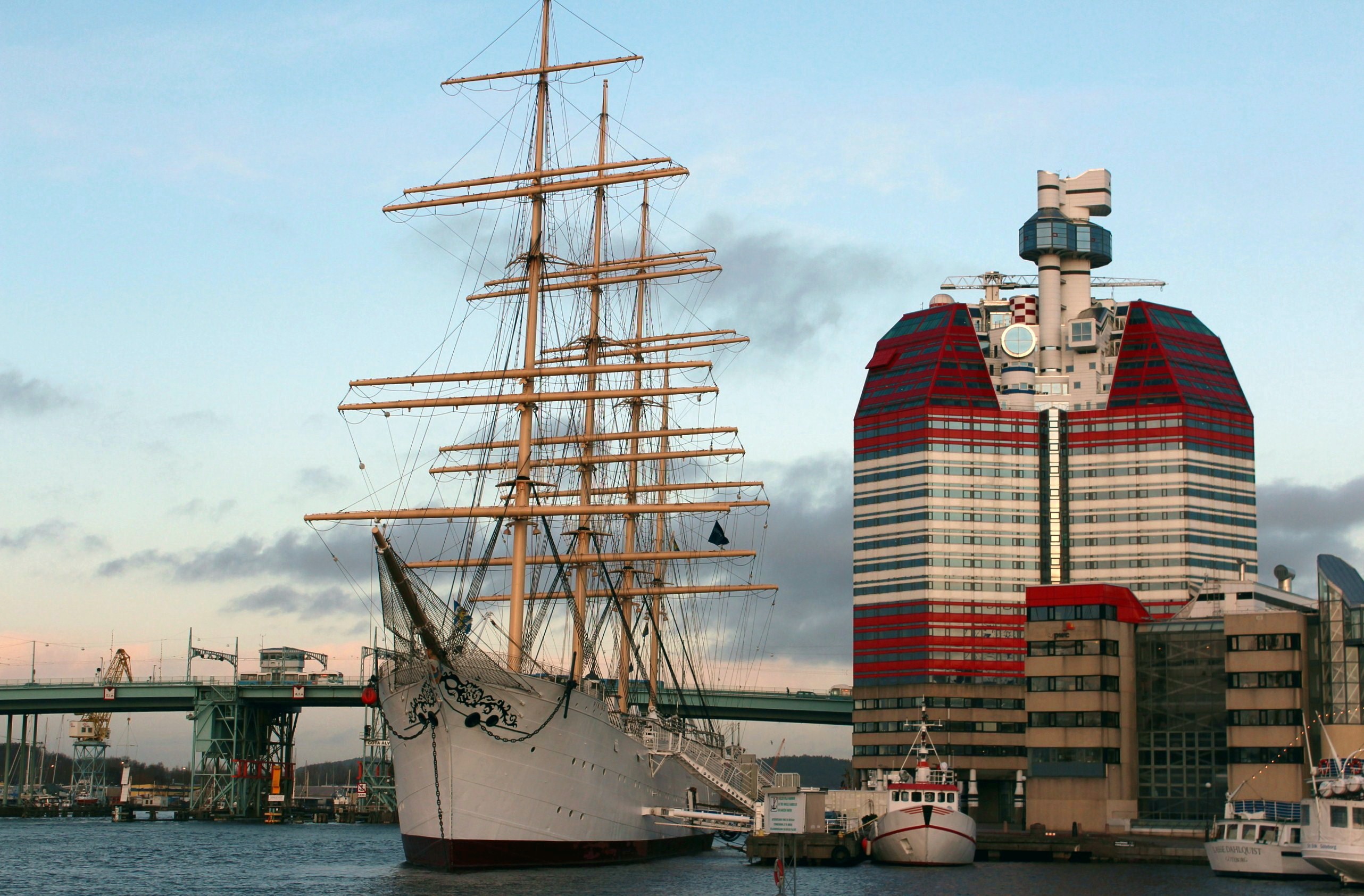
Barken Viking och byggnaden Lilla Bommen.

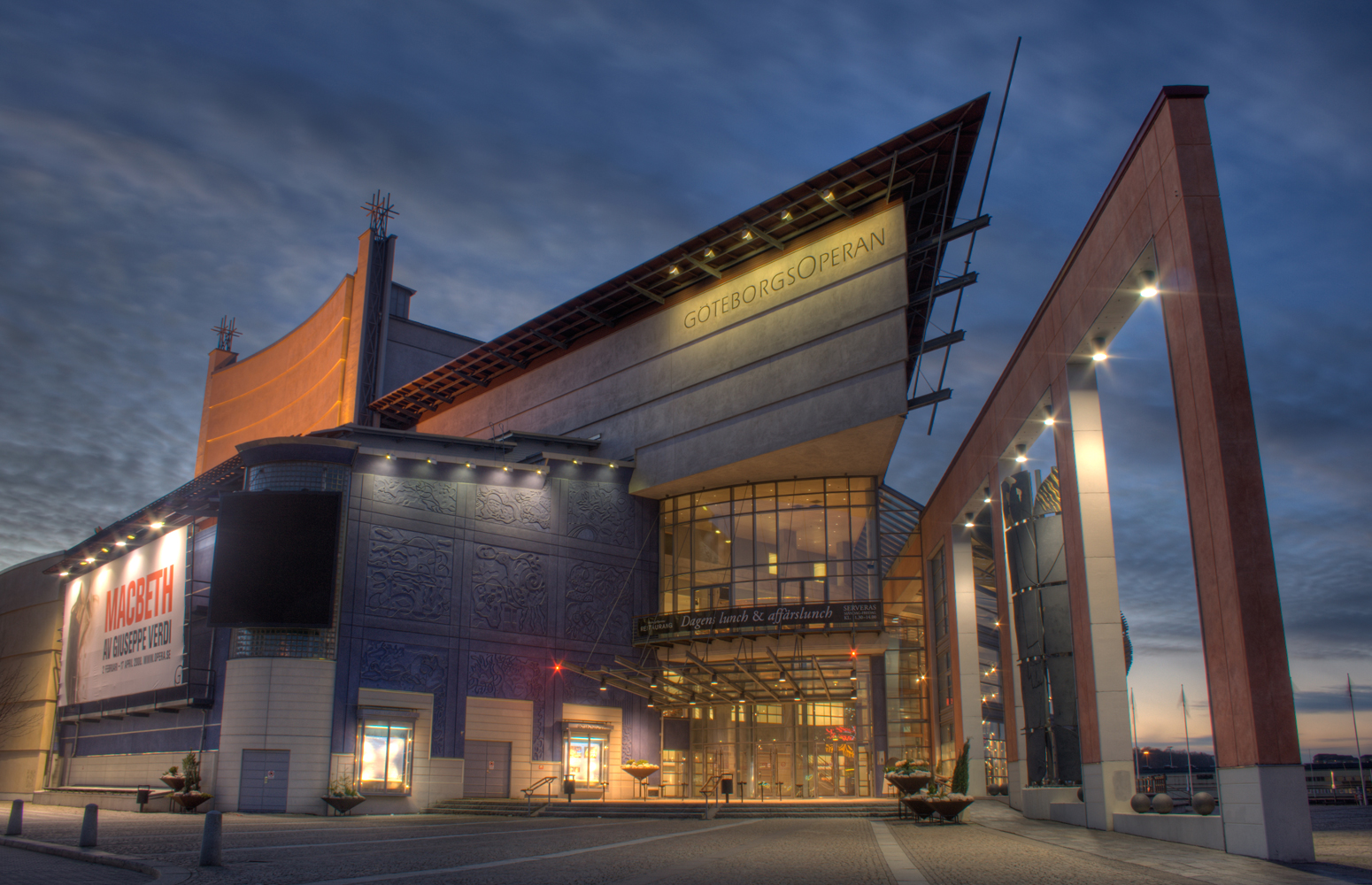
Göteborgsoperan.

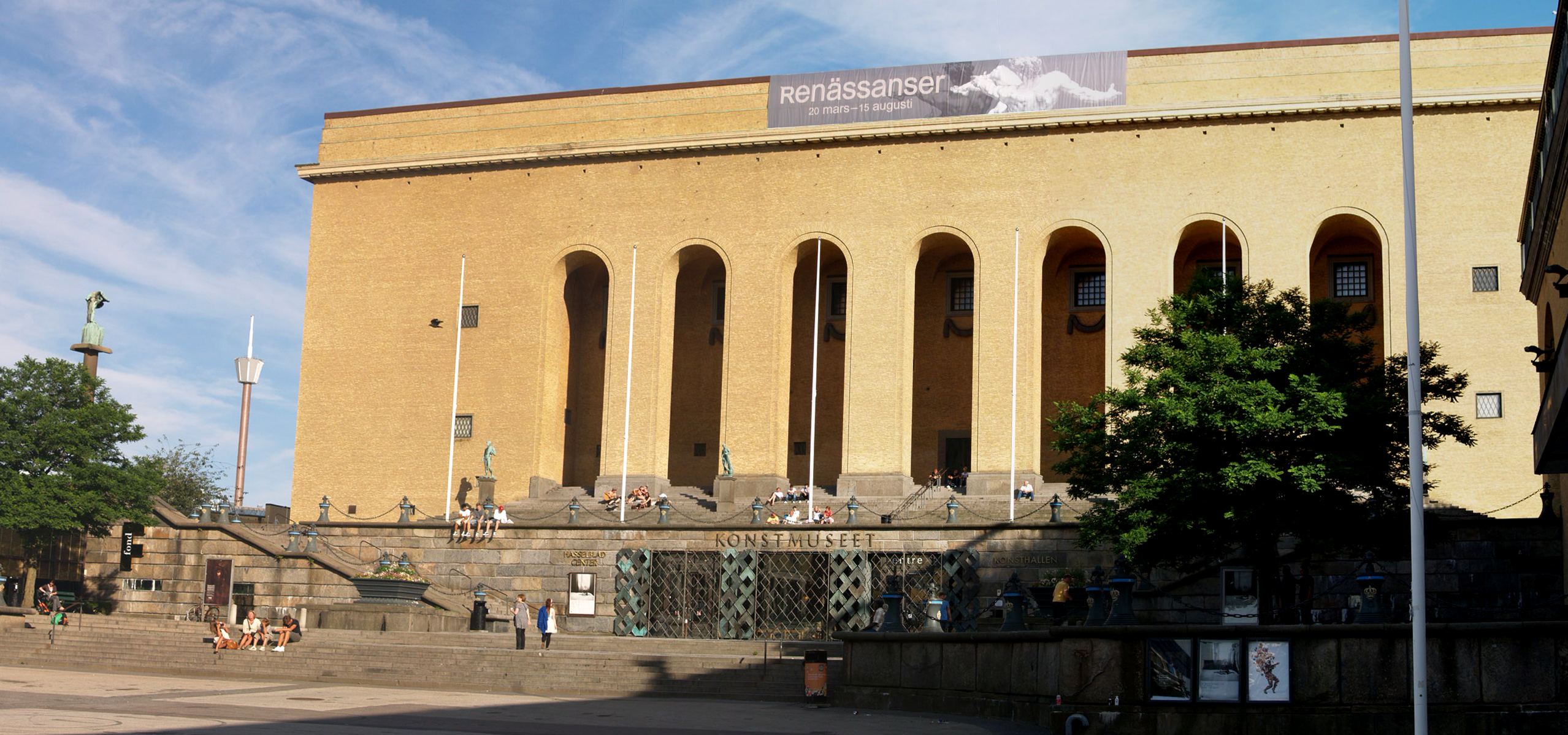
Göteborgs Konstmuseum.

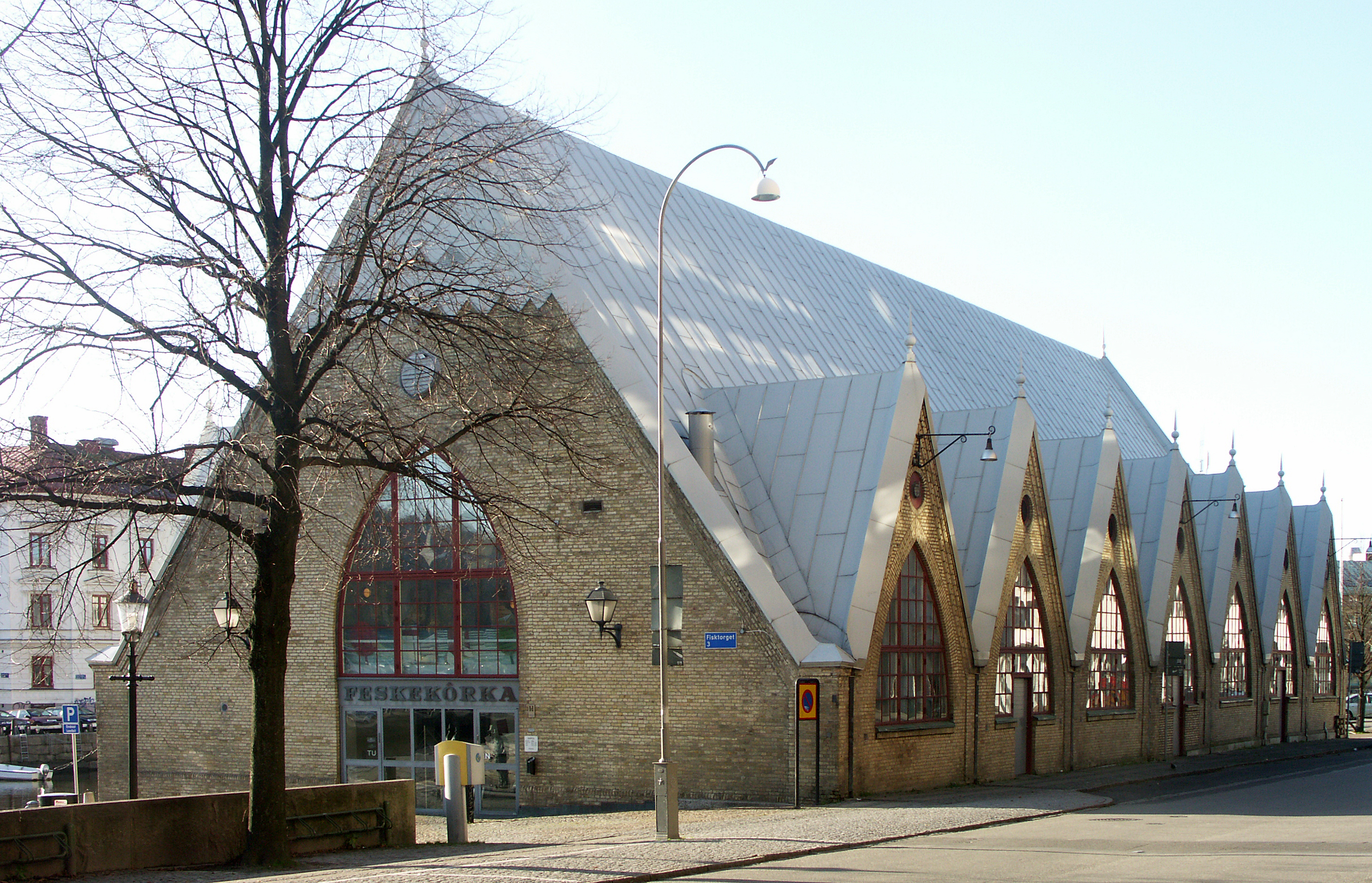
Feskekörka.

Inte långtifrån Centralen, vid Lilla Bommen ligger Skanskaskrapan eller i folkmun kallad läppstiftet. Huset är en 22 våningar (86 meter) högt och röd- och vitrandig skyskrapa vid Göta älv. Det officiella namnet är egentligen Lilla Bommen. Huset ritades av Ralph Erskine och byggdes av Skanska under ledning av Gösta Backmark. Den invigdes officiellt 1989 och innehöll då Skanskas huvudkontor i Göteborg. Tillsammans med fartyget Barken Viking som ligger permanent förtöjd vid kajen har Läppstiftet blivit ett kännetecken för Göteborg.

Sydväst om Lilla Bommen vid Göta älvs strand ligger Göteborgsoperan. Byggnaden invigdes i oktober 1994. Arkitekten Jan Izikowitz inspirerades av landskapet och beskrev sin vision som 
| ” | Någonting som får ens sinne att sväva över det snirklande landskapet som vingarna på en fiskmås. Dess form ska vara inspirerat av dess placering det imponerande med svårfångade landskapet med sina ljus och öppenhet, till hamnens konkreta tekniska konstruktioner; broarna elegant svävande över vattnet; den uppenbara inramningen av hamnkranarna, styrkan, mjukheten och elegansen av ett skepps fartygskropp, fiskmåsarnas vingar och det felfria strömlinjeformade skepnaden av ett segel. | „ |

Längst upp på Avenyn ligger Göteborgs konstmuseum och Göteborgs Konsthall bakom den karaktäristiska skulpturen Poseidon ritad av Carl Milles. Byggnaderna ritades av arkitekterna Arvid Bjerke och Sigfrid Ericson och uppfördes 1919–1923 inför 300-årsfirandet av staden. Under 1960- och 1990-talet har museet fått modernare tillbyggnader. Intill Konsthallen och Konstmuseet står Göteborgs Konserthus som är en byggnad som stod färdig 1935. I maj år 1916 hade Caroline Wijk donerat 700 000 kronor till ett nytt konserthus i Göteborg. Donationen gjordes till minne av hennes son Olof Olofson Wijk som gick bort 1896 i Uppsala, vid 22 års ålder. Stadsfullmäktige beslutade den 15 juni 1916 att tacksamt mottaga donationen, och att uppföra ett konserthuset med "enkel och flärdfri karaktär". 1931 utlyste man en arkitekttävling och uppdraget att rita konserthuset gick till Nils Einar Eriksson som skolats i funktionalismen men han valde att ge konserthusets yttre en mer traditionell, nyklassicistisk, fasad för att bättre smälta in bland de andra monumentala husen på Götaplatsen. Interiört är huset rikt dekorerat med konstverk och mycket välbevarat och själva konsertsalen med plats för 1 247 personer är klädd med faner av sykomorlönn som ger ett varmt intryck.
Feskekörka, ursprungligen Fiskhallen, är en fisk- och skaldjursmarknad vid Rosenlundskanalen i centrala Göteborg, och är byggd på numera utfylld befästningsmark. Feskekörkan invigdes den 1 november 1874 och det göteborgska namnet har den fått för sitt utseendes skull som mycket riktigt liknar en kyrka. Byggnaden är starkt förknippad med Göteborg.
"Nya" Pedagogen är ett byggnadskomplex i vilken verksamheten vid den utbildningsvetenskapliga fakulteten vid Göteborgs universitet huvudsakligen är placerad. De nuvarande byggnaderna är belägna i centrala Göteborg. Från mitten av 1970-talet till och med våren 2006 var Pedagogen placerad i Mölndal. Det nuvarande byggnadskomplexet omfattar tre byggnader. Sociala Huset som uppfördes under åren 1849–1855 som Allmänna och Sahlgrenska Sjukhuset i Göteborg. Tomten låg då i utkanten av Göteborg, på de frilagda området vid Vallgraven som tidigare upptagits av befästningsverken. Sociala Huset är byggt på det högverk som stod i mitten av bastionen Carolus Dux vid Grönsakstorget. Gegerfeltska villan som ritades av Göteborgs stadsarkitekt 1872–1896, Victor von Gegerfelt. Byggnaden uppfördes 1874–1875. Det tredje huset är Gamla Latin som uppfördes 1862 på Hvitfeldtsplatsen och ritades av Hans Jacob Strömberg. Byggnaden var Göteborgs första läroverk.

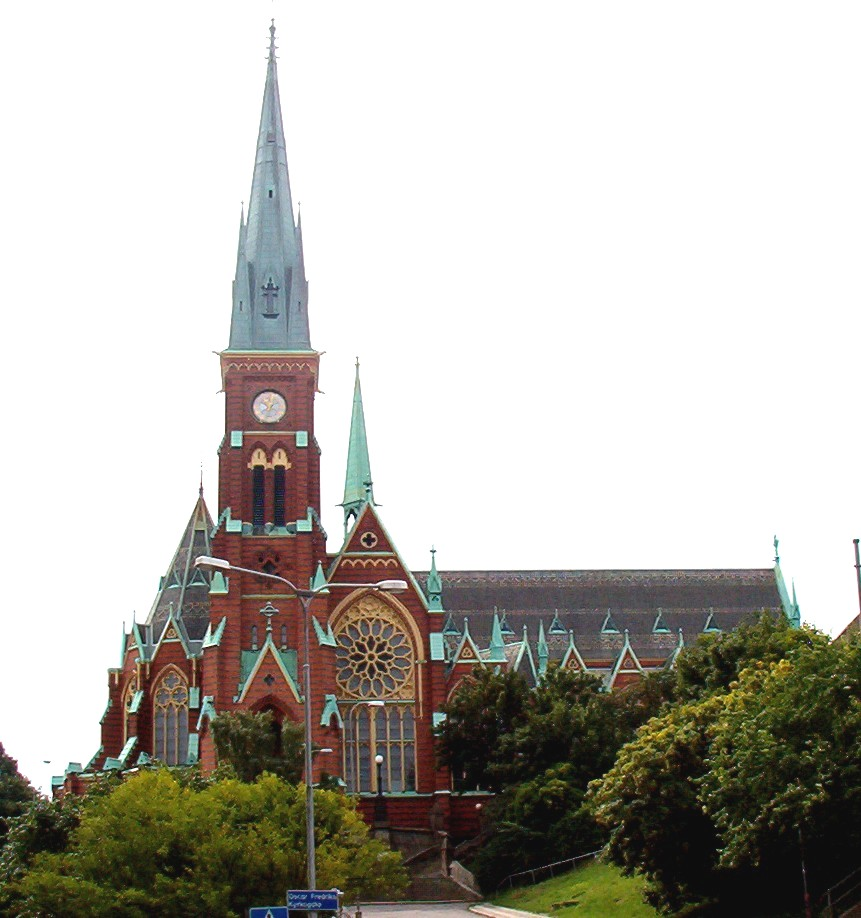
Oscar Fredriks kyrka.

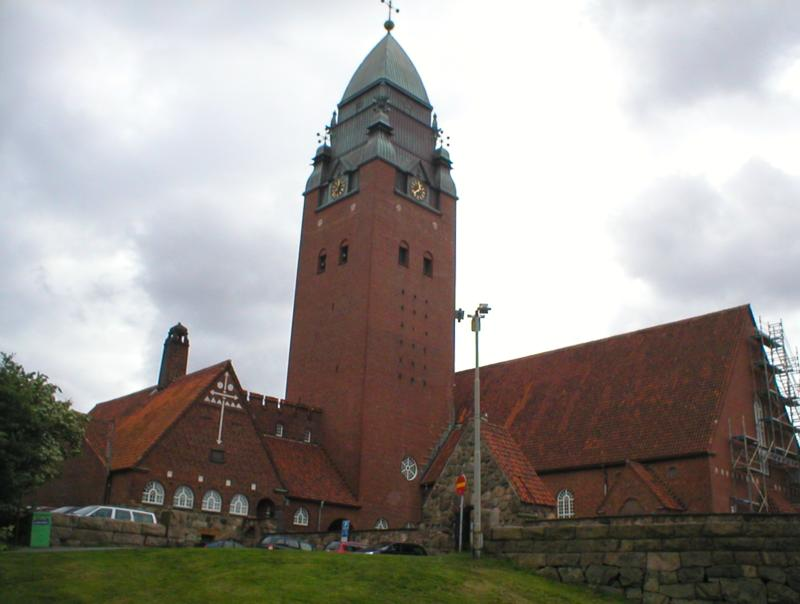
Masthuggskyrkan.

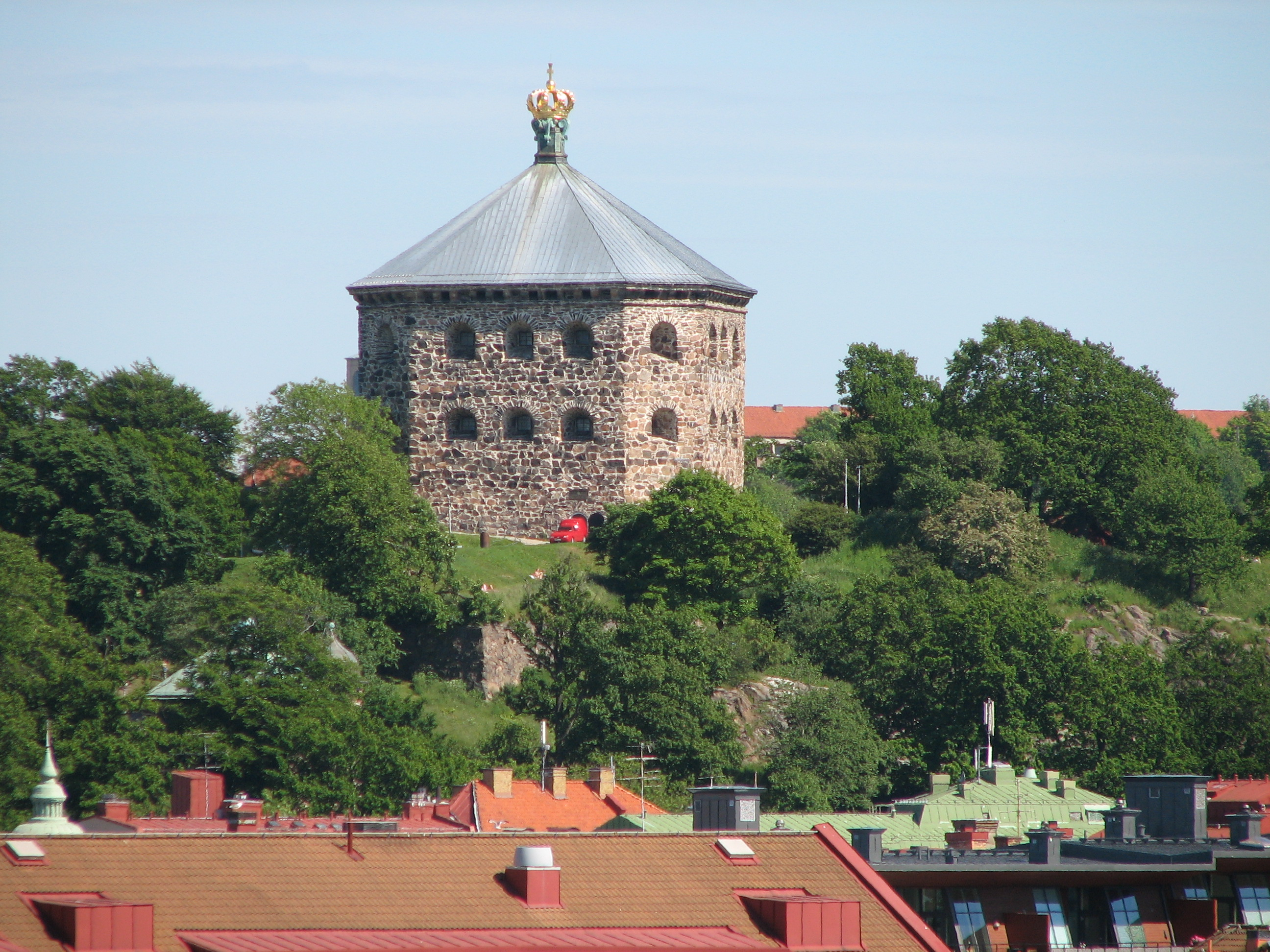
Skansen Kronan.

Oscar Fredriks kyrka är Göteborgs högsta kyrkobyggnad med en höjd på cirka 70 meter. Den invigdes 1893 och ritades av Helgo Zetterwall. Den är ett praktexempel på nordeuropeisk tegelgotik (nygotik) byggd i rött tegel. Det är en stor kyrka, som ursprungligen hade 1 685 sittplatser. Kyrkan har sedan dess restaurerats fyra gånger: 1915, 1940, 1974 och 2020.
En annan karakteristisk kyrka i Göteborg är Masthuggskyrkan som är belägen på Masthuggsberget. Toppen når 110 meter över havet och den syns från stora delar av Göteborg. Kyrkan ritades av Sigfrid Ericson i nationalromantisk stil, och byggmästare var Ivar Burman. År 1910 fastställdes ritningarna till kyrkan, byggstart var 1911 och invigningen skedde den 11 oktober 1914 av biskopen Edvard Herman Rodhe. Men redan den 2 augusti hade kyrkan fått träda i tjänst, när dess klockor, liksom stadens övriga kyrkklockor, klämtade för den allmänna mobiliseringen.
Göteborgs rådhus är beläget vid Stora Hamnkanalen och Gustaf Adolfs torg. Det stod klart 1672 och är ritat av Nicodemus Tessin d.ä. Huset uppfördes i nederländskt tegel. Här satt tidigare stadsstyrelsen för Göteborg men idag finns här delar av Göteborgs tingsrätt. Omfattande ombyggnader skedde 1814–1817, bland annat genom att det gamla huset byggdes in i ett skal av tegel, så att murarna skulle kunna bära en tredje våning. Fasaden mot torget fick dessutom ett mäktigt mittparti med kolonner, balkong och breda entrétrappor. Huset ansågs med tiden för litet och efter 27 års utredningar, utlystes 1912 en tävling där första priset gick till professorn och arkitekten Gunnar Asplunds förslag "Andante". Efter ytterligare diskussioner och tveksamheter, invigdes den funktionalistiska tillbyggnaden på hösten 1936. Den kallas ibland för Asplundska tillbyggnaden och präglas invändigt av den ljusa rådhushallen med sin glasvägg mot rådhusgården.
Sveahuset byggdes 1888–1890 av F O Peterson & Söner efter ritningar av Adolf Emil Melander som huvudkontor åt Brand- & Lifförsäkringsbolaget Svea. Försäkringsbolaget köpte tomten 1867 och använde den befintliga byggnaden som kontor, men på grund av platsbrist utlystes den arkitekttävling som vanns av Adolf Emil Melander med bidraget "Hör oss Svea". Bidraget karaktäriserades av en staty av Moder Svea flankerad av två lejon placerad på taket ovanför huvudentrén. Statyn av Moder Svea användes även på andra av företags byggnader och kan bland annat ses på fastigheten Karl Johans gate 6 i Oslo. Numera huserar hotellet Elite Plaza Hotel i huset.
Skansen Westgötha Leijon, i dagligt tal Skansen Lejonet eller äldsta benämning Gullberg Skantz, ligger på Gullberget vid Gullbergsvass. Den är en av två gamla försvarsskansar som uppfördes i slutet av 1600-talet av Erik Dahlbergh, den andra är Skansen Kronan som grundlades två veckor före "Lejonet". I Erik Dahlberghs bokverk Suecia antiqua et hodierna från 1690–1710 finns en gravyr av Göteborg, där man ser den nyuppförda skansen i förgrunden. På denna gravyr kallas Skansen Lejonet för Leo Gothicus. Skansen Kronan är en försvarsanläggning på Risåsberget, Ryssåsen och tidigt även Utterberget, i stadsdelen Haga. Skansen byggdes 1687–1689 under ledning av Olof Örnehufvud och kapten Carl Magnus Stuart, samt efter ritningar av Erik Dahlbergh.
Åren 1639–1641 anlades en förskansning med jordvallar på platsen, Ryssåsens skans eller Juteskrämman, och på 1650-talet tillkom också en del murverk, samt ett batteri som lades på bergets högsta topp. Det var Johan Wärnschiöld som några år före sin död hade hand om detta arbete. Men skansen förföll och ersattes av den nuvarande vars grundsten lades den 9 juni 1687 sedan ritningarna godkänts av kung Karl XI.

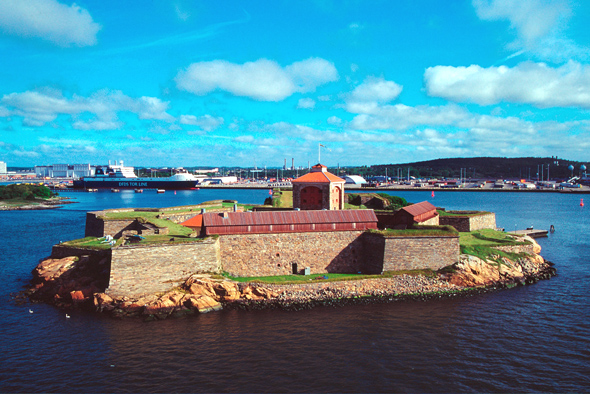
Nya Älvsborgs fästning.

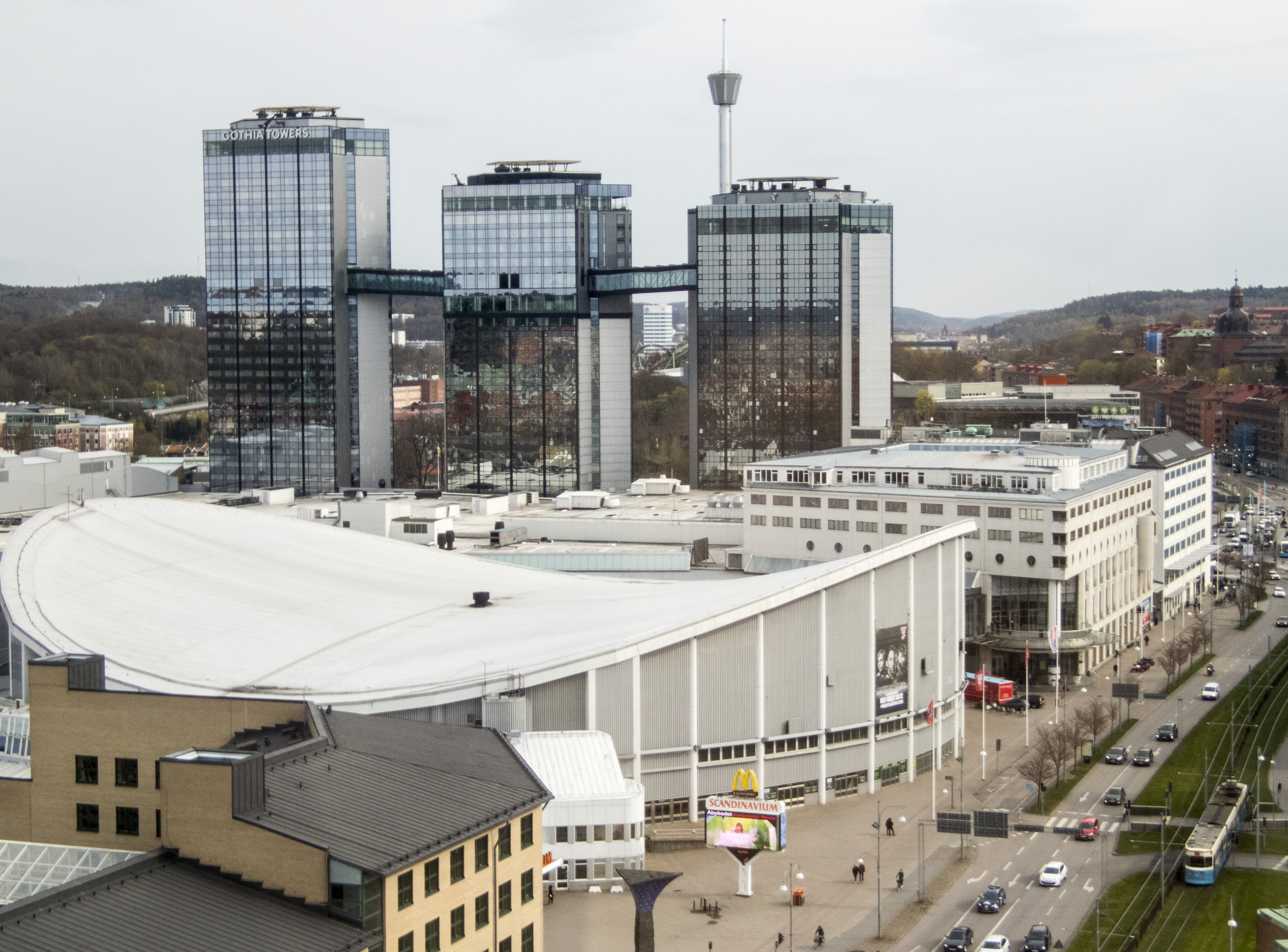
Hotell Gothia Towers med Scandinavium i förgrunden och Lisebergstornet i bakgrunden.

Älvsborg, Älvsborgs fästning eller Älvsborgs slott, var från 1300-talet till 1600-talet en betydelsefull befästningsanläggning vid Göta älvs utlopp. Fästet låg på den södra sidan av älven, strax väster om det senare byggda Göteborg på den plats där Klippan (som är en del av primärområdet Kungsladugård) ligger idag. Numera är det en ruin och de ännu synliga lämningarna härrör från renässansslottet. Alla lämningar efter den medeltida borgen är försvunna. Den första borgen i Älvsborg, byggdes före 1366, då ett "hus" (medeltida beteckning på borg) omnämns i den så kallade Ålholmstraktaten. Borgen, byggd i trä, var tillsammans med dess slottslän då förlänat som pantlän av kung Håkan Magnusson. Han löste lånet och återfick Älvsborg senast 1370. Drottning Margareta pantsatte dock borgen ånyo år 1377. För att försvara Göteborg byggdes 1645 ett provisoriskt batteri på en holme vid hamninloppet. Året därefter påbörjade Johan Wärnschiöldh att formge en permanent befästning med en främre och större oregelbunden skans och ett bakre fyrhörnigt avskiljt (detacherat) verk. Detta började byggas 1647 men 1651 hade han utarbetat ett nytt förslag som efter omarbetning innebar en främre bastionerad femhörning med bakomliggande hornverk, Nya Älvsborg. Vid krigsutbrottet 1657 sattes den ofullbordade befästningen i provisoriskt försvarsstånd. Efter krigets slut fortsattes fästningsarbetet, men först i slutet av 1670-talet fullbordades den egentliga fästningen. 1661, då Älvsborg raserades, erhöll befästningen namnet Nya Älvsborg. 1686 uppfördes ett starkt torn. Under 1690-talet fick Nya Älvsborg emellertid förfalla, fram tills 1697 då de avbrutna arbetena på hornverket återupptogs. 1701 var Nya Älvsborg "i tämlig defension".
Vid Korsvägen ligger Gothia Towers och Universeum. Intill ligger Världskulturmuseet. Arkitekterna Cécile Brisac och Edgar Gonzalez kallade sitt bidrag i arkitekttävlingen för Ice Cube. Detta beroende på att de minimalistiska formerna sades efterlikna de naturliga variationerna hos en iskub. Världskulturmuseets ingång ligger på den norra delen av byggnaden.
Strax sydost om Göteborgsoperan låg fram till 2012 ett 60 meter högt pariserhjul, uppfört 2010. Hjulet flyttades till Liseberg, för att ersätta ett äldre hjul.

#### Byggnadsminnen
Det finns ett 80-tal profana byggnadsminnen i Göteborgs stad – från Bäckebols gård i Backa på östra Hisingen (1964) till Feskekörka inom Vallgraven (2013), Broströmska stiftelsen i Kungsladugård (2017) och Gamla begravningsplatsen vid Svingeln i Gullbergsvass (2019). Ett annat av dessa byggnadsminnen är Ahlbergska huset inom Vallgraven, tidigare Sjöräddningssällskapets hus, vid Skräddaregatan 1–3 på Otterhällan och byggnadsminne sedan 1982.
Av dessa är tio statliga byggnadsminnen belägna i Göteborgs kommun. Många av försvarsverken är värda att bevara för framtiden – exempelvis Nya Älvsborgs fästning, Skansen Lejonet och Skansen Kronan. I Göteborgs stad ligger även Länsresidenset och Stora Känsö. Dessa fem byggnaderna blev minnesmärken redan den 25 januari 1935. Senare tids byggnadsminnen är Vinga fyrplats (1978), Huvudbyggnaden för Göteborgs universitet (1993), Landstathuset (1993) och fyra av husen i Lorensbergs villastad (1994) samt Oscar II:s fort inom Älvsborgs fästning (2018).
Staden har även 68 kyrkliga kulturminnen, som är särskilt skyddsvärda, exempelvis: Christinae kyrka (Tyska kyrkan), Gustavi kyrka (Göteborgs domkyrka), Masthuggskyrkan och Örgryte gamla kyrka.

#### Göteborgs högsta byggnader

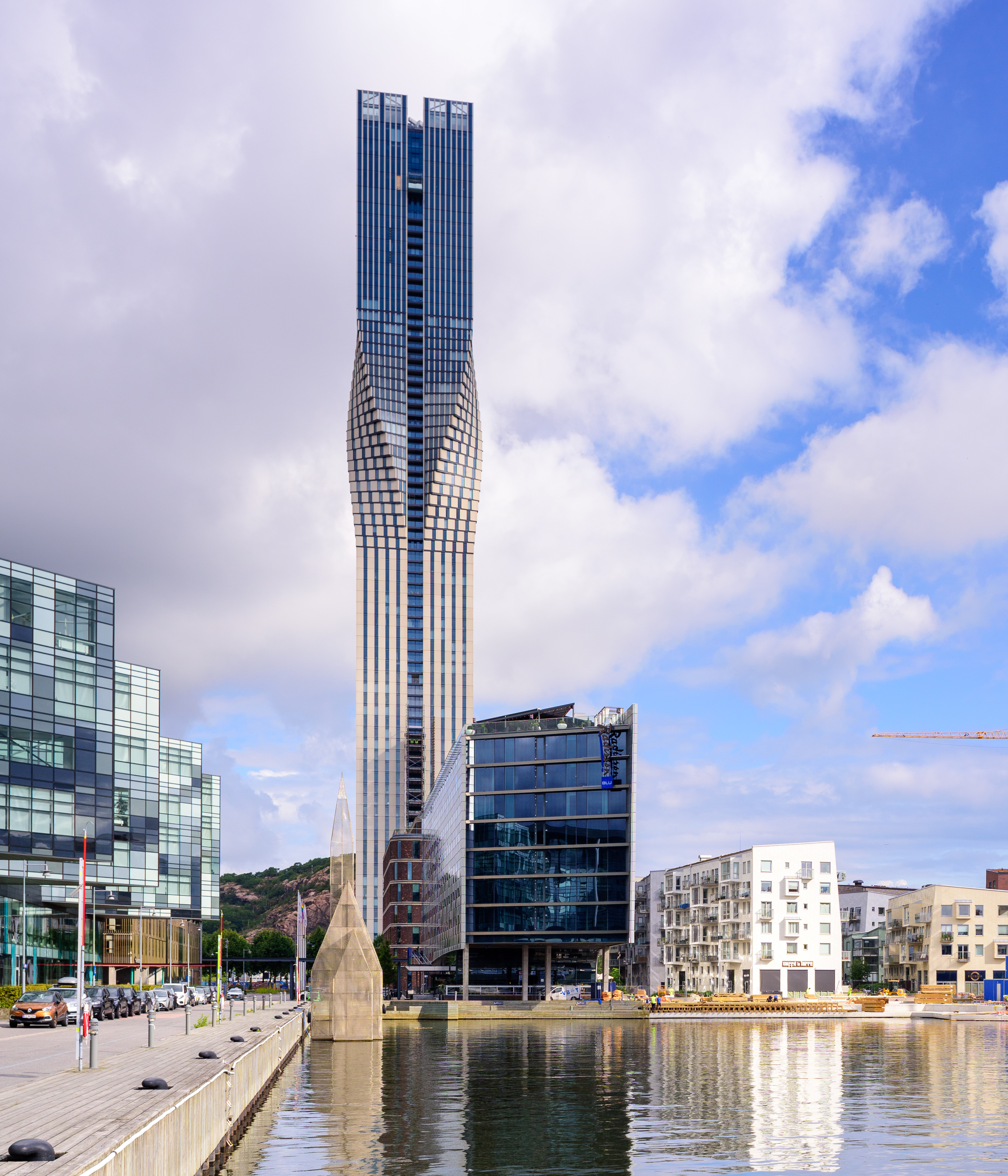
Karlatornet är Göteborgs högsta byggnad.

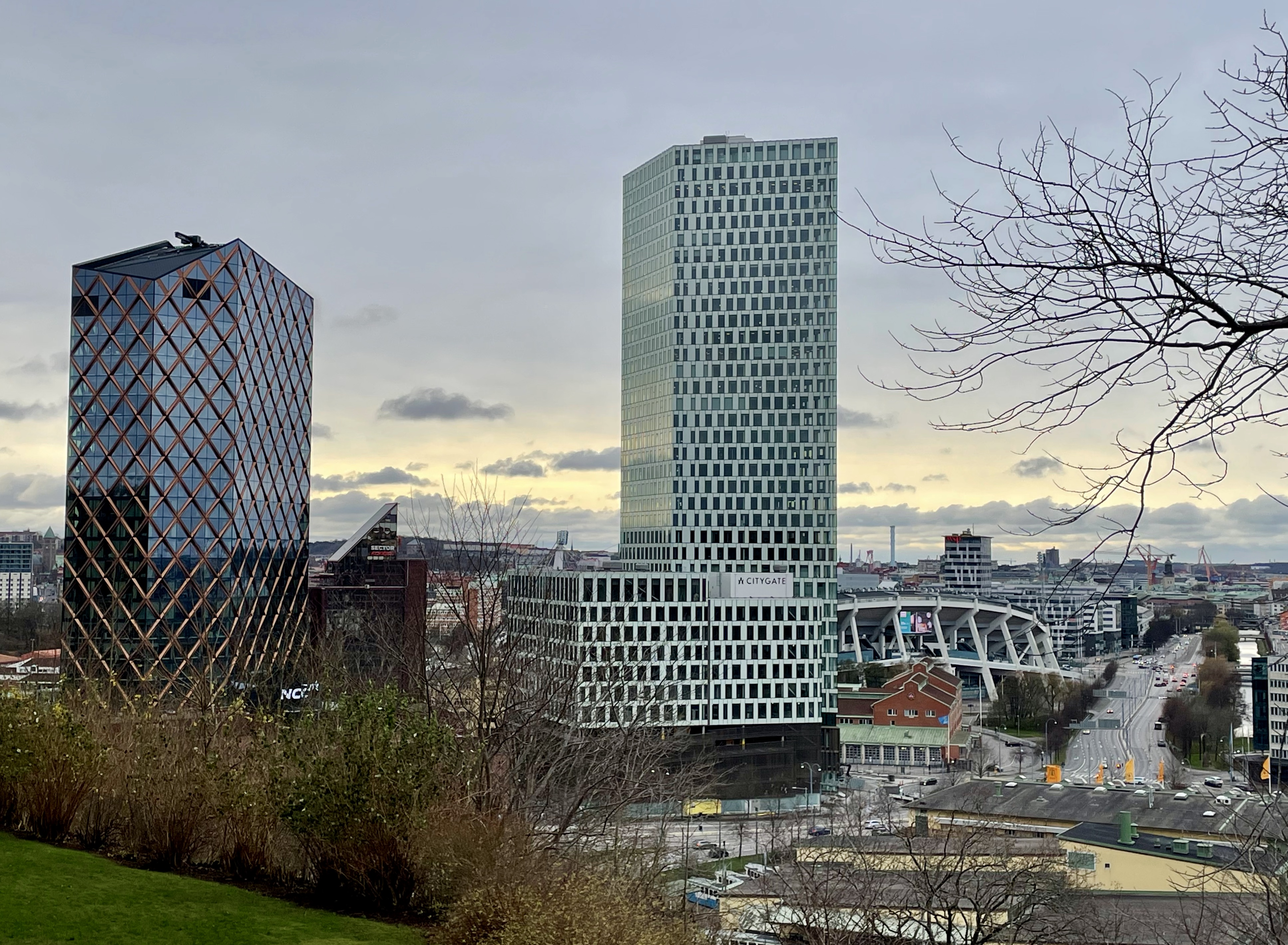
Citygate till höger är Göteborgs näst högsta byggnad. Kineum till vänster är den tredje högsta byggnaden.

Göteborg har traditionellt  haft relativit få höga byggnader, men genom infrastruktursatsningar, omdaningar av de båda älvstränderna och stadens övergång från industristad till tjänsteregion pågår sedan 2010-talet en mängd byggen av höghus eller skyskrapor. Karlatornet är inte bara Göteborgs utan även Sveriges högsta hus med sina 246 meters höjd. Citygate och Kineum byggdes klart 2022 med 144 meter respektive 110m i höjd. 

#### Religiösa byggnader
Vad gäller Göteborgs religiösa byggnader, nämns några ovan dels bland Karakteristiska byggnader i Göteborg och dels bland Byggnadsminnen. Övriga religiösa byggnader i Göteborg finns här (exempelvis Göteborgs idag äldsta frikyrka Tabernaklet som invigdes 1884): Religiösa byggnader i Göteborgs kommun.

## Bildgalleri

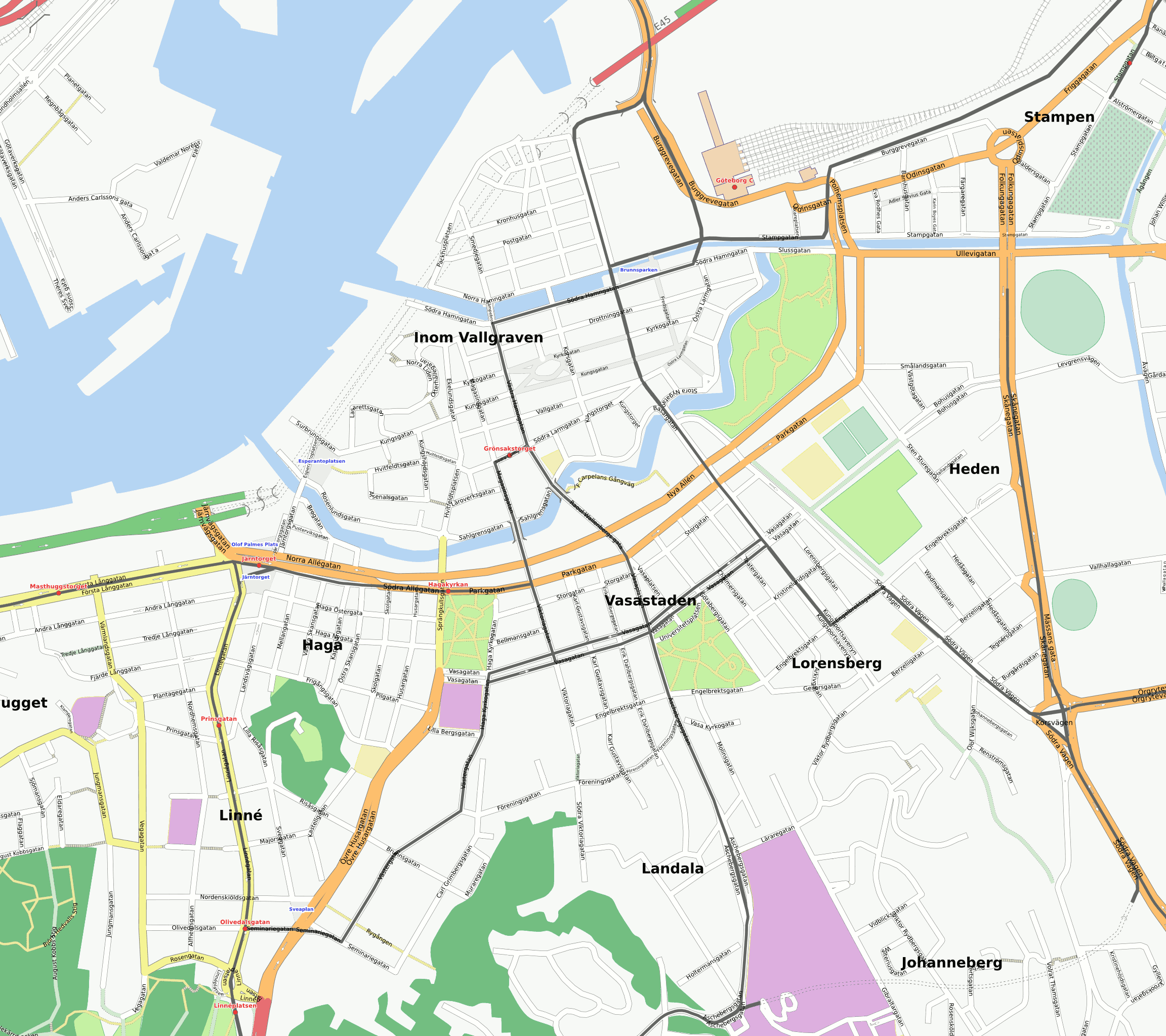
Karta över Göteborgs innerstad.
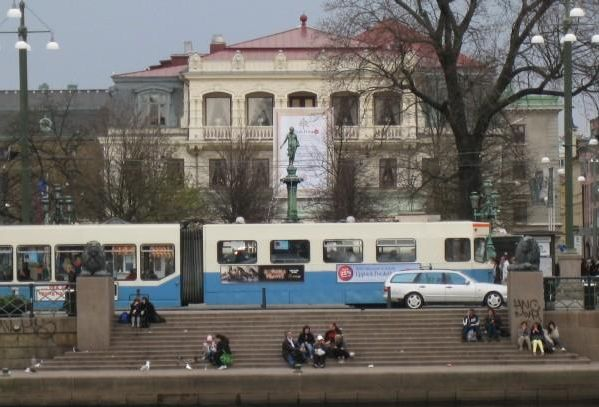
Lejontrappan i Brunnsparken.
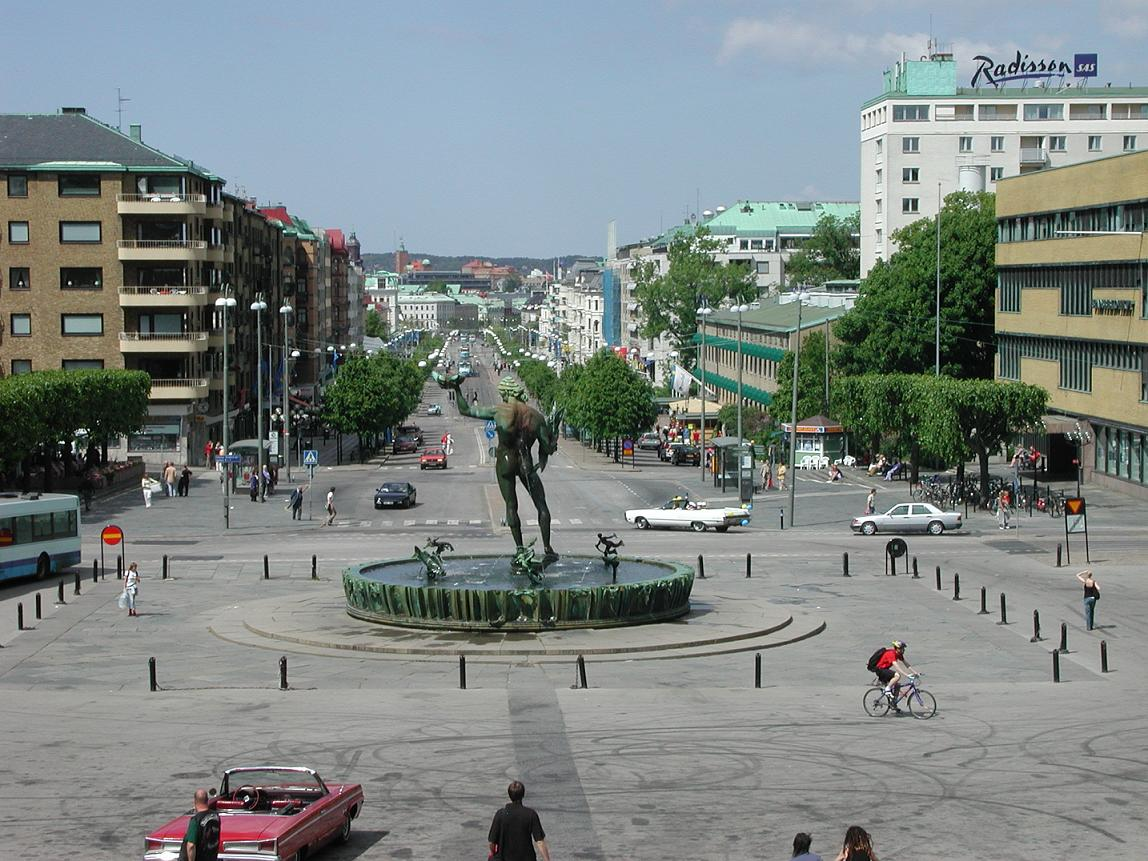
Götaplatsen med statyn Poseidonbrunnen och utsikt över Göteborgs paradgata Kungsportsavenyen – i folkmun endast "Avenyn". Kanske stadens mest kända vy.
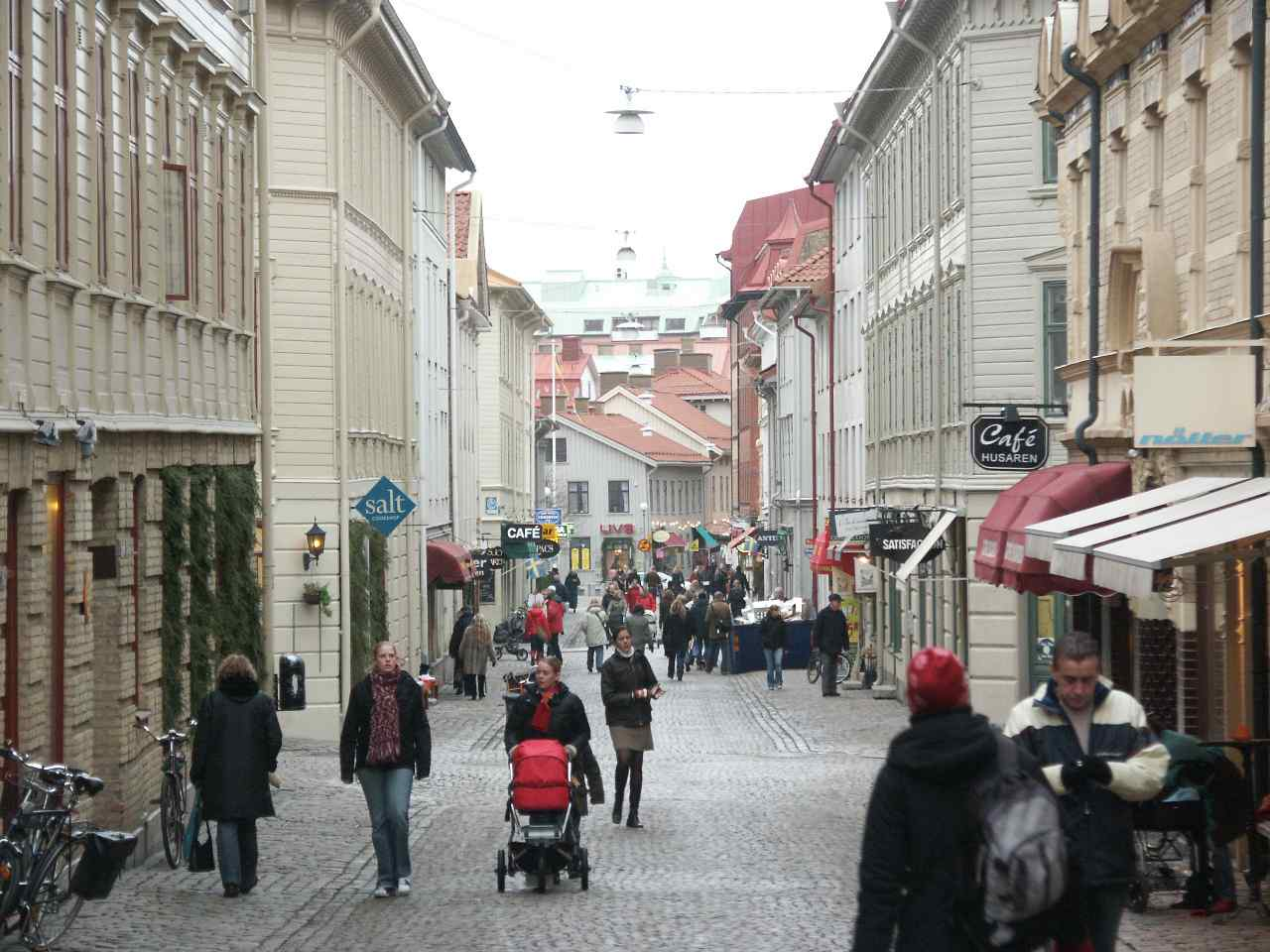
Göteborg var först med landshövdingehus, en typisk göteborgsk arkitektur. Just denna bild är ifrån Haga.
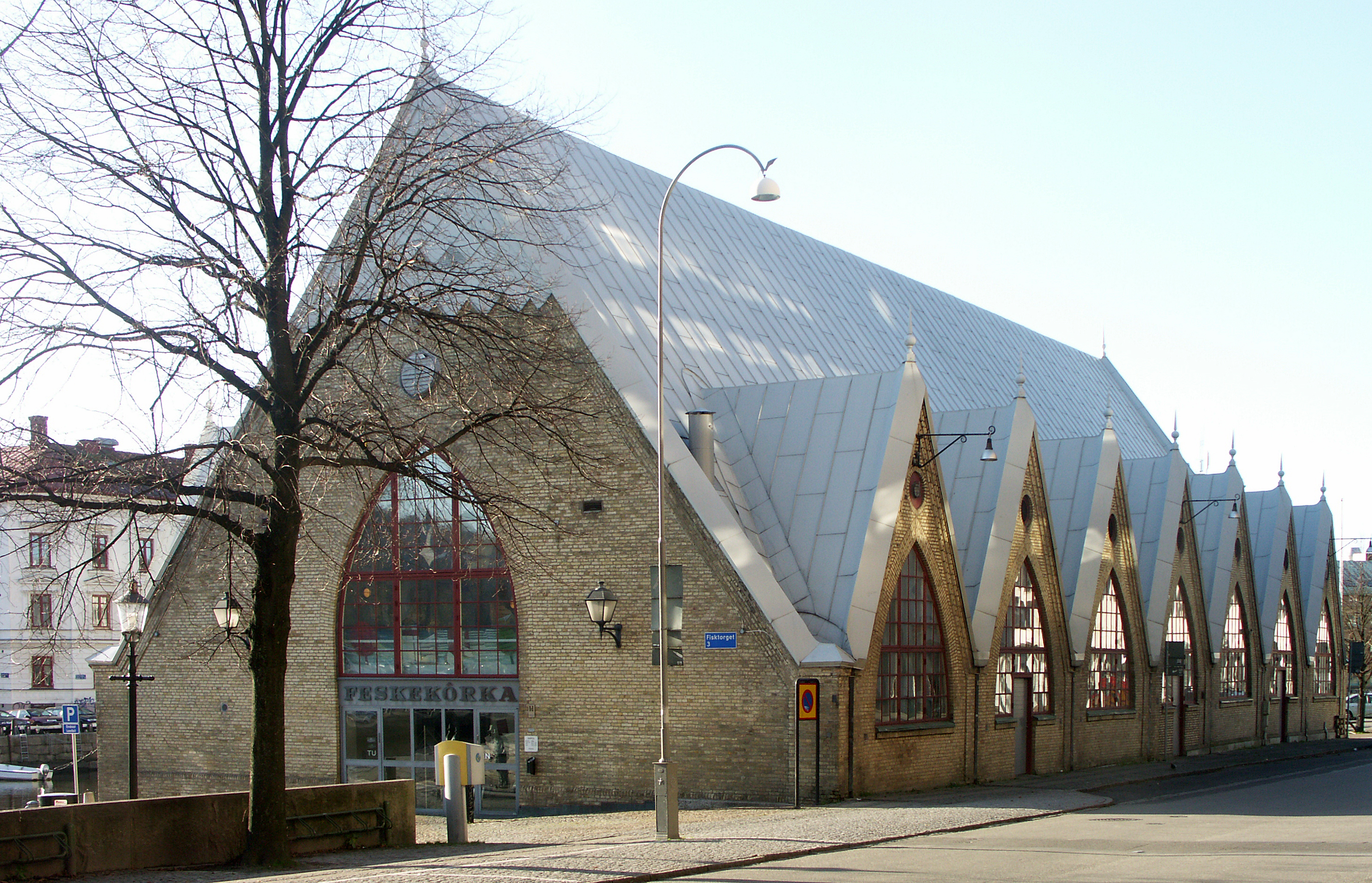
Feskekörka
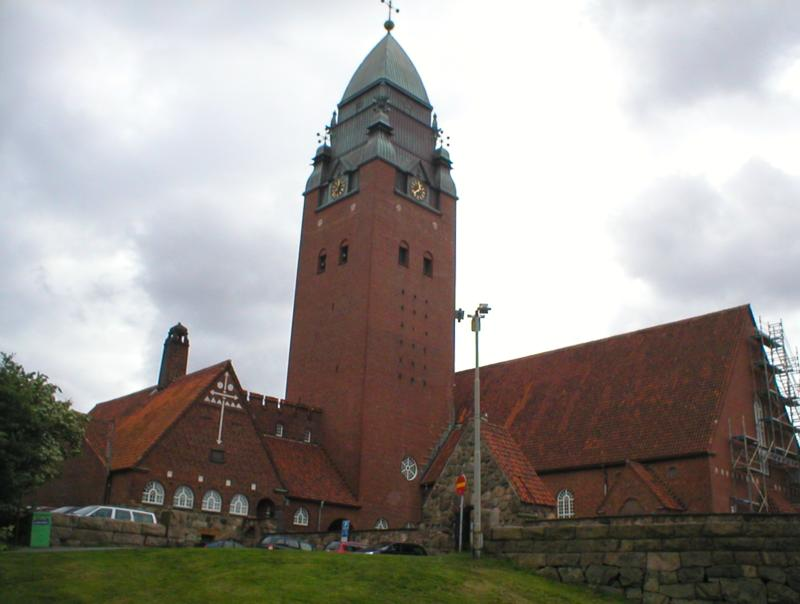
Masthuggskyrkan
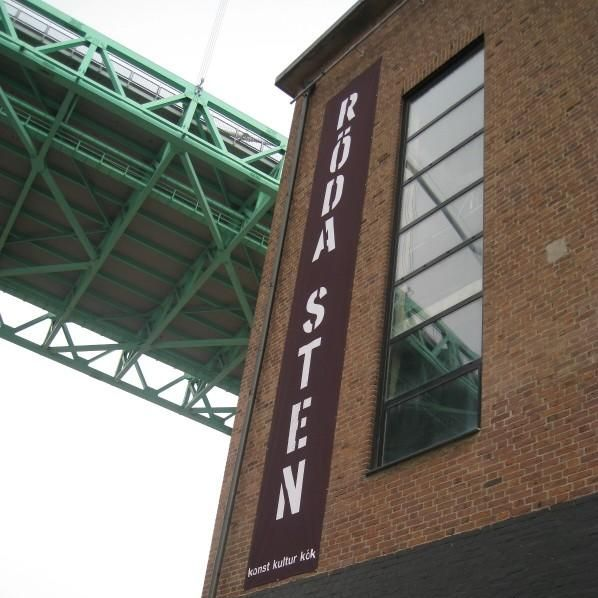
Röda sten under Älvsborgsbron